# Disco fonográfico

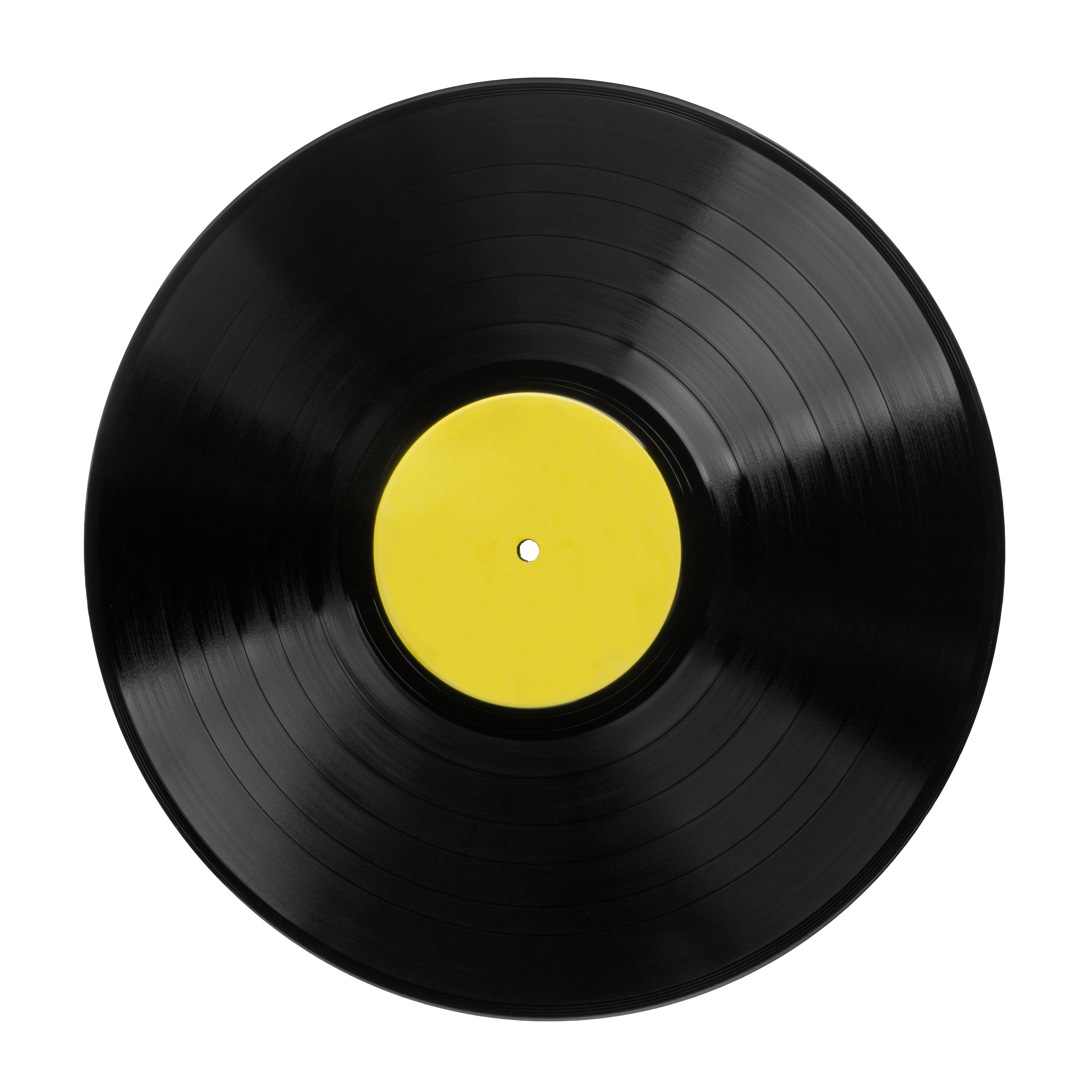
Disco de formato LP, de de diámetro.

Un disco de vinilo (conocido de forma como disco o  fonográfico) es un dispositivo de almacenamiento analógico de sonido con forma de disco plano, que se vale de un surco dispuesto en espiral modulado y provisto de incisiones grabadas, que sirve para reproducir de forma mecánica o electromecánica el sonido previamente registrado. El surco generalmente comienza cerca de la periferia y termina cerca del centro del disco.
Al principio, los discos se hacían comúnmente con goma laca, añadiéndose en los primeros tiempos a la mezcla un material abrasivo fino para aumentar su resistencia al desgaste. A partir de la década de 1940, se comenzó la fabricación masiva de discos de policloruro de vinilo, y de ahí la generalización del nombre de «vinilo», que a partir de mediados de la década de 2000 se hizo gradualmente extensivo para los discos hechos de cualquier tipo de material plástico.
El disco fue el medio principal utilizado para la reproducción de música en el siglo XX. Había coexistido con el cilindro de fonógrafo desde finales de la década de 1880 y lo había reemplazado definitivamente alrededor de 1912. Su popularidad le permitió mantener la mayor parte del mercado incluso cuando se comercializaron masivamente nuevos formatos como el casete. Pero en la década de 1980, la técnica del audio digital (especialmente el disco compacto), había aumentado notablemente su presencia en el mercado musical, y el disco de vinilo dejó de ser el sistema más vendido a partir de 1991.
Desde la década de 1990, los discos se siguen fabricando y vendiendo a menor escala, y durante la década de 1990 y principios de la década de 2000, fueron comúnmente utilizados por disc-jockeys, especialmente en sesiones de música de baile. También comenzaron a recibir la atención de un número creciente de audiófilos, y a principios del siglo XXI han resurgido como soporte de la música rock, hasta el punto de que en 2014 se vendieron 9,2 millones de discos en los Estados Unidos (con un aumento del 260 % desde 2009). Asimismo, las ventas en el Reino Unido se multiplicaron cinco veces entre 2009 y 2014, y en el año 2020 las ventas de vinilos superaron a las de CDs en los Estados Unidos por primera vez desde los años 1980.
En 2017 se contabilizaban 48 fábricas de discos de vinilo en todo el mundo, 18 en los Estados Unidos y 30 en otros países. La creciente popularidad del disco ha llevado a realizar inversiones en nuevas y modernas máquinas de prensado. Solo quedan dos productores de soportes de laca (discos de acetato o discos maestros): Apollo Masters en California y MDC en Japón.
Los discos se describen generalmente por alguna de estas características:
- Diámetro expresado en pulgadas (12 pulgadas, 10 pulgadas, 7 pulgadas), aunque originalmente fueron diseñados en milímetros[9]
- Velocidad de giro en revoluciones por minuto (rpm) a la que se reproducen: 8⅓; 16⅔; 33⅓; 45; y 78[10]
- Duración, determinada por su diámetro y velocidad: 
  - LP [larga duración]: disco de 12 pulgadas y 33⅓ rpm (del inglés Long Play)
  - SP [sencillo]: disco de 10 pulgadas, 78 rpm, o disco de 7 pulgadas, 45 rpm (del inglés Short Play)
  - EP [reproducción extendida]: disco de 12 pulgadas o disco de 7 pulgadas, 33⅓ o 45 rpm (del inglés Extended Play)
- Calidad de reproducción o nivel de fidelidad: alta fidelidad, ortofónico o de rango completo
- Número de canales de audio: monoaural, estereofónico o cuadrafónico

Como medio de difusión cultural, la gran portada (y en algunos casos las fundas interiores) son valoradas por coleccionistas y artistas debido al gran espacio disponible para la expresión visual, especialmente en el caso de los discos de 12 pulgadas.

## Historia

Edison con su fonógrafo (hacia 1889)

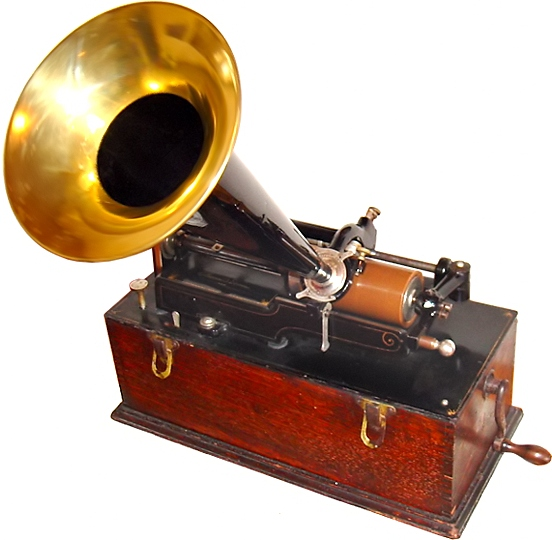
Fonógrafo de cilindros Edison (hacia 1899)

El fonoautógrafo, patentado por Léon Scott en 1857, utilizaba un diafragma vibrante y un lápiz para registrar gráficamente ondas de sonido como trazos en hojas de papel, puramente para su análisis visual y sin ninguna intención de reproducirlas. En la década de 2000, estos trazados fueron escaneados por primera vez por un ingeniero de audio y convertidos digitalmente en sonido audible. Los registros de canto y de discursos registrados por Scott en 1860 se reprodujeron como sonido por primera vez en 2008. Junto con un tono de diapasón y fragmentos ininteligibles registrados ya en 1857, estas son las primeras grabaciones de sonido conocidas.
En 1877, Thomas Alva Edison inventó el fonógrafo. A diferencia del fonoautógrafo, podía grabar y reproducir sonido. A pesar de la similitud del nombre, no hay evidencia documental de que el fonógrafo de Edison se basara en el aparato de Scott. Edison primero intentó grabar sonido en una cinta de papel impregnada de cera, con la idea de crear un «repetidor telefónico» análogo al repetidor telegráfico en el que había estado trabajando. Aunque los resultados visibles le hicieron confiar en que el sonido se podía grabar y reproducir físicamente, sus notas no indican que realmente reprodujera el sonido antes de su primer experimento en el que utilizó una lámina de estaño como medio de grabación varios meses después. El papel de estaño se envolvía alrededor de un cilindro de metal ranurado y una aguja que vibraba movida por las ondas sonoras marcaba la lámina de estaño mientras el cilindro giraba. La grabación se podía reproducir inmediatamente. El artículo de la revista Scientific American que presentaba el fonógrafo de lámina de estaño al público, mencionaba los inventos anteriores de Marey, Rosapelly y de Barlow, así como el de Scott, citándolos como creadores de dispositivos para grabar pero, lo que era más importante, no para reproducir sonido. Edison también inventó variaciones del fonógrafo que usaba cinta. y formatos de disco. Se imaginaron numerosas aplicaciones para el fonógrafo, pero aunque se puso de moda como una novedad sorprendente en las demostraciones públicas efectuadas, el fonógrafo de lámina de estaño resultó demasiado tosco para ser utilizado en la práctica. Una década más tarde, Edison desarrolló un fonógrafo muy mejorado que usaba un cilindro de cera hueco en lugar de una lámina de estaño. Este resultó ser un dispositivo con mejor sonido y mucho más útil y duradero. El cilindro de fonógrafo de cera creó el mercado del sonido grabado a finales de la década de 1880 y lo dominó durante los primeros años del siglo XX.

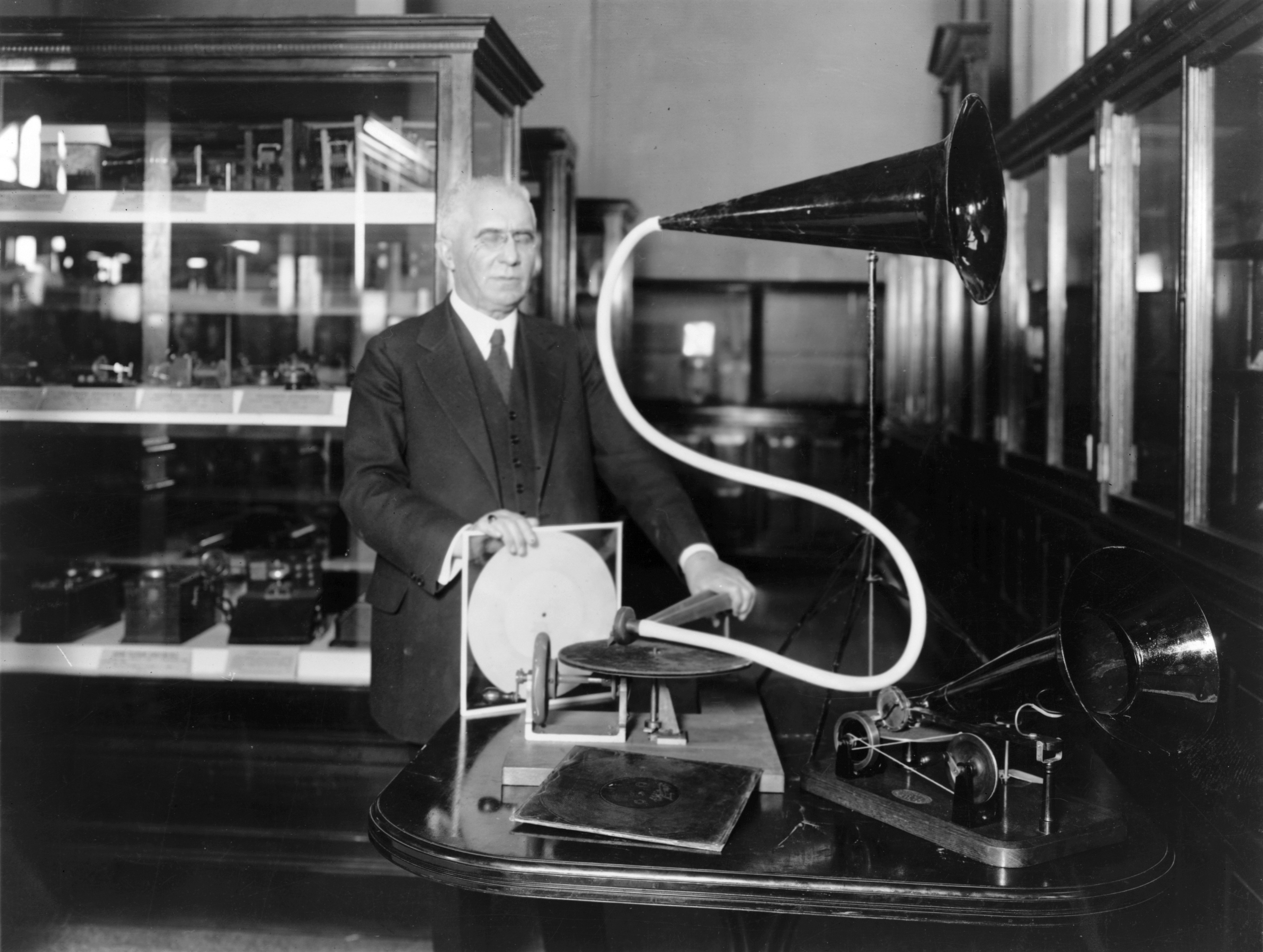
Emile Berliner con un gramófono grabador de discos

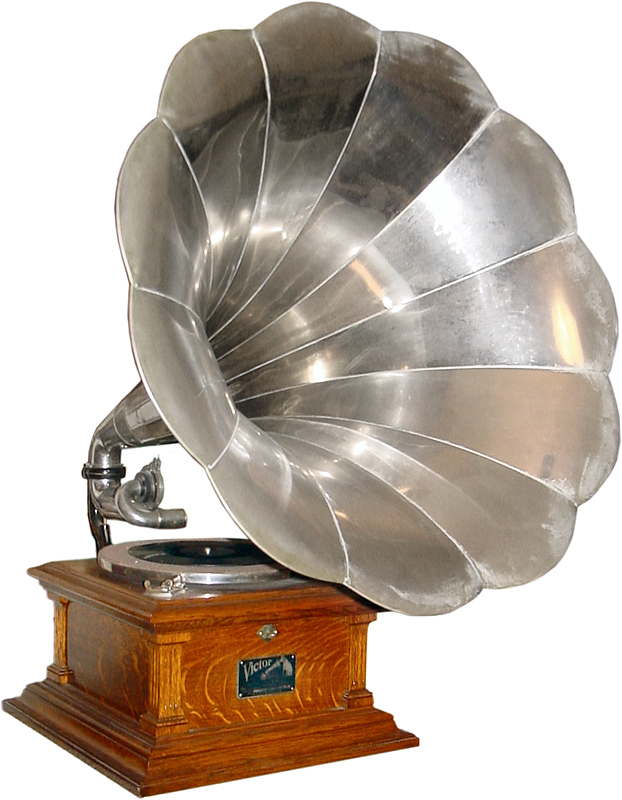
Gramófono Victor V de la Victor Talking Machine Co. (hacia 1907)

Los discos planos fueron desarrollados en los Estados Unidos por Emile Berliner (aunque la patente original de Thomas Edison incluía este tipo de discos), quien llamó a su sistema el «gramófono», distinguiéndolo del «fonógrafo» de cilindro de cera de Edison y del cilindro de cera del «grafófono» de la American Graphophone. Los primeros discos de Berliner, comercializados a partir de 1889 inicialmente solo en Europa, tenían 12,5 cm (aproximadamente 5 pulgadas) de diámetro y se tocaban con una pequeña máquina accionada manualmente. Tanto los discos como la máquina eran adecuados solo para su uso como juguete o curiosidad, debido a la limitada calidad del sonido. En 1894, bajo la marca Berliner Gramophone, Berliner comenzó a comercializar en los Estados Unidos discos de 7 pulgadas de diámetro con una calidad sonora bastante mejorada, junto con gramófonos algo más perfeccionados para reproducirlos. A pesar de ello, su sonido era todavía deficiente en comparación con los cilindros de cera, hasta que el socio de Berliner en la fabricación de discos, Eldridge R. Johnson, los pudo mejorar considerablemente. Abandonando la marca registrada «Gramophone» de Berliner por razones legales, a partir de 1901 las empresas separadas de Johnson y de Berliner acabarían reorganizándose para formar la Victor Talking Machine Company en Camden (Nueva Jersey), cuyos productos llegarían a dominar el mercado durante muchos años. Emile Berliner trasladó su empresa a Montreal en 1900. La fábrica, que se convirtió en la sucursal canadiense de RCA Records, todavía existe. Hay un museo dedicado a Berliner en Montreal (el Musée des ondes Emile Berliner).
En 1901 se introdujeron los discos de 10 pulgadas, seguidos en 1903 por los de 12 pulgadas. Estos podían sonar durante más de tres y cuatro minutos respectivamente, mientras que los cilindros contemporáneos solo duraban unos dos minutos. En un intento por contrarrestar la ventaja del disco, Edison introdujo el cilindro de la marca Amberol en 1909, con un tiempo máximo de reproducción de 4 1⁄2 minutos (a 160 rpm), que a su vez fue reemplazado por los cilindros comercializados como Blue Amberol Records, que tenían una superficie de celuloide, un plástico mucho menos frágil. A pesar de estas mejoras, durante la década de 1910 los discos acabaron ganando esta particular guerra de formatos, aunque Edison continuó produciendo hasta finales de 1929 los cilindros Blue Amberol para una clientela cada vez más reducida. Hacia 1919, las patentes básicas para la fabricación de discos planos habían expirado, abriendo el campo a innumerables empresas para producirlos. Los discos analógicos dominaron el mercado del entretenimiento en el hogar hasta que fueron superados por los discos compactos digitales en la década de 1980, que a su vez fueron reemplazados por las grabaciones digitales de sonido distribuidas a través de tiendas de música en línea y mediante el intercambio de archivos en internet.

## Desarrollo del disco de 78 rpm

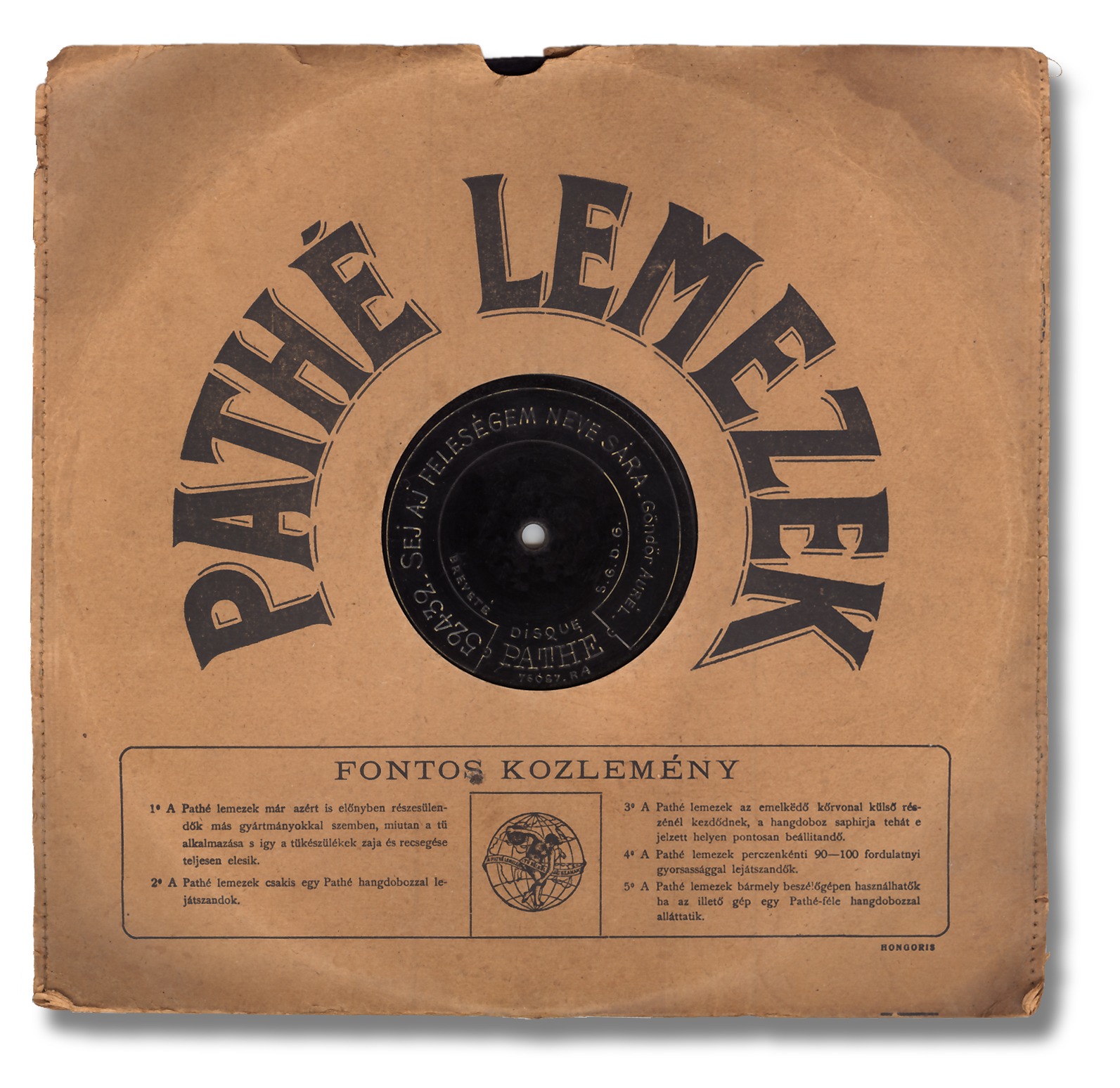
Disco Pathé de origen húngaro, reproducible a velocidades de entre 90 y 100 rpm.

### Primeras velocidades de reproducción
En las primeras grabaciones en disco se usaron numerosas velocidades de reproducción (que iban desde 60 a 130 rpm), combinadas con diversos diámetros. Ya en 1894, la Gramophone Company de Emile Berliner vendía en los Estados Unidos discos de una cara de 7 pulgadas con una velocidad estándar anunciada de «aproximadamente 70 rpm».
Un manual de grabación de audio estándar de la década de 1950 describe los reguladores de velocidad, como parte de una ola de mejoras introducidas rápidamente después de 1897. Una imagen de un gramófono Berliner de 1898 con manivela muestra un gobernador. Indica que los motores de cuerda reemplazaron a los impulsores manuales. Señala que:

El regulador de velocidad estaba provisto de un indicador que mostraba la velocidad cuando la máquina estaba funcionando para que los discos, al reproducirse, pudieran girar exactamente a la misma velocidad ... Los textos disponibles no revelan por qué se eligieron 78 rpm para la industria del fonógrafo, aparentemente esta era la velocidad generada por una de las primeras máquinas, y continuó utilizándose sin ninguna otra razón aparente.

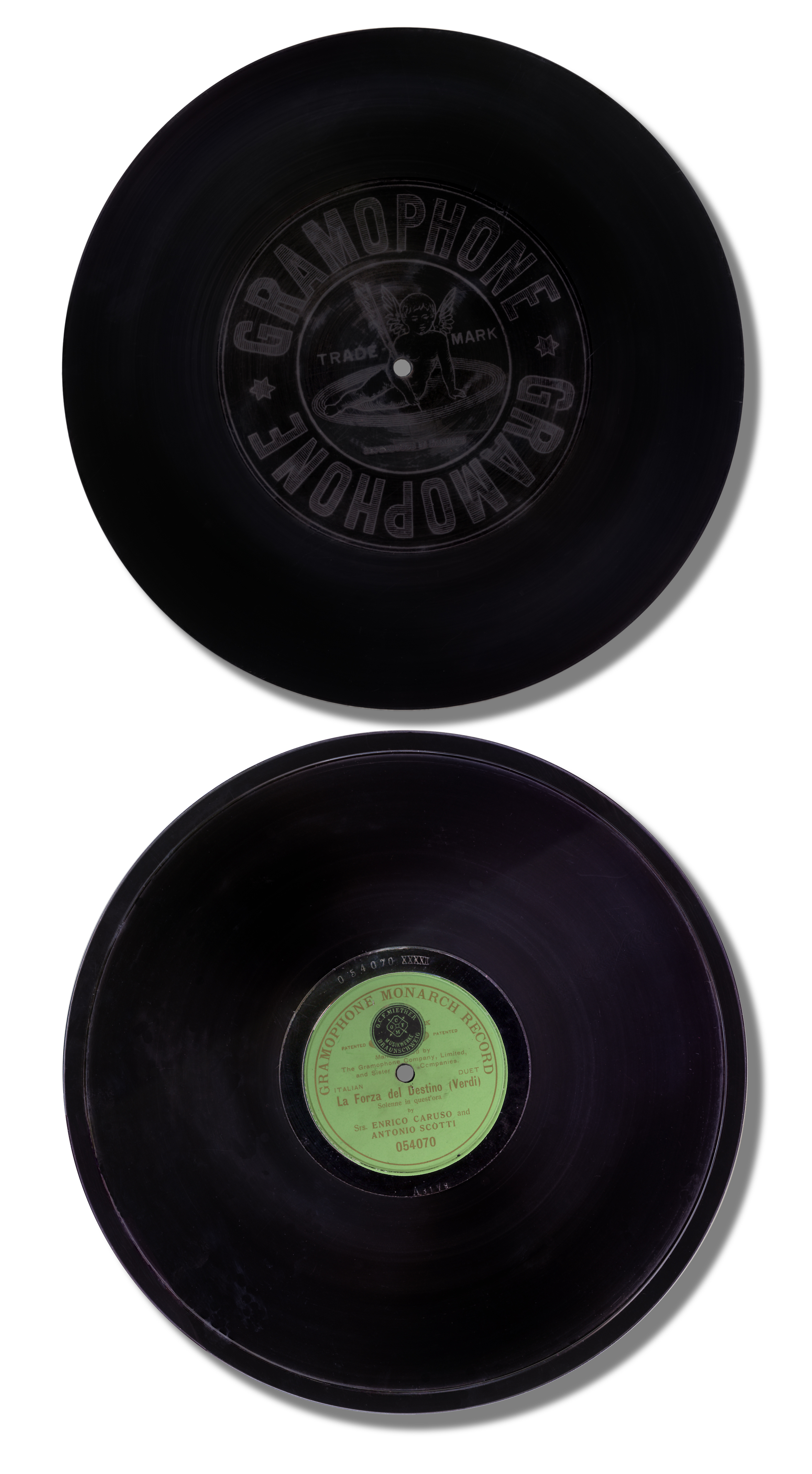
Un producto multinacional: un dueto de ópera cantado por Enrico Caruso y por Antonio Scotti, grabado en los Estados Unidos en 1906 por la Victor Talking Machine Company, manufacturado hacia 1908 en Hanover, Alemania, por la Gramophone Company, filial de Victor en Inglaterra.

Alrededor de 1925, la velocidad del disco se estaba estandarizando a un valor nominal de 78 rpm. Sin embargo, el estándar difirió entre lugares con suministro eléctrico de corriente alterna a 60 hercios (ciclos por segundo, o Hz) y aquellos con corriente a 50 Hz. Cuando el suministro de la red era de 60 Hz, la velocidad real era de 78,26 rpm: la de un estroboscopio de 60 Hz que ilumina las marcas de calibración de 92 barras. Donde era de 50 Hz, era de 77,92 rpm: el de un estroboscopio de 50 Hz que ilumina las marcas de calibración de 77 barras.

### Grabación acústica
Las primeras grabaciones se hicieron de forma completamente acústica: el sonido se recogía con una bocina y se canalizaba a un diafragma, que hacía vibrar un estilete. La sensibilidad y el rango de frecuencia eran deficientes y la respuesta sonora era muy irregular, lo que otorgaba a las grabaciones acústicas una calidad tonal reconocible al instante. Los cantantes prácticamente tenían que introducir la cara en la bocina de grabación. Una forma de reducir la resonancia era envolver la bocina de grabación con cinta.
Los instrumentos orquestales de tono más bajo, como los violonchelos y los contrabajos, a menudo se duplicaban (o reemplazaban) por instrumentos más ruidosos, como las tubas. Los violines de los conjuntos orquestales eran reemplazados comúnmente por violinofones, que se hicieron populares en los estudios de grabación.
Incluso en las primeras grabaciones de bandas de jazz y militares, se planificaba hasta cómo colocar la percusión correctamente para que pudíese grabarse y escucharse eficazmente. Los instrumentos más ruidosos, como los tambores y las trompetas, se colocaban más alejados de la bocina recolectora de sonido que el resto. La pianista y cantante de jazz Lillian Hardin, que perteneció a la banda de Joe King Oliver y que grabó en Gennett Records en 1923, recordaba que al principio Oliver y su joven segundo trompeta, Louis Armstrong, estaban uno al lado del otro, pero el cuerno de Oliver no se podía escuchar. Así que «Pusieron a Louis a unos cinco metros en una esquina, desde donde traslucía una cierta tristeza».

### Grabación lateral o vertical

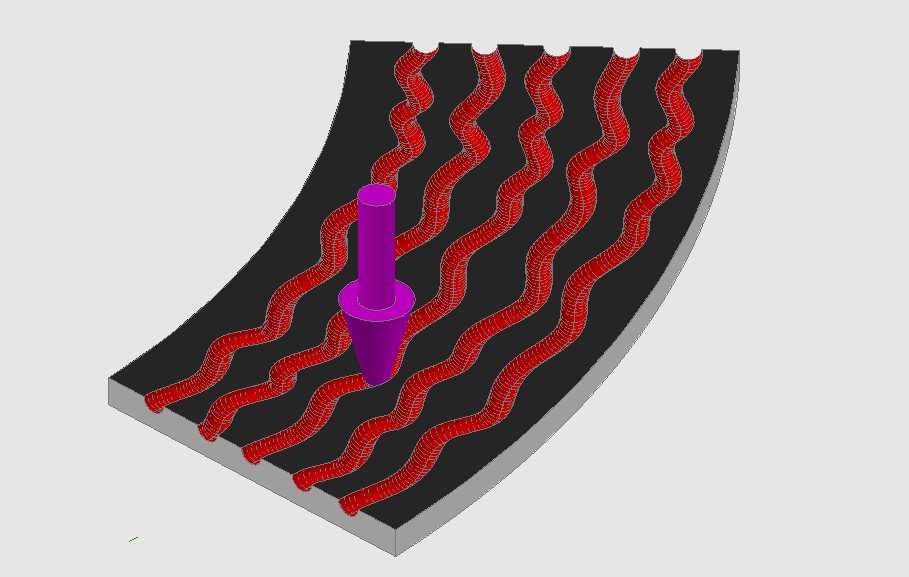
Vista de la aguja lectora sobre un disco grabado lateralmente

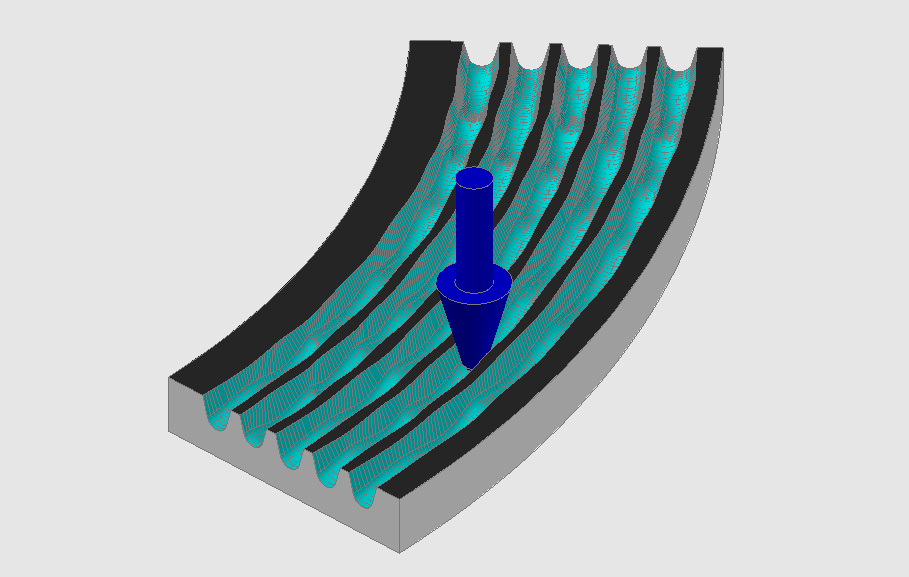
Vista de la aguja lectora sobre un disco grabado verticalmente

En el primer sistema de registro de sonido desarrollado por Edison, el fonógrafo, la información quedaba grabada en un surco inscrito en un cilindro recubierto de papel de estaño, en el que se realizaba una incisión de profundidad variable mediante la punta de un estilete que oscilaba verticalmente al ritmo de las vibraciones sonoras recogidas por un diafragma situado al final de una bocina. Este procedimiento producía en el interior del surco un relieve con una forma que recordaba a un paisaje de valles y colinas. Su principal ventaja consistía en que el movimiento de la aguja (tanto al grabar como al reprodudir), quedaba descompuesto en dos componentes independientes entre sí: por un lado, el movimiento tangencial alrededor del cilindro (de velocidad lineal constante, y con los surcos idénticamente espaciados), y por otro lado, la oscilación vertical de la aguja. La relativa simplicidad mecánica de este sistema, y la posibilidad de realizar grabaciones, hicieron que el uso de cilindros se mantuviera hasta comienzos del siglo XX.
Sin embargo, el sistema de discos planos de Emile Berliner, que debía evitar en sus diseños los problemas generados por las numerosas patentes de Edison, optó por el sistema de grabación lateral, en el que el surco tenía una profundidad constante y la información sonora quedaba registrada mediante oscilaciones a izquierda y derecha respecto a la posición central del surco.
En la década de 1910, la tecnología de grabación de los discos planos utilizaba mayoritariamente el sistema de grabación lateral, lo que indujo a Edison en 1912 a intentar captar el mercado diferenciándose de la competencia con el lanzamiento de sus discos «Diamond Disc», cuyos surcos estaban grabados verticalmente. Esto significaba que las máquinas diseñadas para reproducir discos de grabación lateral no podían reproducir discos de grabación vertical y viceversa. El fabricante francés Pathé Records también había adoptado desde 1906 el formato vertical para sus discos, que a su vez era incompatible con los productos de Edison. Finalmente, a comienzos de la década de 1930, el formato lateral se impuso definitivamente al formato vertical, que dejó de utilizarse.
Básicamente, ambos sistemas están basados en el mismo principio físico (la reconstrucción de un sonido mediante una aguja unida a un diafragma al recorrer las oscilaciones recogidas en un surco), y su principal diferencia consistía en la manera en la que quedaba afectada la configuración de los surcos sobre la superficie del soporte: el sistema vertical permite distribuir los surcos de forma prácticamente uniforme y más compacta, mientras que en el sistema lateral la separación entre los surcos está condicionada por la amplitud de las oscilaciones registradas transversalmente.
Dicho de otra manera, en un sistema de grabación lateral, el estilete que graba la matriz se desplaza horizontalmente, en sentido perpendicular a la dirección del surco, generando una sinusoide cuya profundidad es constante, aunque el ancho total de la banda cubierta alrededor del eje del surco depende de la amplitud con la que se transcribe la onda sonora. En cambio, en el sistema de grabación vertical, el estilete se desplaza hacia arriba y hacia abajo, generando en el surco un relieve en forma de valles y colinas, cuya anchura sobre la superficie del disco solo varía ligeramente con la profundidad de la incisión.

### Registro eléctrico

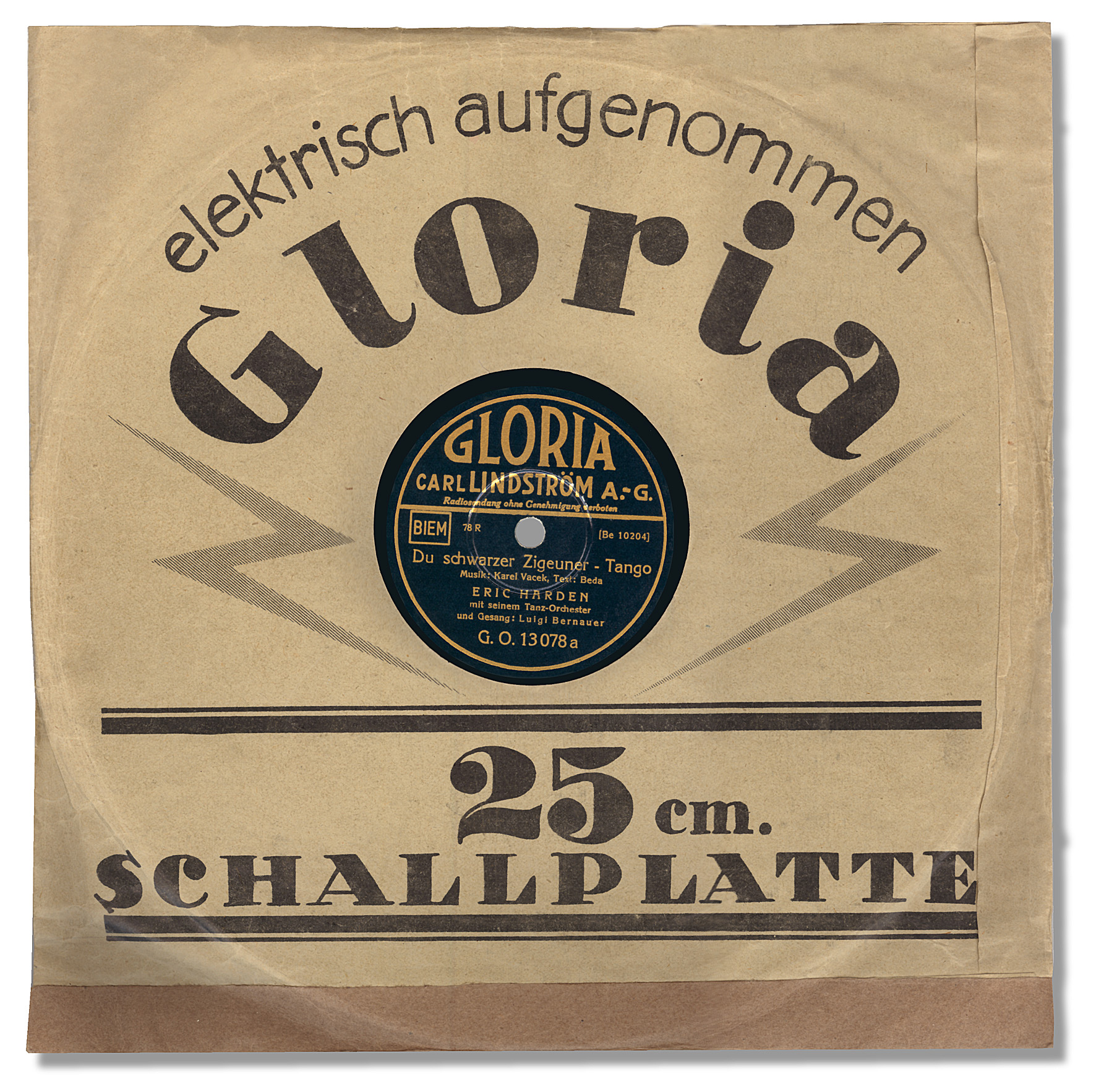
Un disco grabado eléctricamente de la Carl Lindström AG, Alemania (hacia 1930).

Durante la primera mitad de la década de 1920, los ingenieros de la Western Electric, así como algunos inventores independientes como Orlando Marsh, desarrollaron la tecnología necesaria para capturar el sonido con un micrófono, amplificarlo con válvulas de vacío y luego usar la señal amplificada para impulsar un cabezal de grabación electromecánico. Las innovaciones de la Western Electric dieron como resultado una respuesta de frecuencia más amplia y suave, que produjo una grabación radicalmente más completa, más clara y con un sonido más natural.
Ahora se podían capturar sonidos suaves o distantes que antes eran imposibles de grabar. El volumen sonoro pasó a estar limitado tan solo por el espacio entre los surcos en el disco y por la amplificación del dispositivo de reproducción. Victor y Columbia obtuvieron la licencia del nuevo sistema de Western Electric, y comenzaron a grabar discos durante la primavera de 1925. El primer disco del sello RCA Red Seal grabado eléctricamente contenía los temas «Impromptus» de Frédéric Chopin y «Litanei» de Franz Schubert, ambos interpretados por Alfred Cortot para Victor en Camden (Nueva Jersey).
Un anuncio de los almacenes Wanamaker's de 1926 en The New York Times ofrecía discos producidos «por el último proceso de grabación eléctrica de Victor». Fue reconocido como un gran avance; hasta el punto de que en 1930, un crítico musical del Times declaró:

Ha llegado el momento de que la crítica musical seria tenga en cuenta las interpretaciones de buena música reproducidas a través de los discos. Afirmar que los discos han logrado una reproducción exacta y completa de todos los detalles de las representaciones sinfónicas u operísticas ... sería extravagante ... [pero] los aparatos de hoy están tan adelantados con respecto a las viejas máquinas que difícilmente sería admisible clasificarlos con el mismo nombre. La grabación y la reproducción eléctricas se han combinado para conservar la vitalidad y el color de los recitales presenciales ...

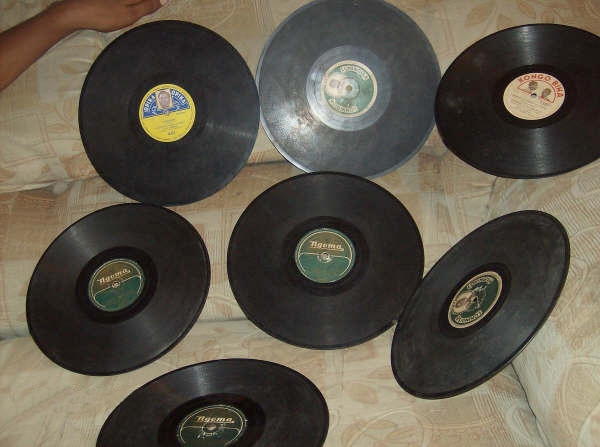
Ejemplos de discos congoleños de 78 rpm

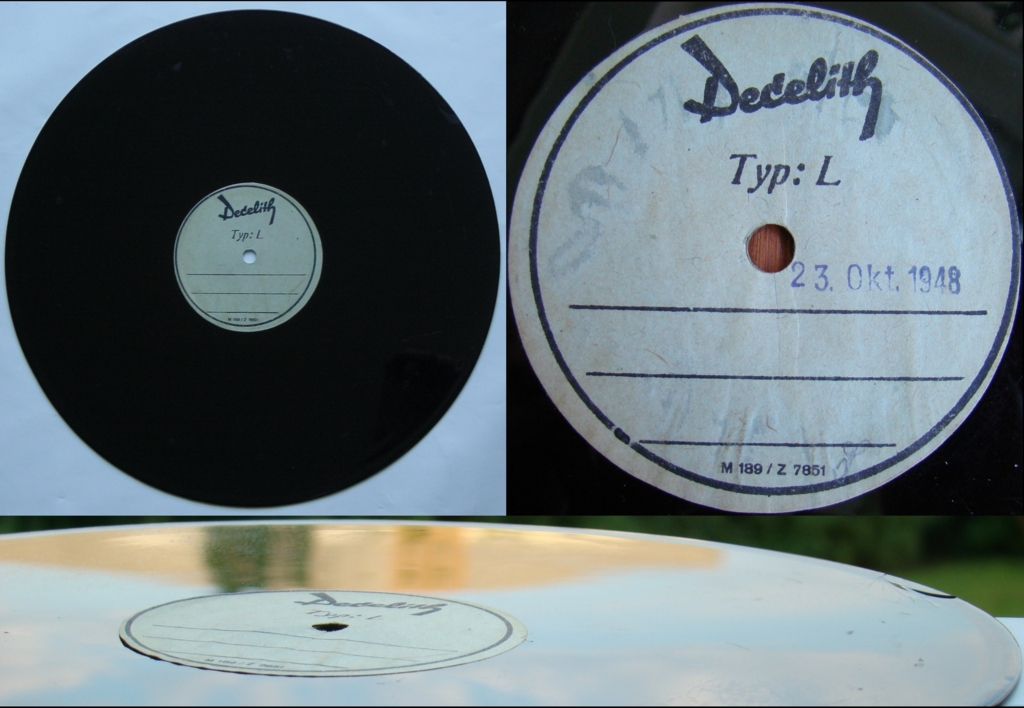
Un Decelith en blanco de 10 pulgadas para realizar una grabación única. Un producto alemán introducido en 1937, estos discos flexibles totalmente de plástico eran una alternativa europea a los discos rígidos de acetato lacado.

Los tocadiscos amplificados eléctricamente eran inicialmente costosos, y se fueron introduciendo lentamente. En 1925, la compañía Victor presentó tanto el Orthophonic Victrola, un tocadiscos acústico que fue diseñado para reproducir discos grabados eléctricamente, como el Electrola amplificado eléctricamente. Los Orthofonic acústicos tenían un precio de entre 95 y 300 dólares, dependiendo de la calidad de la madera del bastidor. Sin embargo, el Electrola más barato costaba 650 dólares, en una época en la que el precio de un Ford T nuevo era menos de 300, y los trabajos de oficina se pagaban alrededor de a 20 dólares por semana.
El Orthophonic tenía una bocina de sección exponencial interior plegada, un diseño sofisticado basado en la igualación de la impedancia y en la teoría de la línea de transmisión, estando diseñado para proporcionar una respuesta de frecuencia relativamente plana. Su primera demostración pública fue noticia de primera plana en The New York Times, que informó así del acto:

La audiencia rompió a aplaudir ... John Philip Sousa [dijo]: «[Caballeros], eso es una banda. Esta es la primera vez que escucho música con alma producida por una máquina parlante mecánica» ... El nuevo instrumento es una proeza de las matemáticas y la física. No es el resultado de innumerables experimentos, sino que fue elaborado sobre planos antes de ser construido en el laboratorio ... La nueva máquina tiene un rango de 100 a 5000 [ciclos], o cinco octavas y media ... El «tono del fonógrafo» es eliminado por el nuevo proceso de grabación y reproducción.

Poco a poco, la reproducción eléctrica entró en los hogares. El motor de cuerda fue reemplazado por un motor eléctrico. La vieja caja de sonido con su diafragma de aguja fue reemplazada por una pastilla electromagnética que convirtía las vibraciones de la aguja en una señal eléctrica. El brazo del giradiscos ahora servía para conducir un par de cables, no las ondas de sonido, dentro del bastidor. La bocina exponencial pronto fue reemplazada por un amplificador y un altavoz.
Las ventas de discos cayeron vertiginosamente durante la Gran Depresión de la década de 1930. Radio Corporation of America, que compró Victor Talking Machine Company en 1929, introdujo un tocadiscos económico llamado Duo Jr., que fue diseñado para conectarse a sus aparatos de radio. Según Edward Wallerstein (director general de la división Victor de RCA), este dispositivo fue «fundamental para revitalizar la industria».

### Materiales
Los primeros registros en disco (1889-1894) utilizaron numerosos materiales, incluido el caucho endurecido. Alrededor de 1895, se introdujo un material basado en la goma laca, que se convirtió en el estándar. Las fórmulas para la mezcla variaron según cada fabricante con el paso del tiempo, pero por lo general era alrededor de un tercio de goma laca y dos tercios de relleno mineral (pizarra o caliza finamente pulverizada), con fibras de algodón para agregar resistencia a la tracción, negro de humo para el color (sin el que el material tendía a un color gris o marrón «sucio» poco atractivo) y una cantidad muy pequeña de lubricante para facilitar la liberación de la prensa de fabricación. Columbia Records utilizó un disco laminado con un núcleo de material o fibra más grueso.

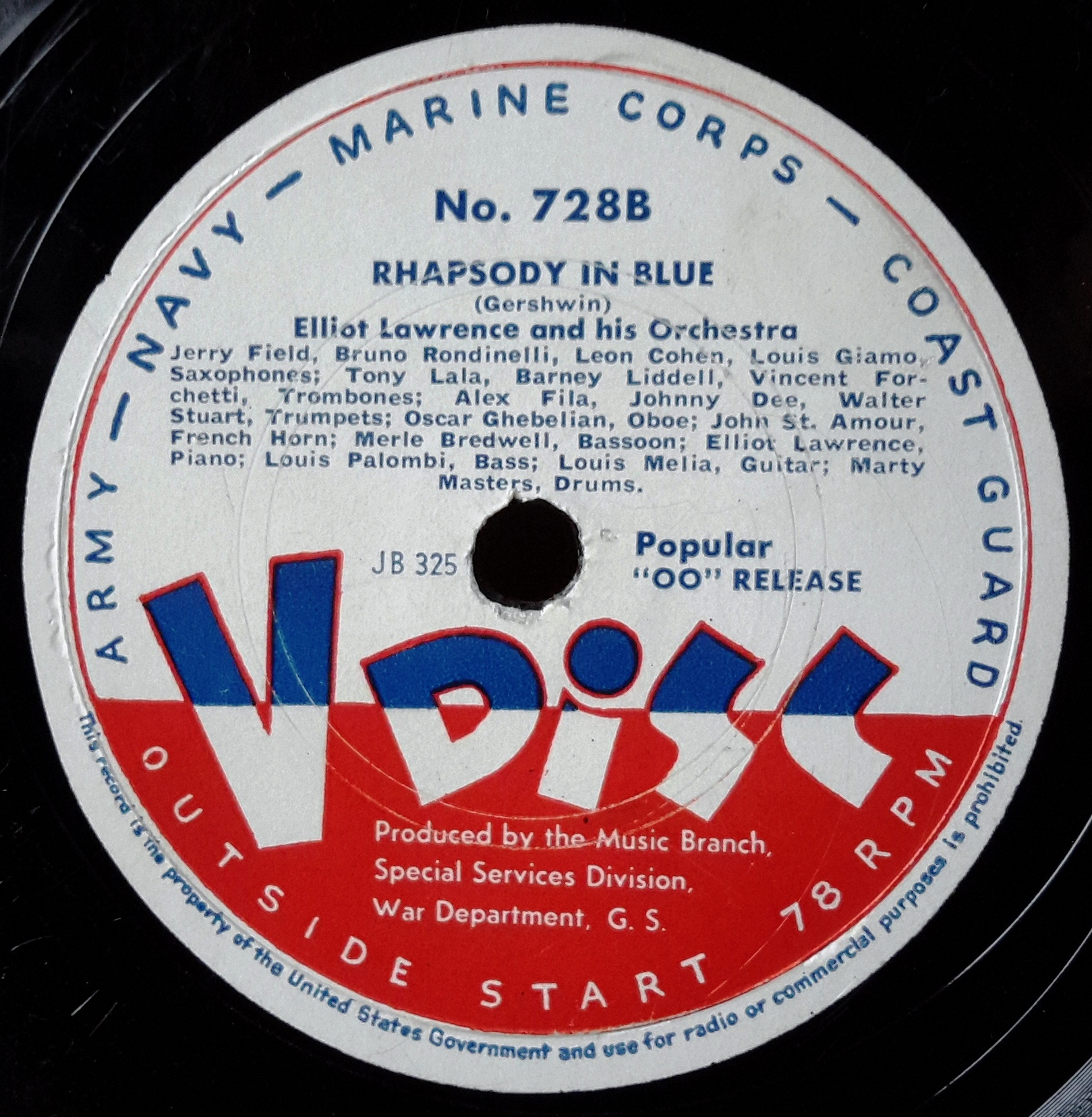
Rhapsody In Blue en V-Disc

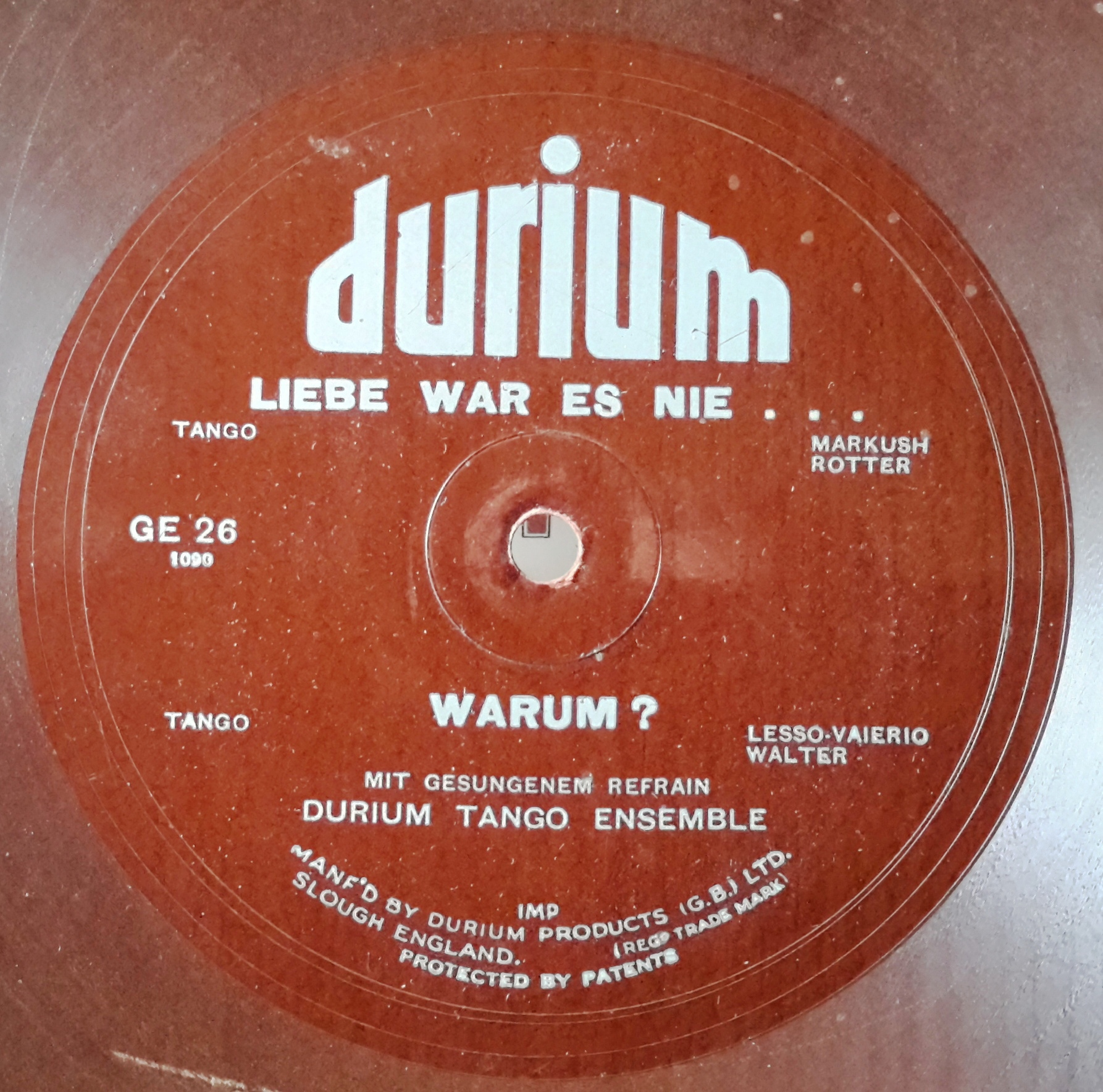
Etiqueta de un disco fabricado con Durium

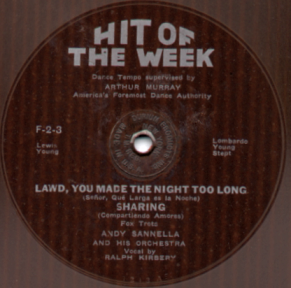
Sello de un disco de la colección Hit of the Week

La producción de discos de goma laca continuó durante la época de las 78 rpm, que duró hasta la década de 1950 en los países industrializados, pero hasta la década de 1960 en otros. Se desarrollaron formulaciones menos abrasivas durante sus últimos años, y algunos de estos discos en muy buenas condiciones pueden tener niveles de ruido tan bajos como los vinilos.
Varios fabricantes introdujeron alternativas flexibles e «irrompibles» a la goma laca durante la era de las 78 rpm. A partir de 1904, Nicole Records del Reino Unido recubrió con celuloide o una sustancia similar sus discos de núcleo de cartón durante algunos años, pero generaban mucho ruido. En los Estados Unidos, Columbia Records introdujo estampados flexibles con núcleo de fibra «Marconi Velvet Tone Record» en 1907, pero la durabilidad de sus superficies relativamente silenciosas dependían del uso de agujas Marconi especiales chapadas en oro, y el producto no tuvo éxito. Los discos de plástico delgados y flexibles como el Phonycord alemán y los discos británicos Filmophone y Goodson aparecieron alrededor de 1930, pero no por mucho tiempo. Los celodiscos franceses contemporáneos de Pathé Records, fabricados de un plástico negro muy delgado que se asemejaba a los vinilos de las revistas sound sheet de la era 1965-1985, fueron igualmente efímeros.
En los Estados Unidos, los discos del sello Hit of the Week se introdujeron a principios de 1930. Estaban hechos de un plástico translúcido patentado llamado Durium que recubría una base de cartón marrón. Se lanzaba un nuevo número cada semana, vendido en los quioscos como una revista. Aunque económicos y comercialmente exitosos al principio, fueron víctimas de la Gran Depresión, y la fabricación estadounidense de este producto terminó en 1932. Los discos de Durium continuaron produciéndose en el Reino Unido y hasta 1950 en Italia, donde el nombre «Durium» sobrevivió tras la aparición del LP como una marca de discos de vinilo. A pesar de estas innovaciones, la goma laca siguió utilizándose para la inmensa mayoría de los discos comerciales de 78 rpm en la vida útil del formato.
En 1931, RCA Victor introdujo el Victrolac, un compuesto a base de plástico vinílico como material para discos de formato inusual y para fines especiales, como los discos de 33 1⁄3 rpm de 16 pulgadas utilizados por el sistema de películas sonoras Vitaphone. En 1932, RCA comenzó a utilizar Victrolac en un sistema de grabación doméstico. A finales de la década de 1930, la ligereza, la resistencia y el bajo ruido superficial del vinilo lo habían convertido en el material preferido para la programación de radio pregrabada y otras aplicaciones especiales. Sin embargo, para los discos ordinarios de 78 rpm, el costo mucho más alto del plástico sintético, así como su vulnerabilidad a las pastillas pesadas y las agujas de acero producidas en masa que se utilizan en los tocadiscos domésticos, hicieron que la sustitución general de la goma laca no fuera práctica en aquel momento.
Durante la Segunda Guerra Mundial, las Fuerzas Armadas de los Estados Unidos produjeron miles de vinilos de 12 pulgadas y 78 rpm (denominados V-Disc) para el uso de las tropas en el extranjero. Después de la guerra, el uso del vinilo se volvió más práctico a medida que los nuevos tocadiscos empezaron a disponer de pastillas lectoras ligeras y de agujas de precisión con puntas de zafiro o de una aleación de osmio. A finales de 1945, RCA Victor comenzó a ofrecer discos de vinilo rojo transparente «De Luxe» de algunas grabaciones clásicas a 78 rpm de la marca RCA Red Seal, a un precio de «lujo». Más tarde, Decca Records introdujo el vinilo Deccalite 78s, mientras que otras compañías discográficas utilizaron fórmulas de vinilo con marcas registradas como Metrolite, Merco Plastic y Sav-o-flex, pero se utilizaron principalmente para producir discos infantiles «irrompibles» y prensados especiales de vinilo para los programas musicales de las estaciones de radio.

### Tamaños

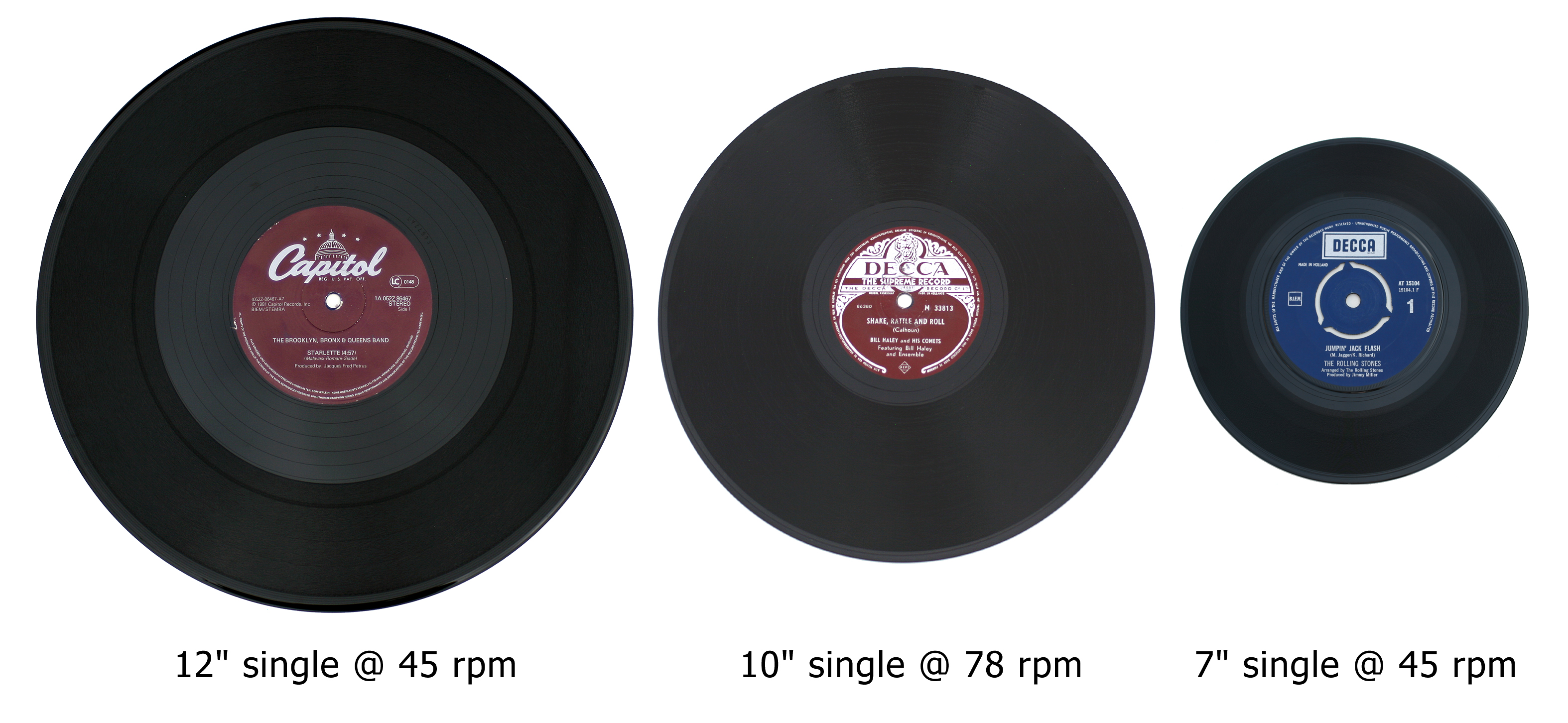
Comparación de tamaño (de izquierda a derecha): disco de vinilo de 12″ y 45 rpm; disco de goma laca de 10″ y 78 rpm; y disco de vinilo de 7″ y 45 rpm.

En la década de 1890, el diámetro de los primeros discos reproducibles era generalmente de 12,5 cm (nominalmente, 5 pulgadas). A mediados de la década de 1890, los discos tenían normalmente un diámetro de 7 pulgadas (nominalmente 17,5 cm).
En 1910, el disco de 10 pulgadas (25 cm) era, con mucho, el estándar más popular, ya que contenía unos tres minutos de música o cualquier otro registro sonoro en una cara.
Desde 1903 en adelante, se produjeron discos de 12 pulgadas (30 cm), en su mayoría con selecciones de música clásica o de ópera, con entre cuatro y cinco minutos de música por cara. Victor, Brunswick y Columbia también emitieron selecciones de música popular en formato de 12 pulgadas, generalmente incluyendo una pieza de algún espectáculo de Broadway.
Un disco de 8 pulgadas (20 cm) con una etiqueta de 2 pulgadas (50 mm) de diámetro se hizo popular durante aproximadamente una década en Gran Bretaña, pero esos registros no se pueden reproducir en su totalidad en la mayoría de los tocadiscos modernos, porque no son capaces de seguir el surco hacia el centro sin modificar el equipo. En 1903, Victor ofreció una serie de discos de 14 pulgadas (36 cm) denominados «Deluxe Special», que se reproducían a 60 rpm y se vendían por dos dólares. Se emitieron menos de cincuenta títulos y la serie se abandonó en 1906 debido a las bajas ventas. También en 1906, una empresa británica de corta duración llamada Neophone comercializó una serie de discos de 20 pulgadas (50 cm) de una sola cara, ofreciendo interpretaciones completas de algunas oberturas operísticas y piezas más breves. Pathé también vendía discos de 14 y 20 pulgadas aproximadamente en la misma época.

### Capacidad de almacenamiento sonoro
El tiempo de reproducción de un disco de fonógrafo depende de la longitud de surco disponible, dividida por la velocidad del tocadiscos. La longitud total del surco, a su vez, depende del espaciado entre surcos contiguos, además del diámetro del disco. A principios del siglo XX, los primeros discos planos se reproducían durante dos minutos, lo mismo que los registros cilíndricos. El disco de 12 pulgadas, introducido por Victor en 1903, aumentó el tiempo de reproducción a tres minutos y medio. Dado que el disco estándar de 10 pulgadas y 78 rpm podía contener alrededor de tres minutos de sonido por cara, la mayoría de las grabaciones populares se limitaron a esta duración. Por ejemplo, cuando la Creole Jazz Band de King Oliver, incluido Louis Armstrong realizaron en 1923 sus primeras grabaciones para Gennett Records de Richmond, Indiana, se registraron 13 caras (una duraba 2:09 y el resto entre 2:52 y 2:59).
En enero de 1938, Milt Gabler comenzó a grabar para su sello Commodore Records, y con el fin de permitir actuaciones continuas más largas, editó algunos discos de 12 pulgadas. El cantante Eddie Condon explicó: Gabler se dio cuenta de que una sesión de improvisación necesita una mayor duración para su desarrollo. Las dos primeras grabaciones en el formato de 12 pulgadas no aprovecharon su capacidad: «Carnegie Drag» duraba 3 m 15 s; y «Carnegie Jump», 2 m 41 s. Pero en la segunda sesión, el 30 de abril, las dos grabaciones de 12 pulgadas ya eran más largas: «Embraceable You» duraba 4 m 5 s; y «Serenade to a Shylock», 4 m 32 s. Otra forma de superar la limitación de tiempo era editar una pieza que se extendiera a ambos lados de un solo disco. Las estrellas del vodevil Gallagher y Shean grabaron en 1922 «Mr. Gallagher and Mr. Shean», escrita por ellos mismos (o supuestamente por Bryan Foy), en las 2 caras de un disco de 78 rpm de 10 pulgadas para Victor. Piezas musicales más largas se lanzaron como un conjunto de discos. En 1903, HMV en Inglaterra hizo la primera grabación completa de una ópera, Ernani de Giuseppe Verdi, en 40 discos de una sola cara. En 1940, Commodore lanzó la grabación de Eddie Condon y su banda de «A Good Man Is Hard to Find» en cuatro partes, contenidas en las cuatro caras de dos discos de 78 rpm y 12 pulgadas. La duración limitada de las grabaciones persistió desde los primeros discos de Berliner hasta la introducción del LP en 1948.
En la música popular, el límite de tiempo de 3½ minutos en un disco de 78 rpm de 10 pulgadas significaba que los cantantes rara vez grababan piezas largas. Una excepción es la grabación de Frank Sinatra de la canción de Rodgers y Hammerstein titulada Soliloquy, del musical Carousel, realizada el 28 de mayo de 1946. Debido a que duraba 7 m 57 s, más que la capacidad de los dos lados de un disco estándar de 78 rpm y 10 pulgadas, se lanzó en el sello Masterwork de Columbia (la división clásica) ocupando las dos caras de un disco de 12 pulgadas. Lo mismo sucedió con la interpretación de John Raitt de la canción en el álbum del reparto original de Carousel, que había sido publicada en un álbum de 78 rpm editado por American Decca en 1945.
En la era del disco de 78 rpm, los elementos de música clásica y de palabra hablada generalmente se publicaban en el formato de 12 pulgadas, con alrededor de 4 a 5 minutos por cada cara. Por ejemplo, el 10 de junio de 1924, cuatro meses después del estreno el 12 de febrero de «Rhapsody in Blue», George Gershwin grabó con Paul Whiteman y su orquesta una versión abreviada del trabajo originalmente de diecisiete minutos. Se lanzó en el disco de código Victor 55225 a doble cara, y duraba 8 m 59 s.

### Álbumes

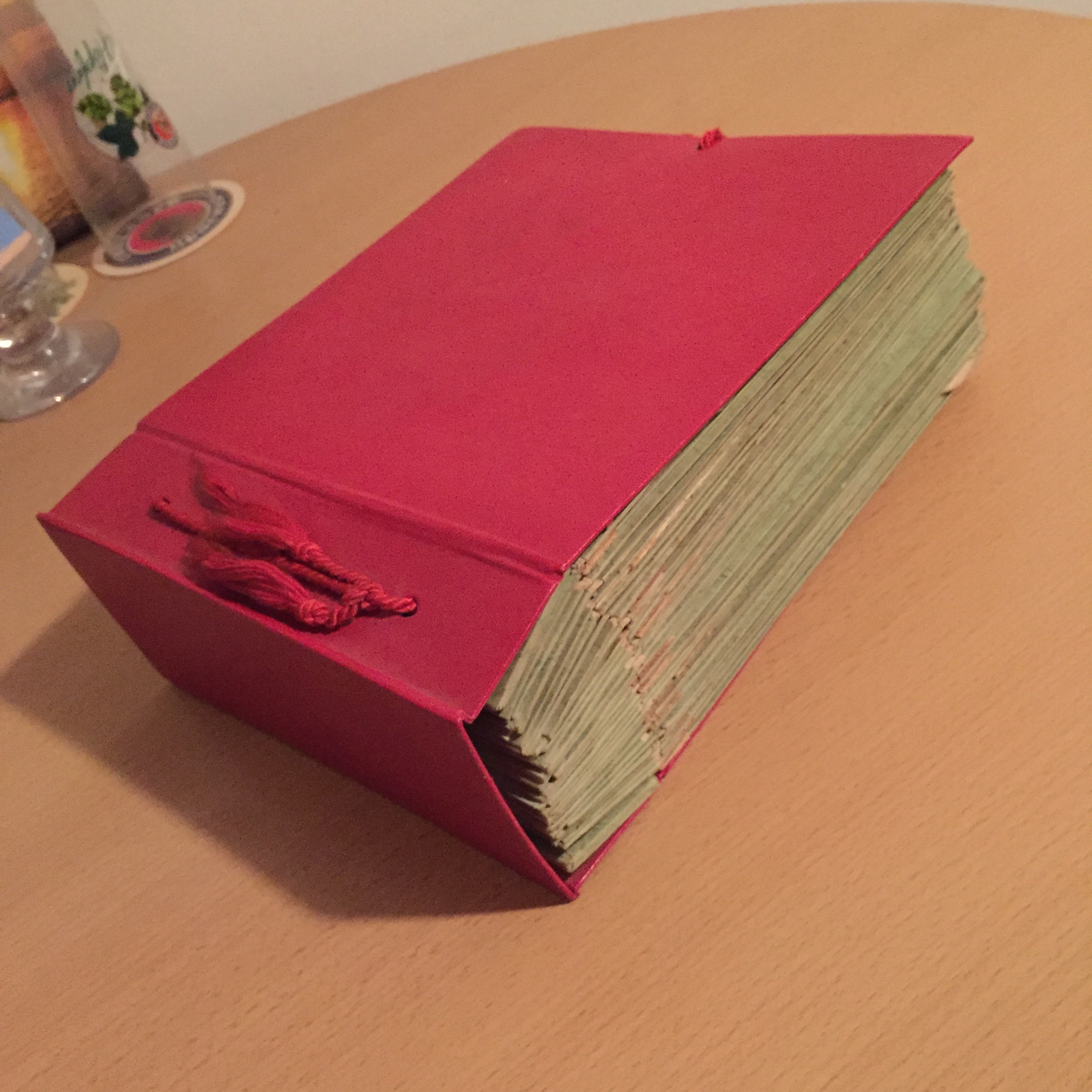
Discos sencillos recopilados en un álbum (alrededor de 1960)

Los discos de 78 rpm normalmente se vendían individualmente envueltos en papel marrón o en simples fundas de cartón, o a veces, impresas para mostrar el nombre del productor o del minorista. Generalmente, tenían un corte circular en el centro que dejaba al descubierto el sello discográfico. Los discos se podían colocar en un estante horizontalmente o sobre uno de los bordes de la funda, pero debido a su fragilidad, las roturas eran frecuentes.
La discográfica alemana Odeon fue pionera en editar un álbum en 1909, cuando lanzó el El cascanueces de Chaikovski en 4 discos de doble cara en un paquete especialmente diseñado. Sin embargo, el año anterior Deutsche Grammophon había producido un álbum para su grabación completa de la ópera Carmen. La práctica de publicar álbumes no fue adoptada por otras compañías discográficas durante muchos años. Excepcionalmente, HMV produjo un álbum con una portada pictórica para su grabación de 1917 de El Mikado de Gilbert y Sullivan.
Alrededor de 1910, las colecciones encuadernadas de fundas con una portada de cartón o de cuero, similar a un álbum de fotografías, se vendían como álbumes que los clientes podían usar para almacenar sus discos (el término «álbum de discos» estaba impreso en algunas portadas). Estos álbumes venían en tamaños de 10 y 12 pulgadas. Las cubiertas de estos libros encuadernados eran más anchas y más altas que los discos del interior, lo que permitía colocar el álbum de discos en un estante en posición vertical, como un libro, suspendiendo los frágiles discos sobre el estante y protegiéndolos.
En la década de 1930, las compañías discográficas comenzaron a emitir colecciones de discos de 78 rpm de un intérprete o de un tipo de música en álbumes especialmente ensamblados, por lo general con ilustraciones en la portada y textos en el lomo o en la contraportada. La mayoría de los álbumes incluían tres o cuatro discos, con dos caras cada uno, permitiendo almacenar 6 u 8 composiciones por álbum. Cuando la era de los LP de vinilo de 12 pulgadas comenzó en 1948, cada disco podía contener un número similar de melodías que un álbum típico de 78 rpm, por lo que todavía se los llamaba «álbumes», denominación que se ha mantenido hasta la actualidad.

### Lanzamientos de 78 rpm en la era de los microsurcos
Desde que los sellos principales dejaron de producir discos de 78 rpm, se lanzaron ocasionalmente ediciones para coleccionistas o nostálgicos, o también para intentar obtener una reproducción de audio de mayor calidad utilizando la velocidad de 78 rpm combinada con los entonces nuevos discos de vinilo y los brazos de tocadiscos ligeros. Así, en 1951, el inventor Ewing Dunbar Nunn fundó el sello Audiophile Records, que lanzó una serie de álbumes masterizados a 78 rpm que eran microsurcos y prensados en vinilo (a diferencia de los 78 tradicionales, con su composición de goma laca y surcos de 3 milésimas de pulgada de ancho). Esta serie se vendía en gruesos sobres de papel Manila y comenzó con un álbum de jazz con el número de serie AP-1, que pronto fue seguido por otros números AP hasta aproximadamente el AP-19. Sin embargo, alrededor de 1953, Nunn consideró que la calidad del LP estándar ya era suficiente, y cambió a la velocidad de 33 1⁄3 rpm y comenzó a usar diseños artísticos con las usuales fundas de cartón. Los números de Audiophile se pueden encontrar a cientos en la actualidad, pero los más buscados son los lanzamientos a 78 rpm originales, especialmente el primero, el AP-1. La velocidad de 78 rpm estaba principalmente motivada para aprovechar la respuesta de frecuencia de audio más amplia que velocidades más altas como 78 rpm pueden proporcionar usando discos de vinilo con microsurco, de ahí el nombre del sello discográfico. Obviamente, para el audiófilo de la década de 1950 el término hi-fi (‘alta fidelidad’) significaba que el equipo estéreo podía proporcionar una gama de audio mucho más amplia que antes. También alrededor de 1953, Bell Records lanzó una serie de sencillos de música pop de plástico  de 7 pulgadas a 78 rpm de precio económico.
En 1968, Reprise planeó lanzar una serie de discos sencillos de 78 rpm de los artistas de su sello en aquel momento, denominada Reprise Speed Series. Sin embargo, solo se lanzó un disco, «I Think It's Going to Rain Today» de Randy Newman, una pista de su álbum de debut titulado con el nombre del cantante (con el tema «The Beehive State» en la otra cara). Reprise no continuó con la serie debido a una falta de ventas para el sencillo, y una falta de interés general en el concepto.
En 1978, el guitarrista y vocalista Leon Redbone lanzó un disco promocional de 78 rpm con dos canciones («Alabama Jubilee» y «Please Don't Talk About Me When I'm Gone») de su álbum Champagne Charlie.
En 1980, Stiff Records en el Reino Unido publicó un disco a 78 rpm de Joe «King» Carrasco que contenía las canciones «Buena» (en español, con la ortografía alternativa «Bueno» en la etiqueta) y «Tuff Enuff». El dibujante underground, músico y coleccionista de discos de 78 rpm Robert Crumb lanzó tres discos de 78 rpm en vinilo con su banda Cheap Suit Serenaders en la década de 1970.
En la década de 1990, Rhino Records emitió una serie de discos presentados en cajas de reediciones a 78 rpm de los primeros éxitos del rock and roll, destinados a los propietarios de jukebox antiguas. Sin embargo, los discos estaban hechos de vinilo, y algunos de los tocadiscos de 78 rpm (los de antes de la Segunda Guerra Mundial) se diseñaron con brazos pesados para reproducir los discos de goma laca impregnados de pizarra dura de su época. Estos Rhino 78 de vinilo eran menos resistentes y serían deteriorados por las máquinas de discos y los tocadiscos antiguos, pero funcionan muy bien en tocadiscos más recientes con capacidad para girar a 78 rpm y equipados con modernos brazos ligeros y agujas de zafiro o de diamante.
Como edición especial para la celebración del Record Store Day de 2011, Capitol relanzó el sencillo de The Beach Boys «Good Vibrations» en forma de un disco de 78 rpm de 10 pulgadas (con «Heroes and Villains» en la cara B). Más recientemente, The Reverend Peyton's Big Damn Band ha lanzado su tributo al guitarrista de blues Charlie Patton titulado Peyton on Patton, tanto en LP de 12 pulgadas como en 78 rpm de 10 pulgadas. Ambos están acompañados de un enlace a una descarga digital, asumiendo la posibilidad de que los compradores no pudieran reproducir la grabación de vinilo.

## Nuevos tamaños y materiales

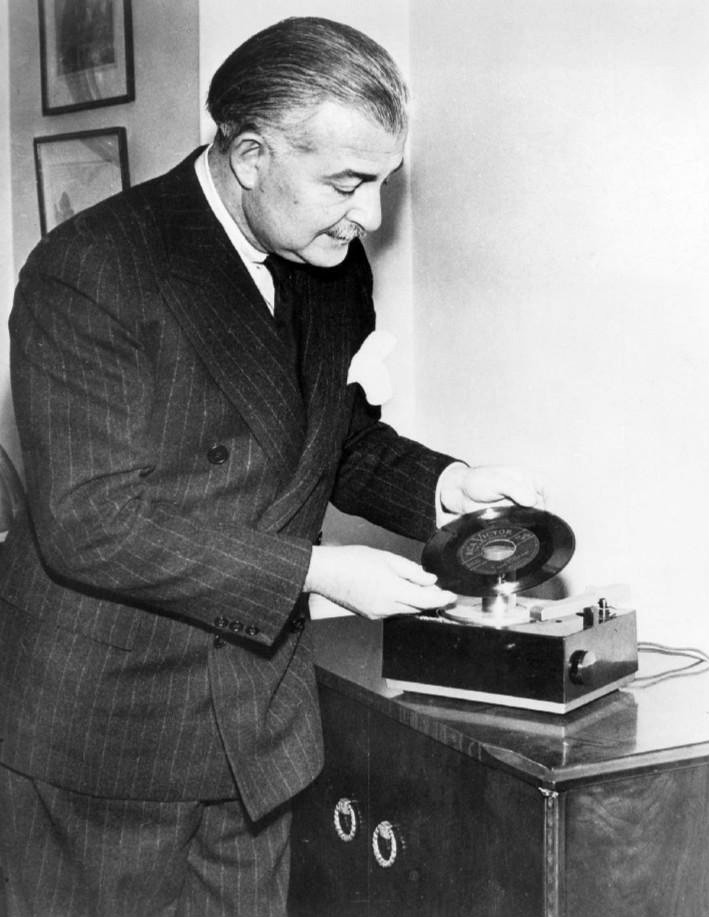
Arthur Fiedler, director de la Orquesta Boston Pops, durante una demostración del nuevo sistema de grabación y reproducción a 45 rpm presentado por RCA Victor en febrero de 1949.

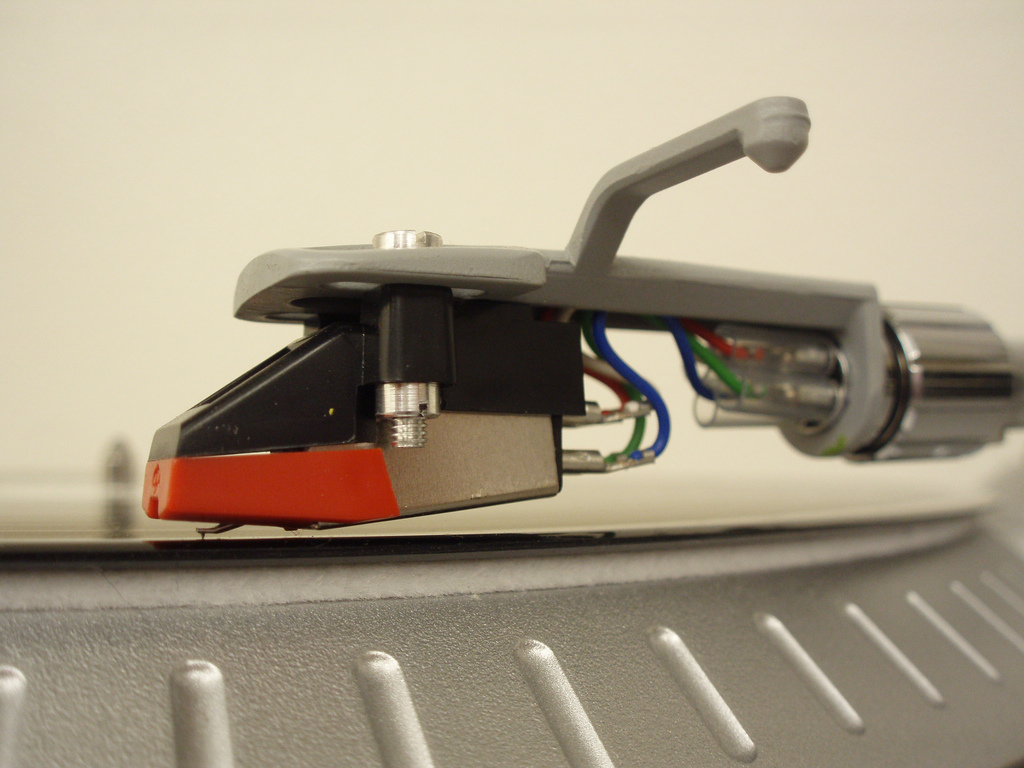
Reproducción de un LP de 12 pulgadas, con la aguja en contacto con la superficie.

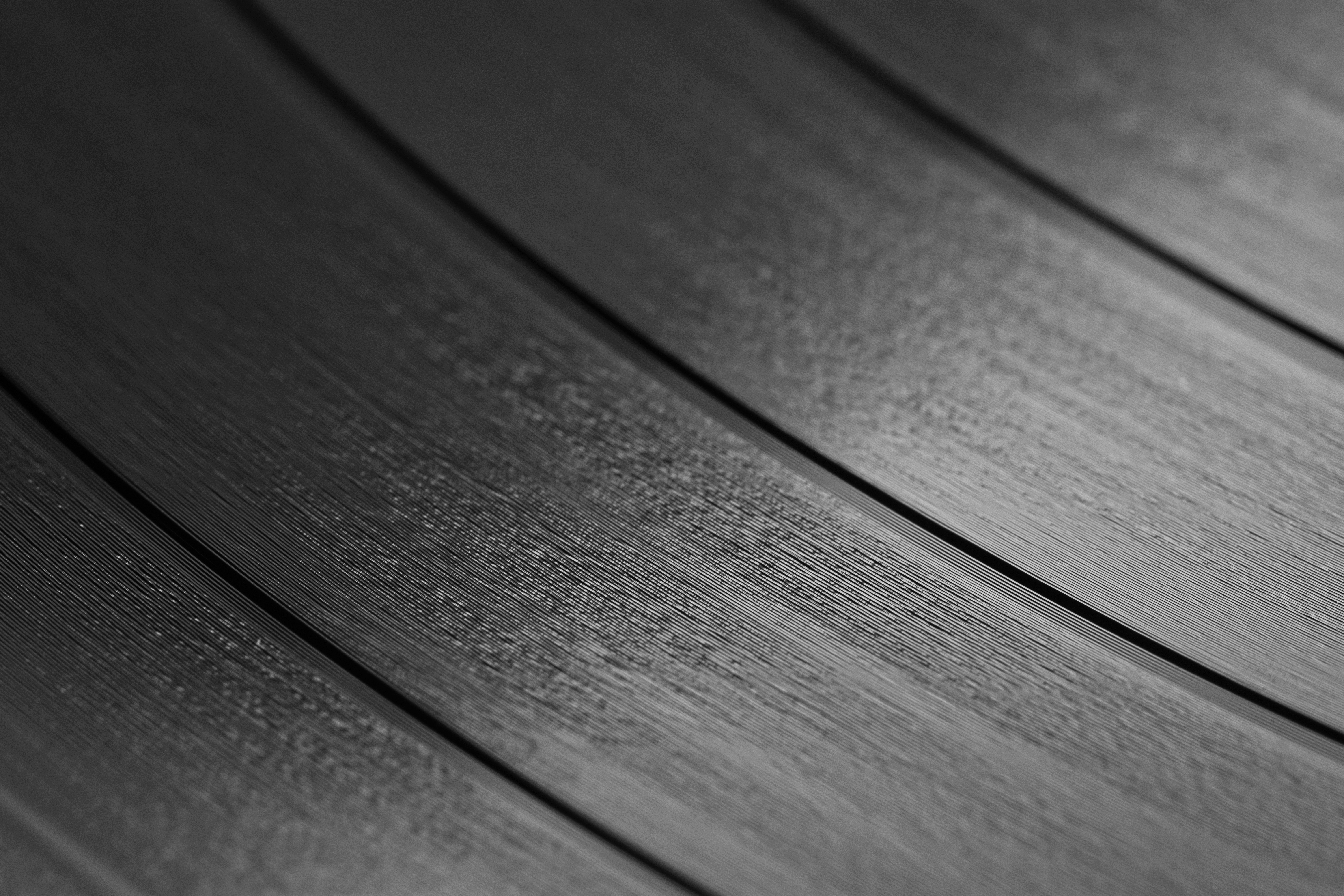
Surcos de un disco moderno de 33 rpm

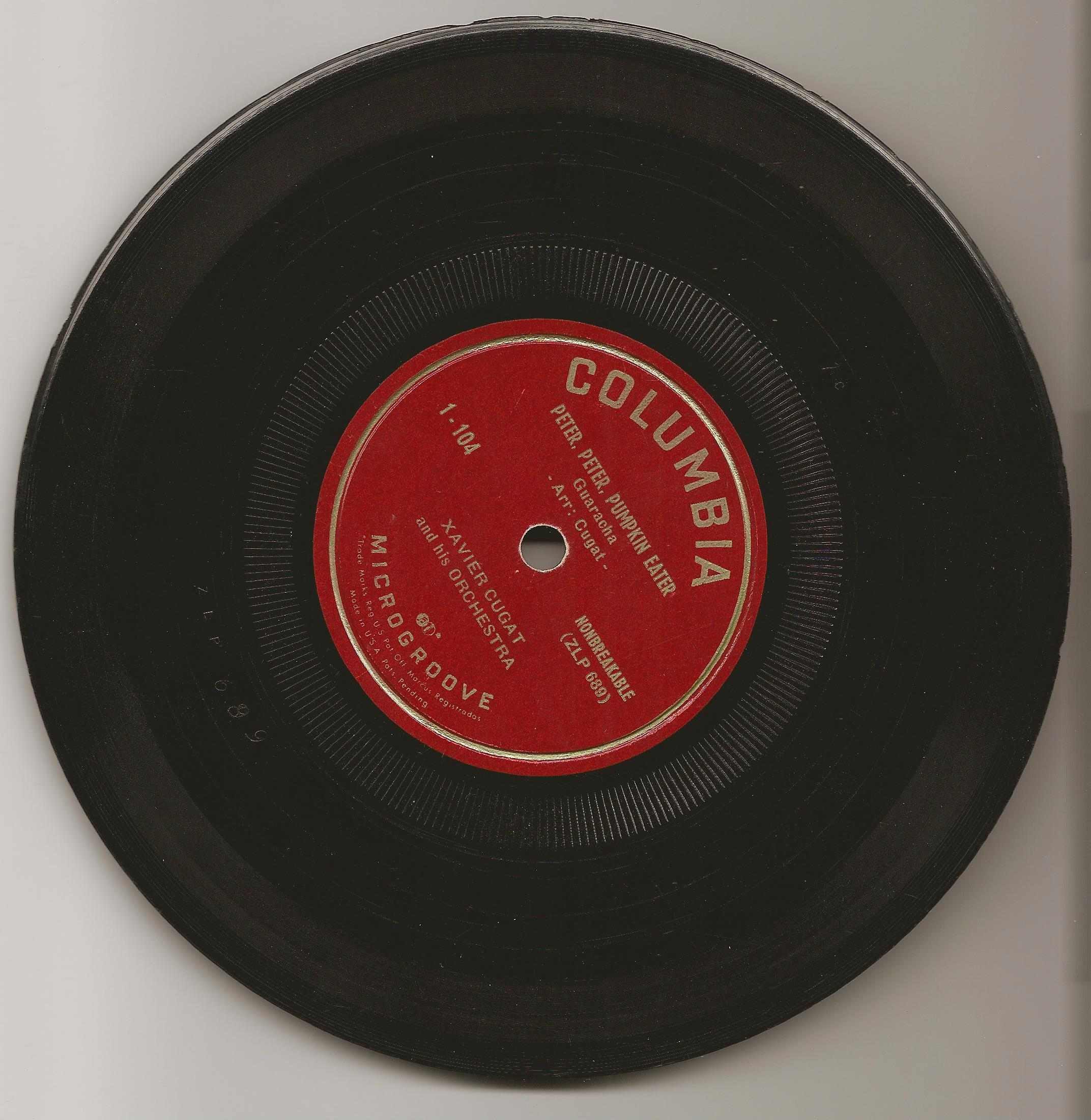
Formato ZLP: un inusual vinilo microsurco de 7 pulgadas y 33 1/3 rpm, producido por Columbia en 1948.

Tanto los discos microsurco LP de 33 1⁄3 rpm como los discos sencillo de 45 rpm están fabricados en plástico vinílico flexible y prácticamente irrompible con un uso normal, y es posible enviarlos por correo de un lugar a otro sin grandes problemas. Los discos de vinilo, sin embargo, son más fáciles de rayar o de desgarrar, y mucho más propensos a deformarse que la mayoría de los discos de 78 rpm, que estaban hechos de goma laca.
En 1931, RCA Records lanzó los primeros discos de vinilo de larga duración disponibles comercialmente, conocidos como discos de «transcripción de programas» musicales (aludiendo a su capacidad de almacenar varias piezas sonoras). Estos revolucionarios discos fueron diseñados para su reproducción a 33 1⁄3 rpm y consistían en un disco de plástico flexible de 30 cm de diámetro, con una duración de aproximadamente diez minutos de reproducción por cada cara. La introducción temprana de RCA Victor de un disco de larga duración fue un fracaso comercial por varias razones, incluida la falta de equipos de reproducción asequibles y fiables para los consumidores, y al efecto de la Gran Depresión. Debido a las dificultades financieras que plagaron a la industria discográfica durante aquel período de escasos recursos, los discos de larga duración de Victor se dejaron de producir a principios de 1933.
También hubo un pequeño lote de discos de larga duración emitidos a principios de la década de 1930: Columbia introdujo discos de 10 pulgadas de duración más larga (serie 18000-D), así como una serie de discos de 10 pulgadas para sus sellos Harmony, Clarion y Velvet Tone. También hubo un par de discos de mayor duración emitidos por ARC (para lanzarlos en sus sellos Banner, Perfect y Oriole) y en el sello Crown. Su desaparición gradual se había completado a mediados de 1932.
Pero el menor nivel de ruido del vinilo y su mayor durabilidad, hizo que a finales de la década de 1930 se recuperara el formato, que empezó a usarse en los cortes de publicidad radiofónica y en los programas de radio pregrabados que se enviaban a las emisoras por correo. Por las mismas razones, a mediados de la década de 1940 también se comenzó a realizar copias especiales de discos de vinilo para programas de radio musicales. Todos eran de 78 rpm. Durante y después de la Segunda Guerra Mundial, cuando los suministros de goma laca eran extremadamente limitados, se prensaron unos discos de 78 rpm en vinilo en lugar de goma laca, en particular los discos de 6 minutos y 12 pulgadas (30 cm) de 78 rpm producidos por V-Disc para su distribución a las tropas de Estados Unidos en el extranjero. En la década de 1940, las grabaciones para la radio, que generalmente estaban en discos de 16 pulgadas (o a veces de 12 pulgadas), siempre estaban hechas de vinilo, pero a 33 1⁄3 rpm. Las piezas más cortas a menudo se grababan a 78 rpm.
A partir de 1939, Peter Goldmark y su personal en Columbia Records y en los Laboratorios CBS comenzaron a abordar los problemas de la grabación y reproducción utilizando surcos estrechos, con el fin de desarrollar un sistema de reproducción fiable y económico. Llevó alrededor de ocho años de estudio, descontando el paréntesis forzado por la Segunda Guerra Mundial. Finalmente, Columbia Records presentó en una conferencia de prensa celebrada en Nueva York el 18 de junio de 1948, su nuevo sistema de microsurco que utilizaba el formato LP (long play), un álbum de larga duración de 12 pulgadas (30 cm) de diámetro grabado a 33 1⁄3 rpm. Al mismo tiempo, también presentó otro formato microsurco, un sencillo de vinilo de 7 pulgadas grabado a 33 1⁄3 rpm denominado ZLP. Este segundo formato tuvo una vida comercial muy corta y es muy raro hoy en día, porque RCA Victor presentó unos meses más tarde su sencillo de 45 rpm, que se convirtió en el estándar.
RCA Victor no estaba dispuesta a aceptar y pagar la patente por el sistema de Columbia, así que en febrero de 1949 lanzó el primer sencillo de 45 rpm, de 7 pulgadas de diámetro y con un gran orificio central. El reproductor de 45 rpm incluía un mecanismo de cambio que permitía apilar varios discos, como un cambiador convencional de 78 rpm. El corto tiempo de reproducción de un solo lado de 45 rpm significaba que los trabajos largos, como las sinfonías, tenían que ser lanzados en múltiples discos de 45 rpm en lugar de en un solo LP, pero RCA afirmaba que el nuevo cambiador de alta velocidad hacía que los cortes entre discos fueran tan breves como para ser inaudibles o intrascendentes. Los primeros discos de 45 rpm se fabricaron con vinilo o poliestireno. Tenían un tiempo de reproducción de ocho minutos.
Otro tamaño y formato fue el de los discos de transcripción de radio a partir de la década de 1940. Estos discos solían ser de vinilo, 33 rpm y 16 pulgadas de diámetro. Ningún tocadiscos doméstico podía acomodar discos tan grandes, y eran utilizados principalmente por las estaciones de radio. Duraban en promedio 15 minutos por cada cara y contenían varias canciones o material de programas de radio. Estos registros se volvieron menos comunes en los Estados Unidos cuando las grabadoras magnéticas comenzaron a usarse alrededor de 1949. En el Reino Unido, los discos analógicos continuaron siendo el medio preferido del Servicio de Transcripciones de la BBC para las emisoras extranjeras, hasta que el uso del CD se convirtió en una alternativa práctica.
En algunos de los primeros sistemas de fonógrafos y de discos de transcripción utilizados en radiocomunicación, así como en algunos álbumes completos, la dirección del surco estaba invertida, comenzando cerca del centro del disco y avanzando hacia el exterior. Se fabricó una pequeña cantidad de discos (como The Monty Python Matching Tie and Handkerchief) con dos o más surcos suficientemente separados entre sí para poder diferenciarlos (formato generalmente denominado «NSC-X2»).

### Velocidades

#### Etapa de la goma laca

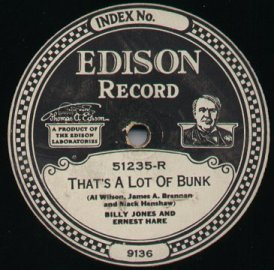
Sello discográfico Edison Records Diamond, de principios de la década de 1920. Las grabaciones del tipo disco Edison siempre funcionaban a 80 rpm.

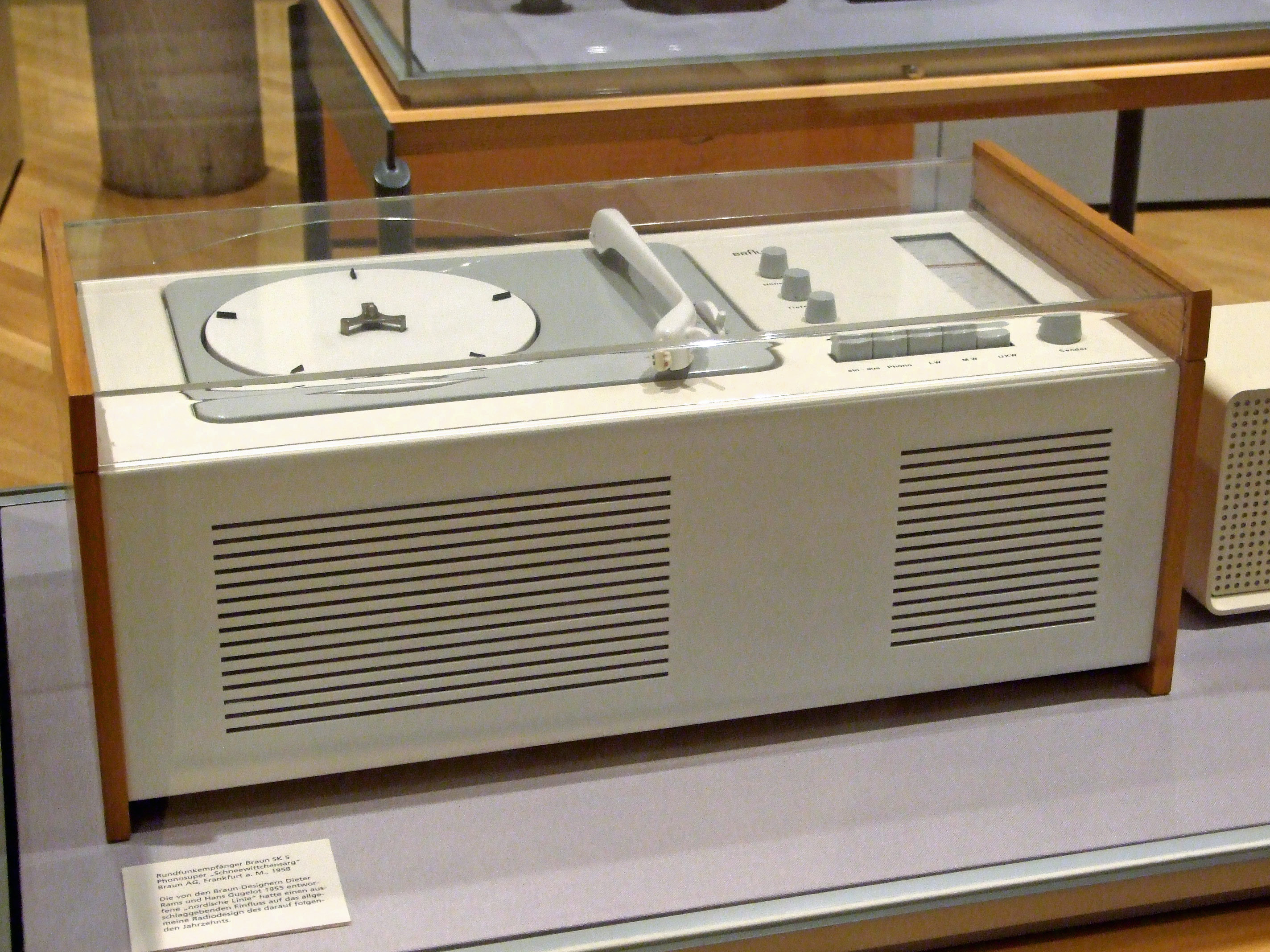
Tocadiscos Braun SK 5 con velocidades de 16^{2/3}, 33^{1/3}, 45 y 78 revoluciones por minuto (1958).

Las primeras velocidades de rotación variaron considerablemente, pero de 1900 a 1925 la mayoría de las grabaciones se registraron a 74-82 revoluciones por minuto (rpm), aunque las del tipo disco Edison siempre se reproducían a 80 rpm.
Se realizó al menos un intento de alargar el tiempo de grabación disponible a principios de la década de 1920. La empresa World Records produjo discos que se reproducían con una velocidad lineal constante, utilizando un giradiscos controlado por un regulador de velocidad complementario patentado por Noel Pemberton Billing. A medida que la aguja se movía desde el exterior al interior del disco, la velocidad de rotación aumentaba gradualmente a medida que disminuía el diámetro del surco. Este comportamiento es similar al del disco compacto moderno y al de la versión CLV de su predecesor, el Laserdisc Philips (codificado analógicamente), pero se invierte de adentro hacia afuera.
En la década de 1920, se estandarizó la velocidad de 78,26 rpm cuando se introdujeron los sistemas estroboscópicos y las marcas en los bordes de los giradiscos para normalizar las velocidades de los tornos de grabación. A esa velocidad, un disco estroboscópico con 92 líneas se «estabilizaba» frente a una luz que parpadease a 60 Hz. En las regiones del mundo que utilizaban corriente de 50 Hz, el estándar era de 77,92 rpm (para un disco estroboscópico con 77 líneas). Después de la Segunda Guerra Mundial, estos discos pasaron a ser conocidos retroactivamente como 78s (setenta y ochos), para distinguirlos de los formatos de grabación de discos más nuevos, designados según sus velocidades de rotación. Anteriormente, se llamaban simplemente «discos», lo que permitía distinguirlos de los cilindros con los que compitieron inicialmente.

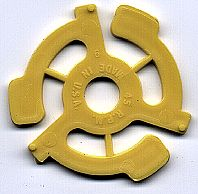
La competencia entre Columbia y RCA se extendió a los equipos de reproducción. Numerosos tocadiscos incluían adaptadores para poder ajustar los distintos tipos de orificio central, aunque también eran habituales las piezas insertables (como la de la imagen) para adaptar el gran orificio de los discos de 45 rpm de la marca Victor al pivote central de menor tamaño de la mayoría de los tocadiscos.

En los Estados Unidos, el antiguo sistema de 78 rpm continuó produciéndose junto con los formatos más recientes utilizando los nuevos materiales disponibles, pero cada vez en menores cantidades, hasta que su comercialización finalizó en el verano de 1958. En algunos países, como Filipinas y la India (en ambos países se lanzaron grabaciones de Los Beatles en 78 rpm), perduraron hasta finales de la década de 1960. Por ejemplo, la última reedición de Columbia Records de canciones de Frank Sinatra en discos de 78 rpm fue un álbum llamado Young at Heart, publicado en noviembre de 1954. A principios de la década de 1970, todavía se lanzaron algunos discos para niños en el formato de 78 rpm. En el Reino Unido, el sencillo de 78 rpm persistió un poco más que en los Estados Unidos, donde fue superado en popularidad por los discos de 45 rpm a finales de la década de 1950, cuando los adolescentes adquirieron cada vez mayor poder adquisitivo.
Es posible que algunos de los primeros sencillos de Elvis Presley en Sun Records hayan vendido más copias en 78 que en 45 rpm. Esto se debe a su popularidad en 1954-1955 en el mercado hillbilly en el sur y suroeste de Estados Unidos, donde sustituir el familiar tocadiscos de 78 rpm por un nuevo reproductor de 45 rpm era un lujo que pocos podían permitirse en ese momento. A finales de 1957, RCA Victor anunció que los discos de 78 rpm representaban menos del 10 % de las ventas de sencillos de Presley, lo que confirma la desaparición de este formato. El último sencillo de Presley lanzado el en 78 rpm en los Estados Unidos sería el disco de RCA Victor 20-7410, «I Got Stung»/«One Night» (1958), mientras que el último 78 rpm en el Reino Unido sería el RCA 1194, «A Mess Of Blues»/«Girl Of My Best Friend», publicado en 1960.

#### La era del vinilo y el microsurco
Después de la Segunda Guerra Mundial, dos nuevos formatos competidores aparecieron en el mercado, reemplazando gradualmente al estándar de 78 rpm dominante hasta entonces: el disco de 33 1⁄3 rpm (a menudo llamado simplemente 33 rpm) y el disco de 45 rpm.
- El formato LP de 33 1⁄3 rpm (por el término inglés Long Play, traducido como ‘larga duración’ al español) fue desarrollado por Columbia Records, siendo promocionado en junio de 1948. El primer lanzamiento en el formato LP de 12 pulgadas consistió en 85 piezas clásicas, comenzando con el concierto para violín de Mendelssohn, con el violinista Nathan Milstein como solista y la Orquesta Filarmónica Sinfónica de Nueva York dirigida por Bruno Walter, de referencia Columbia ML-4001. También se lanzaron en junio de 1948 tres series de «LP» de 10 pulgadas y un «ZLP» de 7 pulgadas.
- RCA Victor desarrolló el formato de 45 rpm y lo comercializó en marzo de 1949. Los discos de 45 rpm lanzados por RCA en marzo de 1949 disponían de 7 colores diferentes de vinilo según el tipo de música grabada: blues, country, popular, etc.

Columbia y RCA Victor realizaron sus respectivos trabajos de investigación y desarrollo en secreto. Ambos tipos de nuevos discos utilizaban surcos más estrechos, destinados a reproducirse con agujas más pequeñas, por lo general de 0,001 pulgadas (1 milésima de pulgada o, aproximadamente, 25 µm) de ancho, en comparación con las de 0,003 pulgadas (76 µm) utilizadas en los equipos de 78 rpm, por lo que los nuevos discos también pasaron a ser conocidos como «microsurcos». A mediados de la década de 1950, toda la industria musical acordó un estándar de respuesta de frecuencia común, llamado ecualización RIAA. Antes del establecimiento de este estándar, cada empresa usaba su propia ecualización, lo que requería que los oyentes más exigentes usaran preamplificadores con curvas de ecualización adaptables.
Algunas grabaciones, como los audiolibros para ciegos, se grabaron para reproducirlas a 16 2⁄3 rpm. Prestige Records lanzó discos de jazz en este formato a finales de la década de 1950; por ejemplo, dos de sus álbumes de Miles Davis se emparejaron en este formato. Peter Goldmark, el hombre que desarrolló el disco de 33 1⁄3 rpm, también desarrolló el Highway Hi-Fi a 16 2⁄3 rpm para instalarse en los automóviles Chrysler, pero el bajo rendimiento del sistema y el deficiente planteamiento de Chrysler y Columbia llevaron a la desaparición del formato de 16 2⁄3 rpm. Posteriormente, la velocidad de 16 2⁄3 rpm se utilizó para publicaciones de narraciones para ciegos y discapacitados visuales, pero nunca estuvo disponible comercialmente, aunque no era infrecuente ver nuevos modelos de tocadiscos con un ajuste de velocidad a 16 rpm hasta la década de 1970.

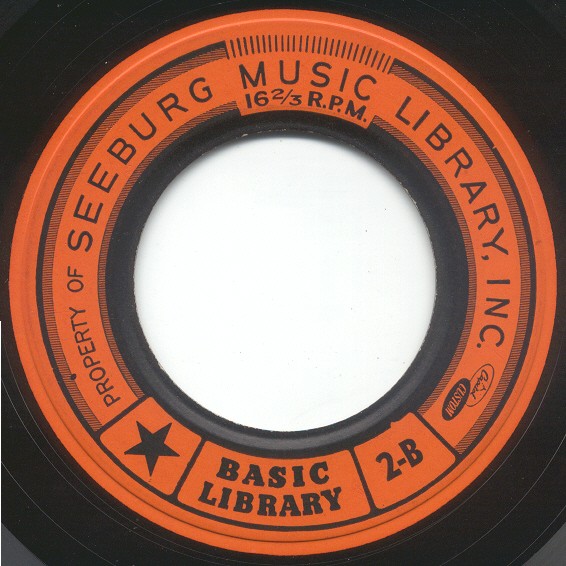
Etiqueta de un disco de 16 rpm producido por Seeburg

La Seeburg Corporation introdujo el Sistema de Música de Fondo Seeburg en 1959, utilizando discos de 16 2⁄3 rpm y 9 pulgadas con orificio central de 2 pulgadas. Cada disco contenía 40 minutos de música por cara, grabados a 420 surcos por pulgada.
La rivalidad comercial entre RCA Victor y Columbia Records llevó a RCA Victor a presentar lo que pretendía ser un formato de vinilo competitivo, el disco de 7 pulgadas (175 mm) a 45 rpm, con un orificio central mucho más grande. Durante un período de dos años, desde 1948 hasta 1950, las compañías discográficas y los consumidores se enfrentaron a la incertidumbre sobre cuál de estos formatos prevalecería en última instancia en lo que se conoció como la «Guerra de las Velocidades» (véase también guerra de formatos). En 1949, Capitol y Decca adoptaron el nuevo formato LP, y RCA Victor finalmente cedió y lanzó su primer LP en enero de 1950. Sin embargo, el formato de 45 rpm también estaba ganando popularidad, y Columbia emitió sus primeros discos a 45 rpm en febrero de 1951. En 1954, ya se habían vendido 200 millones de estos discos a 45 rpm.
Finalmente, el LP de 12 pulgadas (300 mm) a 33 1⁄3 rpm prevaleció como el formato dominante para los álbumes musicales, y los LP de 10 pulgadas dejaron de publicarse. La última reedición de Columbia Records de cualquier canción de Frank Sinatra en un disco LP de 10 pulgadas fue un álbum llamado Hall of Fame, CL 2600, publicado el 26 de octubre de 1956, que contiene seis canciones, interpretadas respectivamente por Tony Bennett, Rosemary Clooney, Johnnie Ray, Frank Sinatra, Doris Day y Frankie Laine. El LP de 10 pulgadas tuvo una vida más larga en el Reino Unido, donde los primeros álbumes importantes de rock and roll británico como Showcase de Lonnie Donegan y The Sound of Fury de Billy Fury fueron lanzados en esa forma. El disco de 7 pulgadas (175 mm) a 45 rpm o «sencillo» asentó un nicho de mercado significativo para los discos de menor duración (que por lo general contienen una canción en cada cara), emulando el tiempo de reproducción de los discos de 78 rpm anteriores, mientras que los discos LP de 12 pulgadas finalmente proporcionaban hasta media hora de material grabado por cara.

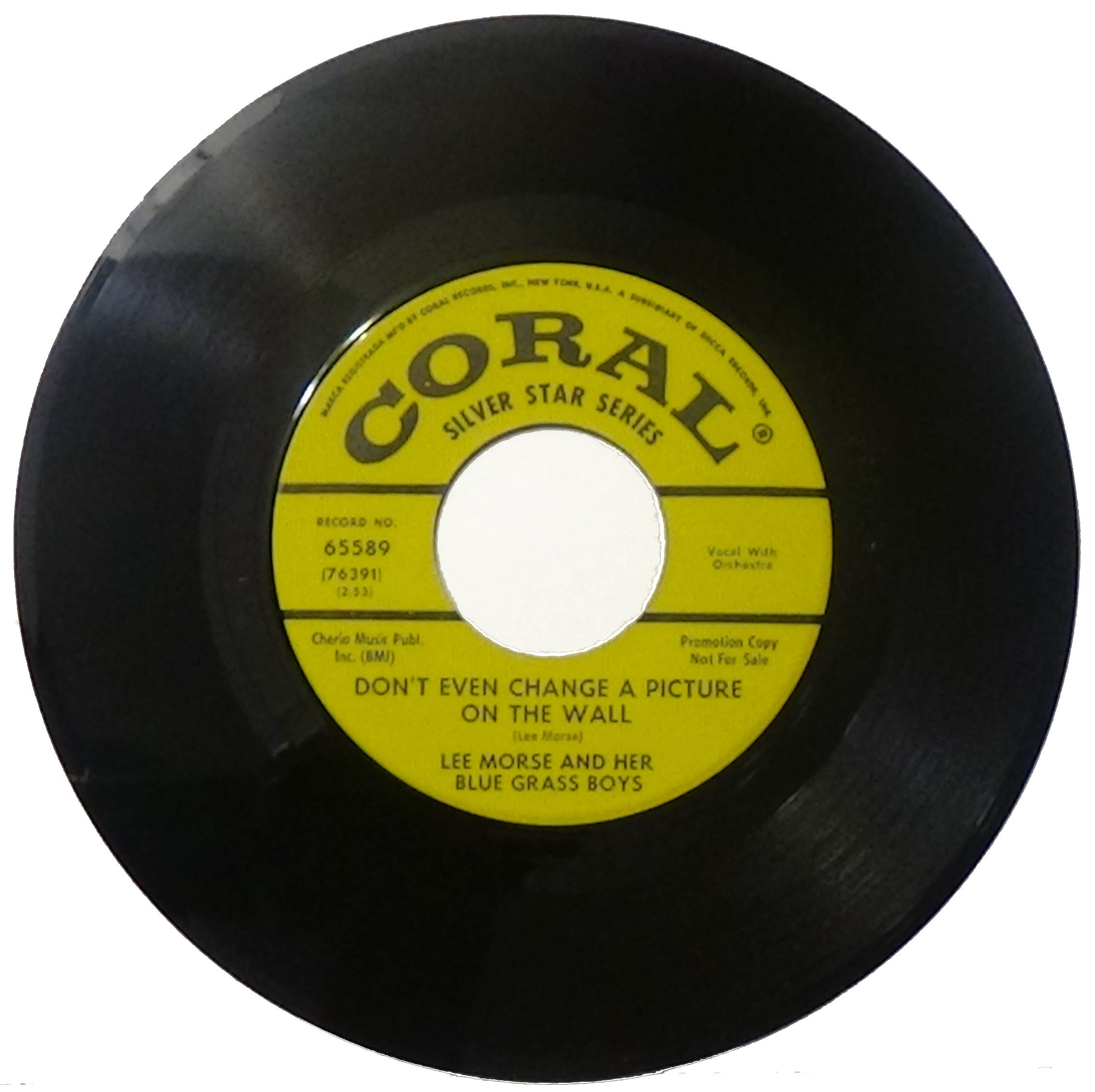
Disco de vinilo de 45 rpm (hacia 1955)

Los discos de 45 rpm también se produjeron en un tipo distinto conocido como extended play (EP), que alcanzaba entre 10 y 15 minutos de reproducción a expensas de atenuar (y posiblemente comprimir) el sonido para reducir el ancho requerido por el surco. Los discos EP eran más baratos de producir y se usaban en el caso de ventas unitarias probablemente limitadas, o para reeditar álbumes LP en un formato más pequeño para aquellas personas que solo tenían reproductores de 45 rpm. Algunos álbumes originalmente en LP también se podían comprar en formato EP, con cuatro cortes por EP, o en una caja con 3 EP o 12 temas. El gran orificio central de los discos de 45 rpm permitía un manejo más sencillo de los discos a reproducir mediante mecanismos jukebox. Los EP generalmente se suspendieron a fines de la década de 1950 en los Estados Unidos, cuando los tocadiscos de tres y cuatro velocidades reemplazaron a los de únicamente 45 rpm. Un indicio del declive del EP de 45 rpm es que la última reedición de Columbia Records de canciones de Frank Sinatra en discos EP de 45 rpm, con el título de Frank Sinatra (Columbia B-2641), se publicó el 7 de diciembre de 1959. El EP duró considerablemente más en Europa y se convirtió en un formato popular durante la década de 1960 para grabaciones de artistas como Serge Gainsbourg y Los Beatles.
A fines de la década de 1940 y principios de la de 1950, los reproductores de tan solo 45 rpm que carecían de altavoces y estaban diseñados para conectarse a un equipo de radio eran muy habituales, aunque finalmente serían reemplazados por los tocadiscos de tres velocidades.
Desde mediados de la década de 1950 hasta la de 1960 en los Estados Unidos, el tocadiscos doméstico común (también denominado «estéreo», tras la introducción de la grabación estereofónica) normalmente habría tenido estas características: un reproductor de tres o cuatro velocidades (78, 45, 33 1⁄3 y, a veces, 16 2⁄3 rpm); con cambiador (un eje alto que sostendría varios discos y automáticamente colocaría un nuevo disco encima del anterior cuando el anterior terminaba de reproducirse), una cápsula combinada con una aguja para discos de 78 rpm y otra para microsurcos, con una forma sencilla de alternar entre ambas; y algún tipo de adaptador para reproducir los discos de 45 rpm con su agujero central más grande. El adaptador solía ser un pequeño círculo sólido que encajaba en la parte inferior del eje (lo que significa que solo se podía reproducir un disco de 45 rpm cada vez) o un adaptador más grande que se ajustaba a todo el eje, lo que permitía reproducir una secuencia de estos discos.
Los discos de 45 rpm de RCA Victor se podían adaptar al eje más pequeño de un reproductor de discos LP con un inserto de plástico introducido a presión, conocido en inglés como spider. Estos insertos, encargados por el presidente de la RCA David Sarnoff e inventados por Thomas Hutchison, se hicieron muy populares a partir de la década de 1960, vendiéndose decenas de millones por año durante el apogeo de las 45 rpm. En países fuera de los Estados Unidos, los discos de 45 rpm a menudo se fabricaban con los agujeros más pequeños de los LP. Por ejemplo, en Australia y Nueva Zelanda, o también en el Reino Unido, especialmente antes de la década de 1970, los discos sencillos tenían el agujero pequeño situado dentro de una sección central circular troquelada sostenida solo por tres o cuatro puntos de unión para que se pudiera perforar fácilmente (generalmente, para usarlos en máquinas jukebox).
Los CED fueron los videodiscos inventados por RCA, basados en ultra-microsurcos con seguimiento mecánico (9541 surcos/pulgada) grabados en un disco de vinilo conductor de 12 pulgadas. Con este sistema, solo una pequeña parte del dispositivo óptico de seguimiento estaba eléctricamente activo, de forma que una aguja de titanio que servía de electrodo detectaba la capacitancia variable inducida por los picos y valles microscópicos de la superficie del disco conductor, mientras que un sistema de bobinas detectaba la posición exacta del surco para situar la aguja sobre el disco con la precisión necesaria.

## Mejoras del sonido
Durante la era del vinilo se introdujeron algunos desarrollos novedosos. Por ejemplo, el sistema estereofónico finalmente superó su estado experimental anterior y se convirtió en un estándar a nivel internacional. Sin embargo, el sonido cuadrafónico tuvo que esperar a la aparición de los formatos digitales antes de encontrar una posición permanente en el mercado.

### Alta fidelidad

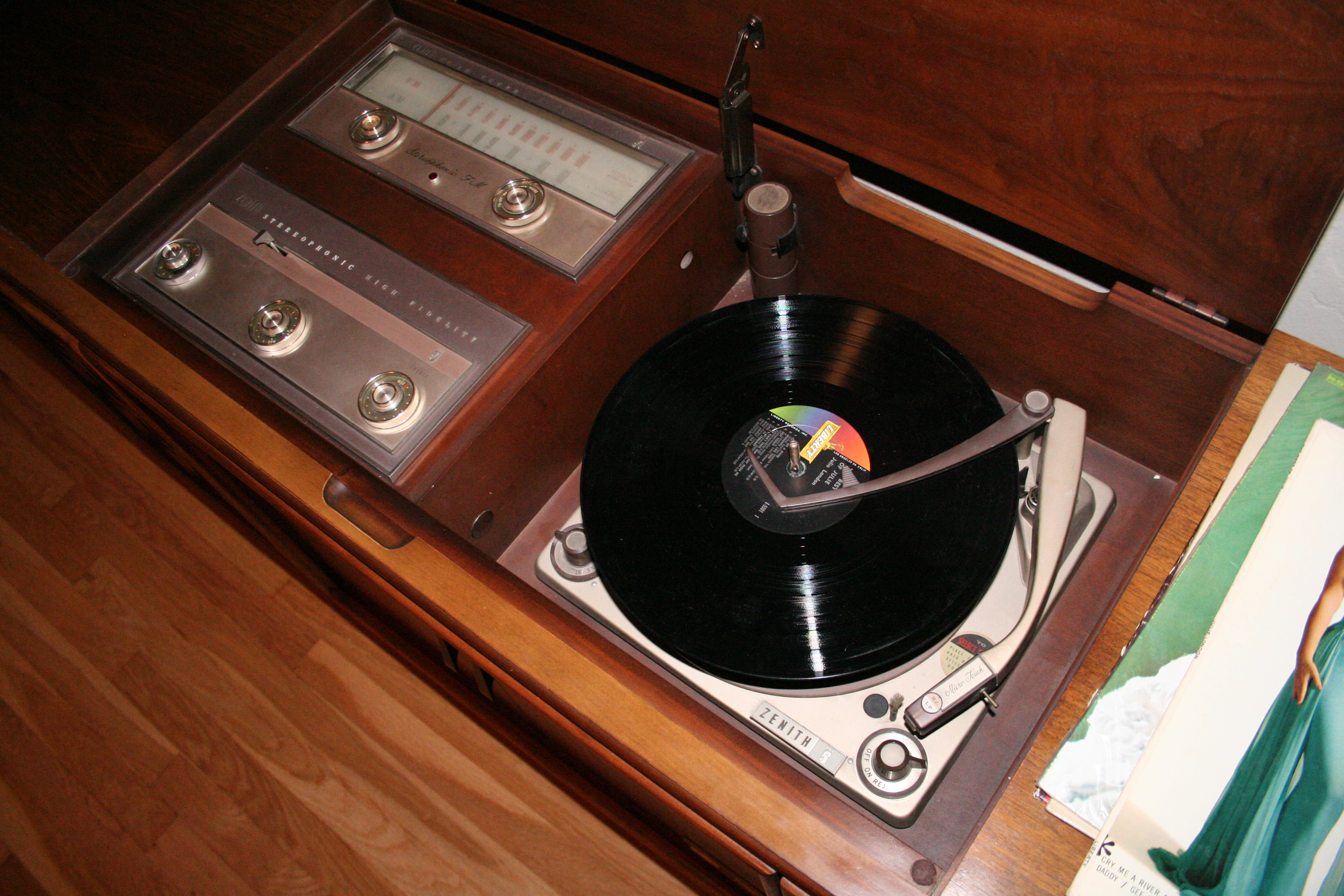
Consola de alta fidelidad Zenith (años 1960)

El término «alta fidelidad» fue acuñado en la década de 1920 por algunos fabricantes de receptores de radio y de fonógrafos para diferenciar sus productos de mayor calidad, que se afirmaba que brindaban una reproducción de sonido «perfecta». La denominación comenzó a ser utilizada por algunos ingenieros de audio y consumidores a lo largo de las décadas de 1930 y 1940. Después de 1949, una serie de mejoras en las tecnologías de grabación y reproducción, especialmente las grabaciones estereofónicas, ampliamente disponibles ya en 1958, dieron un impulso a la clasificación de productos de «alta fidelidad», lo que llevó a la venta de equipos de música para el hogar, que incluían amplificadores, altavoces, tocadiscos y reproductores de cintas. High Fidelity y Audio eran dos revistas que los consumidores e ingenieros de alta fidelidad podían leer para informarse sobre los equipos de reproducción y los sistemas de grabación.

### Sonido estereofónico
La grabación de sonido estereofónica, que intenta proporcionar una experiencia auditiva más natural mediante la reproducción de las ubicaciones espaciales de las fuentes de sonido en el plano horizontal, fue la extensión natural de la grabación monofónica y atrajo varios intentos de ingeniería alternativos. El último sistema de grabación estereofónico «45/45» dominante fue inventado por Alan Blumlein de EMI en 1931 y patentado el mismo año. EMI grabó los primeros discos de prueba estéreo usando el sistema en 1933 (véase el punto dedicado a los Experimentos estereofónicos de Bell Labs de 1933) aunque el sistema no fue explotado comercialmente hasta mucho después.
En este sistema, cada uno de los dos canales estéreo es transportado independientemente por una ranura en forma de V, de forma que cada cara se encuentra a 45 grados con respecto al plano de la superficie de grabación (de ahí el nombre del sistema) en correspondencia con el nivel de señal de ese canal. Por convención, la pared interior (la más próxima al centro del disco) lleva el canal de la izquierda y la pared exterior lleva el canal de la derecha.

Surco con sonido solo en el canal izquierdo

Mientras que la aguja solo se mueve horizontalmente cuando se reproduce una grabación de disco monofónica, en las grabaciones estereofónicas, la aguja se mueve tanto verticalmente como horizontalmente. Durante la reproducción, el movimiento de una única aguja que sigue la ranura se detecta de forma independiente, por ejemplo, mediante dos bobinas, cada una montada diagonalmente opuesta a la pared de la ranura correspondiente.
El movimiento combinado de la aguja se puede representar en términos de la suma y la diferencia de vectores de los dos canales estéreo. Denominando I al canal izquierdo y D al derecho, se tiene que el movimiento vertical de la aguja lleva la señal de la diferencia I - D, mientras que el movimiento horizontal de la aguja lleva la señal sumada I + D, que representa el componente monofónico de la señal exactamente de la misma manera que en un registro monofónico puro.
Las ventajas del sistema 45/45 en comparación con los sistemas alternativos fueron:
- Compatibilidad completa con los sistemas de reproducción monofónicos. Una cápsula lectora monofónica reproduce el componente monofónico de un disco estéreo en lugar de solo uno de sus canales. Sin embargo, muchas agujas monofónicas tenían una sensibilidad vertical tan baja, que erosionaban la modulación vertical, destruyendo la información estéreo. Esto llevó a la recomendación común de no usar nunca una cápsula monoaural en un disco estéreo. Por el contrario, una cápsula estéreo reproduce el desplazamiento lateral de los surcos de grabación monofónica igualmente a través de ambos canales (y no solamente por uno).
- Reproducción perfectamente equilibrada, porque cada canal tiene la misma fidelidad (no es el caso, por ejemplo, con un canal grabado lateralmente de mayor fidelidad y un canal grabado verticalmente de menor fidelidad).
- Mayor fidelidad en general, porque la señal de «diferencia» suele ser de baja amplitud, y por lo tanto, se ve menos afectada por la mayor distorsión intrínseca de la grabación vertical.

En 1957, Audio Fidelity emitió los primeros discos comerciales estereofónicos con dos canales, seguidos de unos vinilos de color azul translúcido publicados por Bel Canto Records, el primero de los cuales contenía una demostración sonora denominada A Stereo Tour of Los Angeles narrada por Jack Wagner en una cara, y una colección de pistas de varios álbumes de Bel Canto en la cara posterior.
A continuación, en 1958, Audio Fidelity Records ofreció más lanzamientos de LP estéreo en los Estados Unidos, al igual que Pye Records en Gran Bretaña. Sin embargo, no fue hasta mediados y finales de la década de 1960 cuando las ventas de LPs estereofónicos superaron a las de sus equivalentes monofónicos, y se convirtieron en el tipo de disco dominante.

### Registros cuadrafónicos

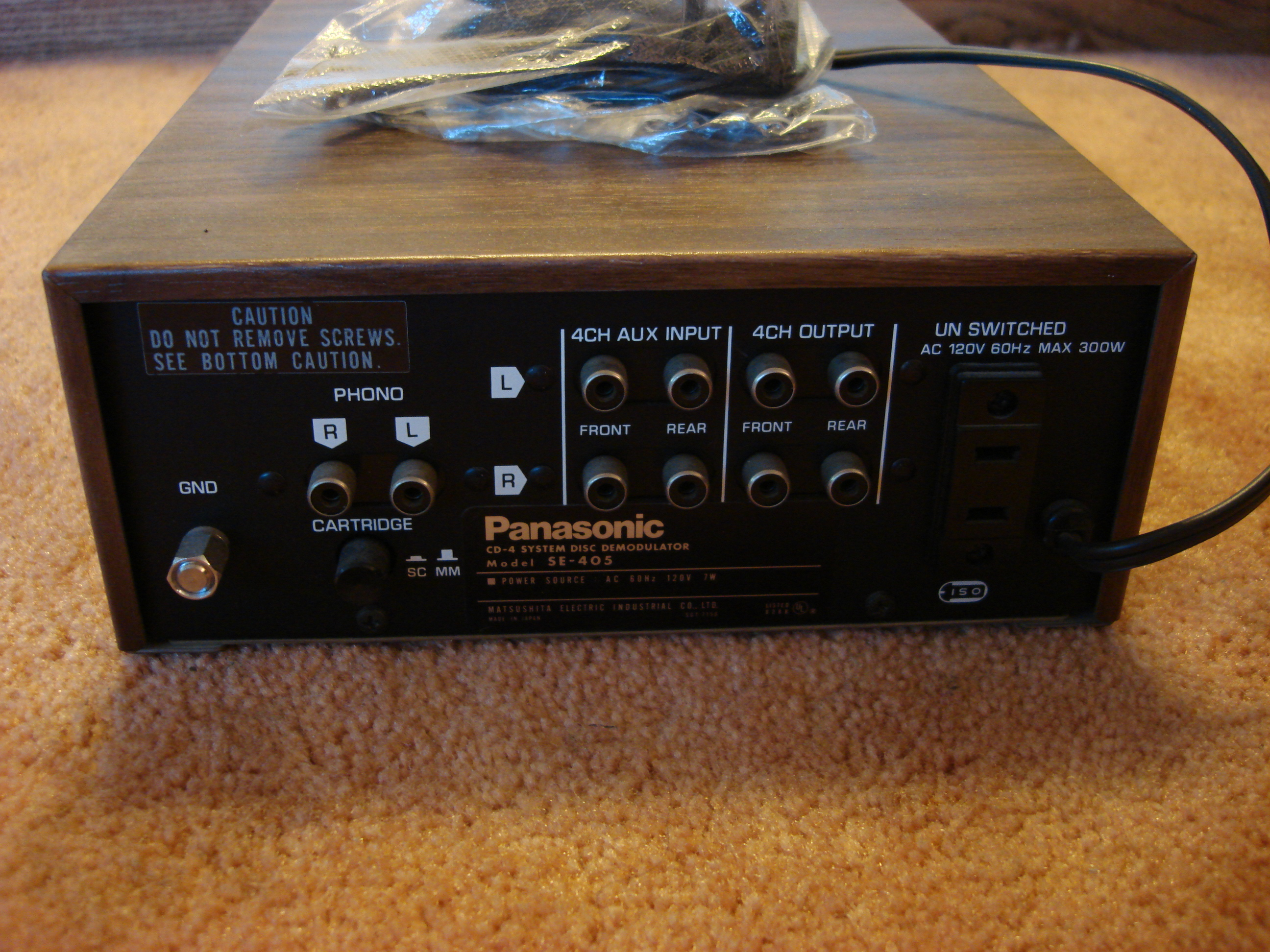
Decodificador CD-4 Panasonic

El desarrollo de los discos cuadrafónicos se anunció en 1971. Se caracterizaban por permitir grabar cuatro señales de sonido independientes entre sí, utilizando una técnica de codificación matricial electrónica valiéndose de los dos canales del sistema estereofónico, de forma que los dos canales adicionales se combinaban con la señal principal. Cuando se reproducían los discos, los circuitos de detección de fase de los amplificadores podían decodificar las señales en cuatro canales separados. Se produjeron dos sistemas principales de registros cuadrafónicos matriciales, denominados confusamente SQ (desarrollado por la CBS) y QS (por Sansui). No tuvieron éxito comercialmente, pero fueron un precursor importante de los sistemas de sonido envolvente posteriores, como se ve hoy en SACD y en los dispositivos de cine en el hogar.
RCA introdujo un formato diferente, Compatible Discrete 4 (CD-4; que no debe confundirse con el Compact Disc). Este sistema codificaba la información de diferencia entre la parte delantera y trasera en una onda portadora ultrasónica. El sistema requería una cápsula especial compatible para recoger la señal, y un ajuste cuidadosamente calibrado del brazo y del plato del giradiscos. El CD-4 tuvo menos éxito que los formatos matriciales. Otro problema adicional de este sistema consistió en que no había cabezales de grabación que pudieran manejar la información de alta frecuencia. Esto se solucionó grabando a la mitad de la velocidad. Más adelante, se emplearon cabezales de grabación especiales de media velocidad y técnicas de ecualización para obtener una respuesta de frecuencia más amplia en estéreo con distorsión reducida y mayor margen de saturación.

### Otras mejoras
Bajo la dirección del ingeniero de grabación C. Robert Fine, Mercury Records inició una técnica de grabación monoaural de micrófono único minimalista en 1951. El primer registro, una interpretación de la Orquesta Sinfónica de Chicago de Cuadros de una exposición, dirigida por Rafael Kubelík, se describió como «presenciar la orquesta en vivo» por el crítico musical de The New York Times. La serie de grabaciones se denominó Mercury Living Presence. En 1955, Mercury comenzó a grabar en estéreo de tres canales, todavía basado en el principio del micrófono único. El micrófono central (único) era de suma importancia, y los dos micrófonos laterales agregaban profundidad y espacio. Los másteres de grabación se grabaron directamente de una consola de mezcla de tres pistas a dos pistas, y toda la edición de las cintas maestras se realizó en las tres pistas originales. En 1961, Mercury mejoró esta técnica con grabaciones estéreo de tres micrófonos utilizando para la grabación una cinta magnética de 35 mm en lugar de una cinta de 0,5 pulgadas. El mayor espesor y ancho de la cinta magnética de 35 mm impidió el efecto de transferencia y el de preeco, permitiendo ampliar la banda de frecuencia y la respuesta transitoria. Las grabaciones de Mercury Living Presence fueron remasterizadas a CD en la década de 1990 por la productora original, Wilma Cozart Fine, utilizando el mismo método de mezcla de tres a dos canales directamente en la grabadora principal.
Durante las décadas de 1960, 1970 y 1980, varios métodos para mejorar el rango dinámico de los discos producidos en masa involucraron equipos de grabación de discos muy avanzados. Estas técnicas, comercializadas, por nombrar dos, como CBS DisComputer y Teldec Direct Metal Mastering, se utilizaron para reducir la distorsión del surco interno. RCA Victor introdujo otro sistema para reducir el rango dinámico y lograr un surco con menos ruido de superficie bajo el nombre comercial de Dynagroove. Se combinaron dos elementos principales: otro material de disco con menos ruido superficial en el surco, y compresión dinámica para enmascarar el ruido de fondo. A veces a esto se le llamaba «diafragmentar» el material original, y algunos amantes de la música lo criticaban por sus efectos secundarios antinaturales. Ambos elementos se reflejaron en la marca Dynagroove. También se utilizó un método avanzado del control prospectivo sobre el espaciado de los surcos con respecto al volumen del sonido y su posición en el disco. El volumen grabado más bajo utilizaba un espaciado más reducido; mientras que el volumen grabado más alto utilizaba una separación más amplia, especialmente con frecuencias más bajas. Además, la mayor densidad de pistas en volúmenes más bajos permitió que las grabaciones en disco terminaran más lejos del centro del disco de lo habitual, lo que ayudó a reducir aún más la distorsión asociada con la menor distancia al centro del disco del final de la pista.
También a finales de la década de 1970, se generalizó la «grabación directa-a-disco», destinada a un nicho de mercado de audiófilos, en la que se prescindía por completo del uso de cinta magnética en favor de una transcripción «purista» directamente a un disco maestro de laca. También durante este período, se lanzaron discos masterizados a media velocidad y «másteres originales», utilizando tecnología de vanguardia de elevado coste. Otro desarrollo de finales de la década de 1970 fue el sistema Disco Eye-Cued, utilizado principalmente en sencillos del sello Motown de 12 pulgadas lanzados entre 1978 y 1980. La introducción, las pausas de batería o la entrada de los coros de una pista se indicaban mediante surcos muy separados, lo que proporcionaba una señal visual a los discjockeys cuando mezclaban los discos. La apariencia de estos discos es similar a un LP, pero solo contienen una pista en cada lado.
A mediados de la década de 1970, se introdujeron los registros codificados en dbx, nuevamente para el nicho de mercado de los audiófilos. Estos discos eran completamente incompatibles con los preamplificadores de reproducción de grabación estándar, confiando en el esquema de codificación/decodificación dbx y en el efecto de compansión para aumentar en gran medida el rango dinámico (los discos codificados en dbx se grababan con el rango dinámico comprimido en un factor de dos: los sonidos de bajo volumen estaban destinados a reproducirse con ganancia baja y los sonidos fuertes estaban destinados a reproducirse con una ganancia alta, a través de un control de ganancia automático en el equipo de reproducción). Este sistema permitía reducir el efecto del ruido de la superficie en los pasajes de menor volumen sonoro. Un esquema similar y de muy corta presencia en el mercado implicaba el uso del esquema de codificación/decodificación CX de «reducción de ruido» desarrollado por la CBS.

### Tocadiscos láser
ELPJ, una empresa con sede en Japón, comercializa un lector láser de discos que utiliza un haz de luz láser para leer discos de vinilo de forma óptica, sin contacto físico. El tocadiscos láser elimina el desgaste de los discos y la posibilidad de rayones accidentales que degradan el sonido, pero su elevado coste limita su uso principalmente para el archivo digital de registros analógicos. Curiosamente, no es capaz de reproducir vinilos de colores o discos ilustrados. Se probaron varios otros tocadiscos láser durante la década de 1990, pero mientras que un láser lee la ranura con mucha precisión, ya que no toca el disco, en condiciones normales el polvo que el vinilo atrae debido a la carga eléctrica estática no se expulsa mecánicamente de la ranura, empeorando la calidad del sonido en comparación con la reproducción con una aguja convencional.
En cierto modo, similar al tocadiscos láser es la máquina de escaneo de discos analógicos IRENE, cuyo sistema basado en imágenes realizadas con microfotografía fue inventado por un equipo de físicos de los Laboratorios Lawrence de Berkeley.
Un desarrollo derivado de IRENE, el Proyecto de Microscopio Confocal para analizar cilindros fonográficos, puede capturar una imagen tridimensional de alta resolución de la superficie, captando detalles de hasta 200 µm. Para convertir la imagen en un archivo de sonido digital, este se reproduce con una versión del programa de simulación de una «aguja virtual» (que puede funcionar en tiempo real), desarrollado por el equipo de investigación, capaz de digitalizar la señal, y si se desea, procesarla a través de programas de restauración de sonido.

## Formatos

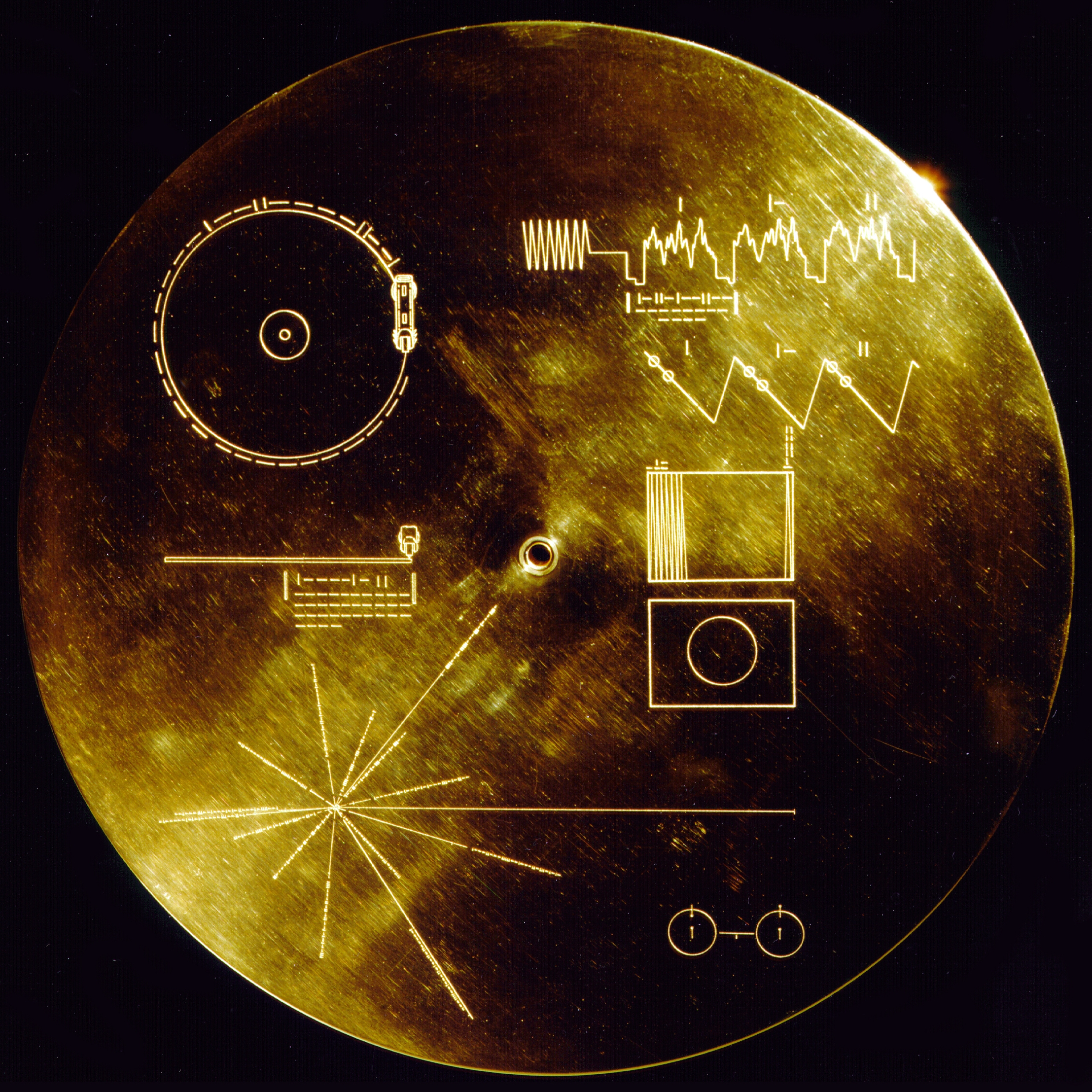
Cubierta protectora del disco de oro de las Voyager, que contiene información simbólica en la parte superior izquierda de la etiqueta sobre cómo se debe reproducir.

### Tipos de discos
A medida que la tecnología de grabación evolucionó, se utilizaron términos más específicos para varios tipos de discos fonográficos, con el fin de describir algún aspecto del disco: su velocidad de rotación en revoluciones por minuto (16 2⁄3 rpm; 33 1⁄3 rpm; 45 rpm; 78 rpm) o el material utilizado (en particular, «vinilo» para referirse a discos fabricados con policloruro de vinilo, o los «discos de goma laca» anteriores, generalmente el material principal de los discos a 78 rpm).
Términos tales como «larga duración» (LP) y «reproducción extendida» (EP) describen registros de varias pistas que se reproducen mucho más tiempo que los registros de un solo corte por cara, que normalmente no superan los 4 minutos por cada lado. Un LP puede reproducirse hasta 30 minutos por cara, aunque la mayoría se reproduce durante unos 22 minutos por cara, lo que lleva el tiempo total de reproducción de una grabación LP típica a unos cuarenta y cinco minutos. Sin embargo, muchos LP anteriores a 1952 se reproducían durante unos 15 minutos por cada cara. El formato de 7 pulgadas a 45 rpm normalmente contiene un tema por cada lado, pero un EP de 7 pulgadas podía lograr tiempos de grabación de 10 a 15 minutos a expensas de atenuar y comprimir el sonido para reducir el ancho requerido por el surco. Los discos EP se usaban generalmente para hacer accesibles piezas que por su duración no se podían editar como sencillos convencionales, adaptándolas a un formato más pequeño y menos costoso para aquellos que solo tenían reproductores de 45 rpm. El término «álbum», originalmente utilizado para referirse a un «libro» donde se guardaban varios discos de 78 rpm, cada uno en su propia «página», dejó de tener relación con el formato físico, y pasó a denominar un solo disco LP (o posteriormente, un disco compacto). El término EP todavía se usa para un lanzamiento que es más largo que un sencillo pero más corto que un álbum, incluso si no está en formato de vinilo.
Los diámetros habituales de los orificios son 0,286 pulgadas (7,26 mm), siendo los orificios más grandes en los sencillos fabricados en Estados Unidos (1,5 pulgadas (38,1 mm)). Muchos sencillos de 7 pulgadas prensados fuera de los Estados Unidos vienen con el tamaño de orificio central más pequeño, y ocasionalmente se prensan con troqueles para permitir que la parte central sea «perforada» para que se puedan reproducir en tocadiscos con ejes de mayor diámetro.
Los tamaños de los discos en los Estados Unidos y el Reino Unido generalmente se miden en pulgadas, como por ejemplo los discos de 7 pulgadas, que generalmente se reproducen a 45 rpm. Los LP eran discos de 10 pulgadas al principio, pero pronto el tamaño de 12 pulgadas se convirtió, con mucho, en el más común. Generalmente, los discos de 78 rpm eran de 10 pulgadas, pero llegaron a fabricarse series de 12 y de 7 pulgadas e incluso más pequeños, los llamados «pequeñas maravillas».

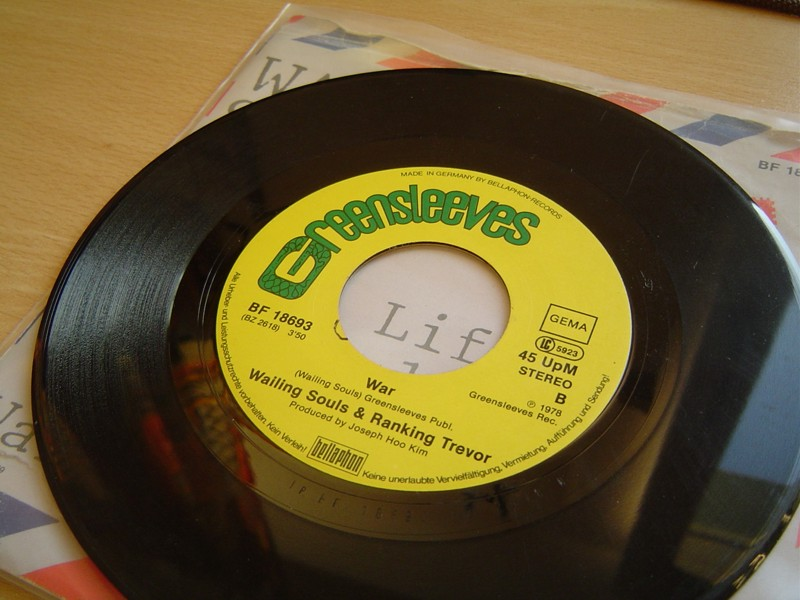
Un disco de vinilo estándar de 7 pulgadas con orificio ancho sobre su funda, publicado en 1978.

### Formatos estándar
| Diámetro nominal | Diámetro real  | Nombre                 | Revoluciones por minuto | Duración aproximada |
| 16 plg (40,6 cm) | 15 ⁄16″ ±3⁄32″ | Disco de transcripción | 33 1⁄3 rpm              | 15 min/cara         |
| 12 plg (30,5 cm) | 11 7⁄8″ ±1⁄32″ | LP (Long Play)         | 33 1⁄3 rpm              | 22 min/cara         |
| 12 plg (30,5 cm) | 11 7⁄8″ ±1⁄32″ | Maxisingle             | 45 rpm                  | 15 min/cara         |
| 12 plg (30,5 cm) | 11 7⁄8″ ±1⁄32″ | Sencillo               | 78 rpm                  | 4-5 min/cara        |
| 10 plg (25,4 cm) | 9 7⁄8″ ±1⁄32″  | LP (Long Play)         | 33 1⁄3 rpm              | 12-15 min/cara      |
| 10 plg (25,4 cm) | 9 7⁄8″ ±1⁄32″  | EP (Extended Play)     | 45 rpm                  | 9-12 min/cara       |
| 10 plg (25,4 cm) | 9 7⁄8″ ±1⁄32″  | Sencillo               | 78 rpm                  | 3 min/cara          |
| 7 plg (17,8 cm)  | 6 7⁄8″ ±1⁄32″  | EP (Extended Play)     | 33 1⁄3 rpm              | 7 min/cara          |
| 7 plg (17,8 cm)  | 6 7⁄8″ ±1⁄32″  | Sencillo (Single)      | 45 rpm                  | 4 1⁄2 min/cara      |

Notas:

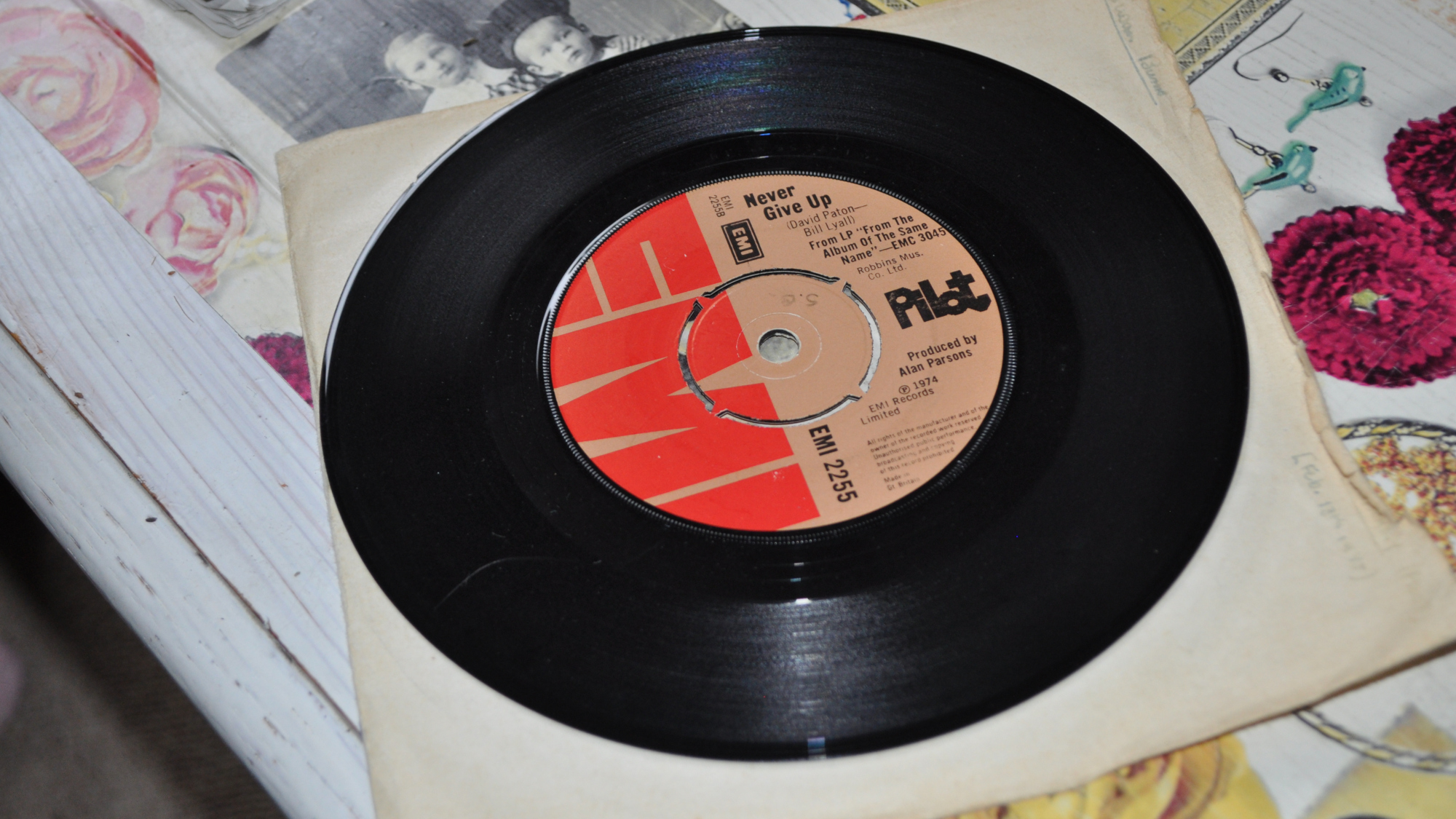
Ejemplo de un sencillo de 7″ publicado por EMI, donde se aprecia el troquelado dispuesto para ampliar el orificio central.

* Antes de mediados de la década de 1950, el LP de 33 1⁄3 rpm se encontraba con mayor frecuencia en un formato de 10 pulgadas (25 cm), que desapareció de las tiendas de Estados Unidos alrededor de 1957, reemplazado por los discos de 12 pulgadas, pero siguió siendo común en algunos mercados hasta mediados de la década de 1960. El formato de vinilo de 10 pulgadas resucitó en la década de 1970 para comercializar algunas grabaciones populares como coleccionables.
* Las primeras grabaciones en disco fueron inventadas por Emile Berliner y se prensaron con un diámetro de aproximadamente 7 pulgadas. Son grabaciones de 78 rpm producidas entre 1887 y 1900, que rara vez se encuentran en la actualidad.
* Columbia publicó muchos sencillos de vinilo 33 1⁄3 rpm de 7 pulgadas en 1949, pero se retiraron a principios de 1950 debido a la popularidad de los discos de la RCA a 45 rpm.
* El EP, Extended Play a 33 1⁄3 rpm, que normalmente contenía dos selecciones (pistas) en cada lado, era incompatible con los tocadiscos existentes y no tuvo éxito cuando se introdujo en los EE. UU. en la década de 1960, pero era común en Europa y en otras partes del mundo.
* Los diámetros originales de los orificios centrales eran de 0,286″ ± 0,001″ para los discos de 33 1⁄3 y 78.26 rpm, y 1.504″ ± 0,002″ para los discos de 45 rpm.

### Formatos menos comunes

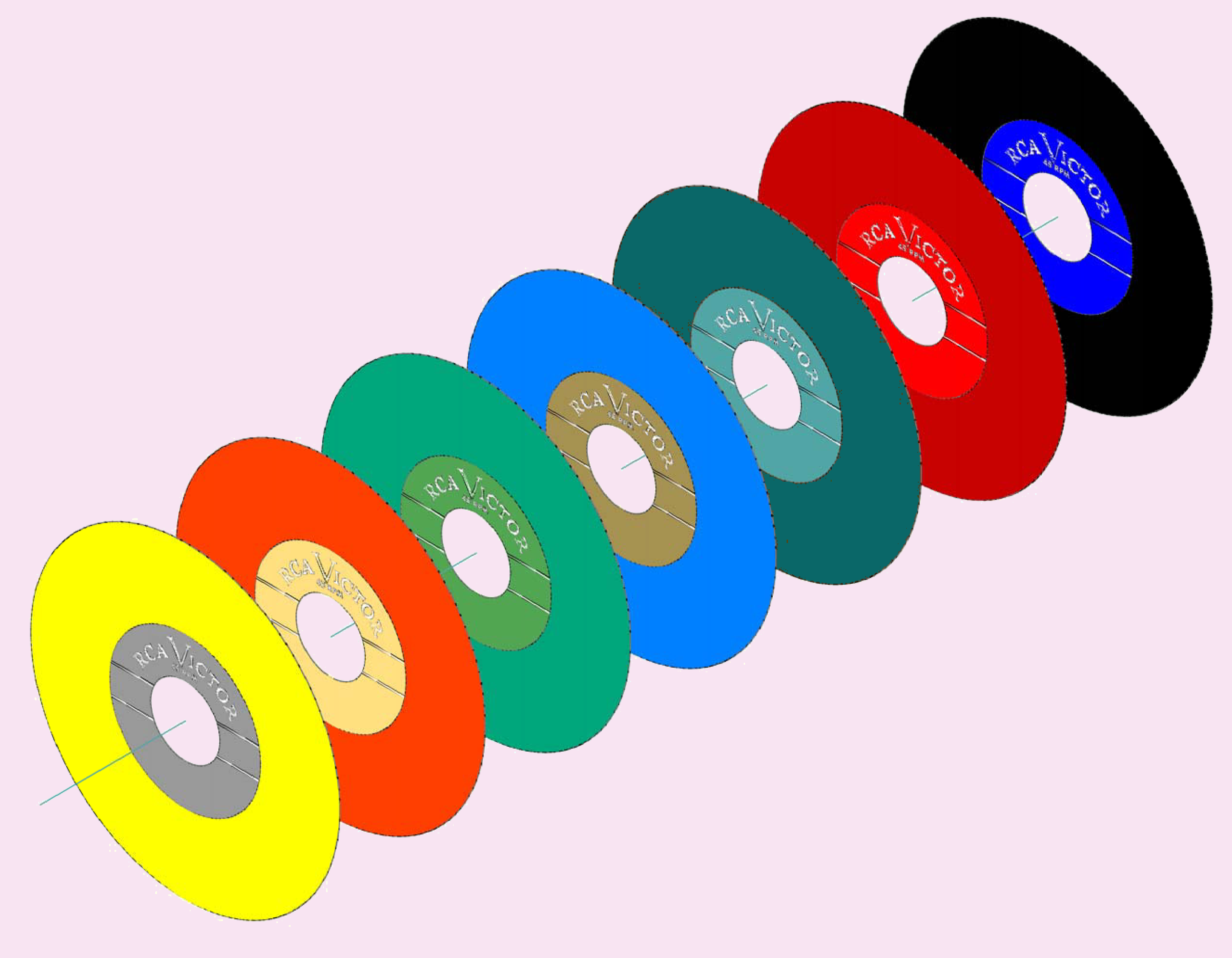
Los siete colores elegidos en 1949 por RCA para el lanzamiento de sus discos de 7″ a 45 rpm

Los Flexi eran discos delgados y flexibles que se distribuían con revistas y como obsequios promocionales desde la década de 1960 hasta la de 1980.
En marzo de 1949, cuando RCA lanzó el formato de 45 rpm, Columbia publicó varios cientos de sencillos de 7 pulgadas a 33 1⁄3 rpm, provistos con orificios pequeños. Este formato pronto se abandonó, cuando quedó claro que el formato de la RCA de 45 rpm era el sencillo elegido y el LP de Columbia de 12 pulgadas sería el formato de álbum elegido.
El lanzamiento inicial de los discos sencillos se organizó en siete colores: Serie popular, negro, 47-xxxx; Serie juvenil, amarillo, 47-xxxx; Serie country, verde (verde azulado), 48-xxxx; Serie clásica, rojo intenso, 49-xxxx; Serie blues/espiritual, naranja 50-xxxx; Serie internacional, azul claro, 51-xxxx; y Serie clásicos ligeros, azul oscuro, 52-xxxx. La mayoría de los colores pronto se abandonaron en favor del negro debido a problemas de producción. Sin embargo, el amarillo y el rojo intenso continuaron hasta aproximadamente 1952.
El primer disco de 45 rpm creado para la venta fue «PeeWee the Piccolo» (RCA 47-0147) prensado en vinilo amarillo translúcido en la planta de Sherman Avenue, Indianápolis, el 7 de diciembre de 1948, por R. O. Price, gerente de planta.
En la década de 1970, el gobierno de Bután produjo sellos postales ahora coleccionables en minidiscos de vinilo reproducibles.

## Estructura

Comparación de varias formas de almacenamiento en disco que muestran pistas (no representadas a escala); el verde indica el inicio y el rojo indica el final.
Algunos grabadores de CD-R(W) y DVD-R(W)/DVD+R(W) operan en los modos ZCLV, CAA o CAV.

El disco comercial normal está grabado con sonido analógico, utilizando dos surcos en espiral concéntricos, uno en cada cara, que van desde el borde exterior hacia el centro. La última vuelta de la espiral se encuentra con una vuelta anterior para formar una circunferencia. El sonido está codificado por finas variaciones en los bordes del surco que hacen que un estilete (aguja) colocado en él vibre a frecuencias acústicas cuando el disco se gira a la velocidad correcta. Por lo general, las partes exterior e interior del surco no contienen sonido intencionadamente (aunque se pueden citar excepciones como Sgt. Pepper's Lonely Hearts Club Band de the Beatles y Mental Notes de los neozelandeses Split Enz).
Cada vez más desde principios del siglo XX, y casi sin excepciones a partir de la década de 1920, ambos lados del disco se han utilizado para ser grabados. Desde entonces se han producido discos ocasionalmente con una grabación en una sola cara. En la década de 1980, Columbia Records emitió brevemente una serie de sencillos de una sola cara a 45 rpm menos costosos.
La mayoría de los discos que no son de 78 rpm se imprimen en vinilo negro. El material colorante utilizado para ennegrecer la mezcla de plástico transparente de PVC es negro de carbón, que aumenta la resistencia del disco y lo hace opaco. El poliestireno se utiliza a menudo para fabricar discos de 7 pulgadas.
Algunos discos se prensan en vinilo de colores o con imágenes de papel incrustadas en ellos («discos con imágenes»). Ciertos RCA Records o RCA Victor Red Seal de 45 rpm usaban vinilo rojo translúcido para obtener un efecto extra de «sello rojo». Durante la década de 1980 hubo una tendencia a lanzar sencillos en vinilo de colores, a veces con inserciones grandes que podían usarse como carteles. Esta tendencia se ha revivido recientemente con los sencillos de 7 pulgadas.
Desde su inicio en 1948, los estándares de discos de vinilo para los Estados Unidos siguen las pautas de la Recording Industry Association of America (RIAA). Las dimensiones en pulgadas son nominales no diámetros exactos. La dimensión real de un disco de 12 pulgadas es de 302 mm (11,89 in), para un disco de 10 pulgadas es de 250 mm (9,84 in) y para uno de 7 pulgadas es de 175 mm (6,89 pulgadas).
Los registros realizados en otros países están estandarizados por diferentes organizaciones, pero son de tamaño muy similar. Los diámetros de grabación suelen ser nominalmente de 300 mm, 250 mm y 175 mm.
Hay un área de aproximadamente 3 mm (0,12 pulg) de ancho en el borde exterior del disco, denominada «entrada», donde la ranura está muy espaciada y sin sonido grabado. La aguja se baja sobre la entrada, evitando dañar la sección grabada del surco.
Entre las pistas de la sección grabada de un disco LP suele haber un espacio corto de alrededor de 1 mm (0,04 in) donde el surco está muy espaciado. Este espacio es claramente visible, lo que facilita la búsqueda de una pista en particular.

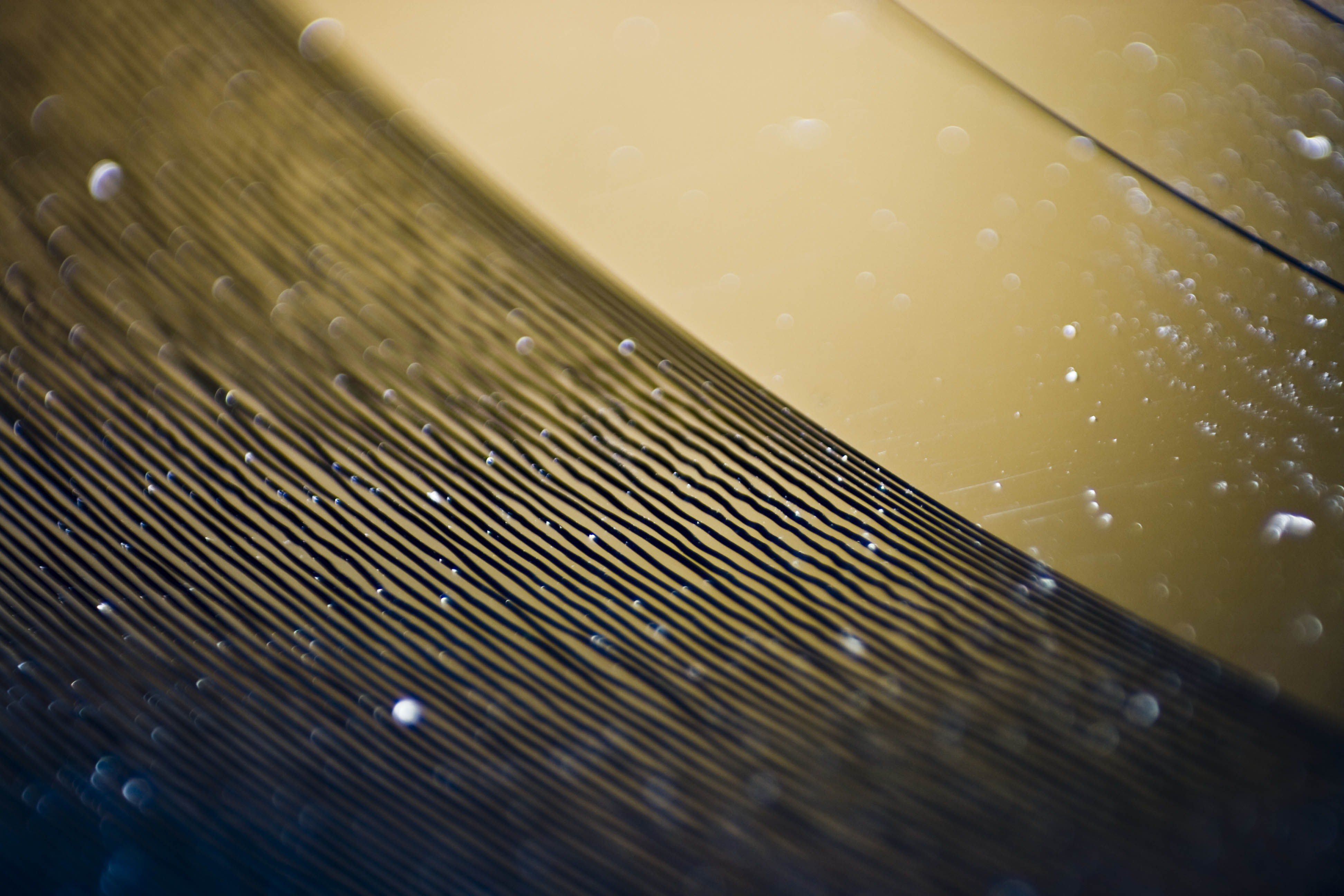
Macrofotografía de la parte más interna del surco de un disco de vinilo. El sonido almacenado en forma de variaciones en la pista es visible, al igual que el polvo depositado sobre el disco.

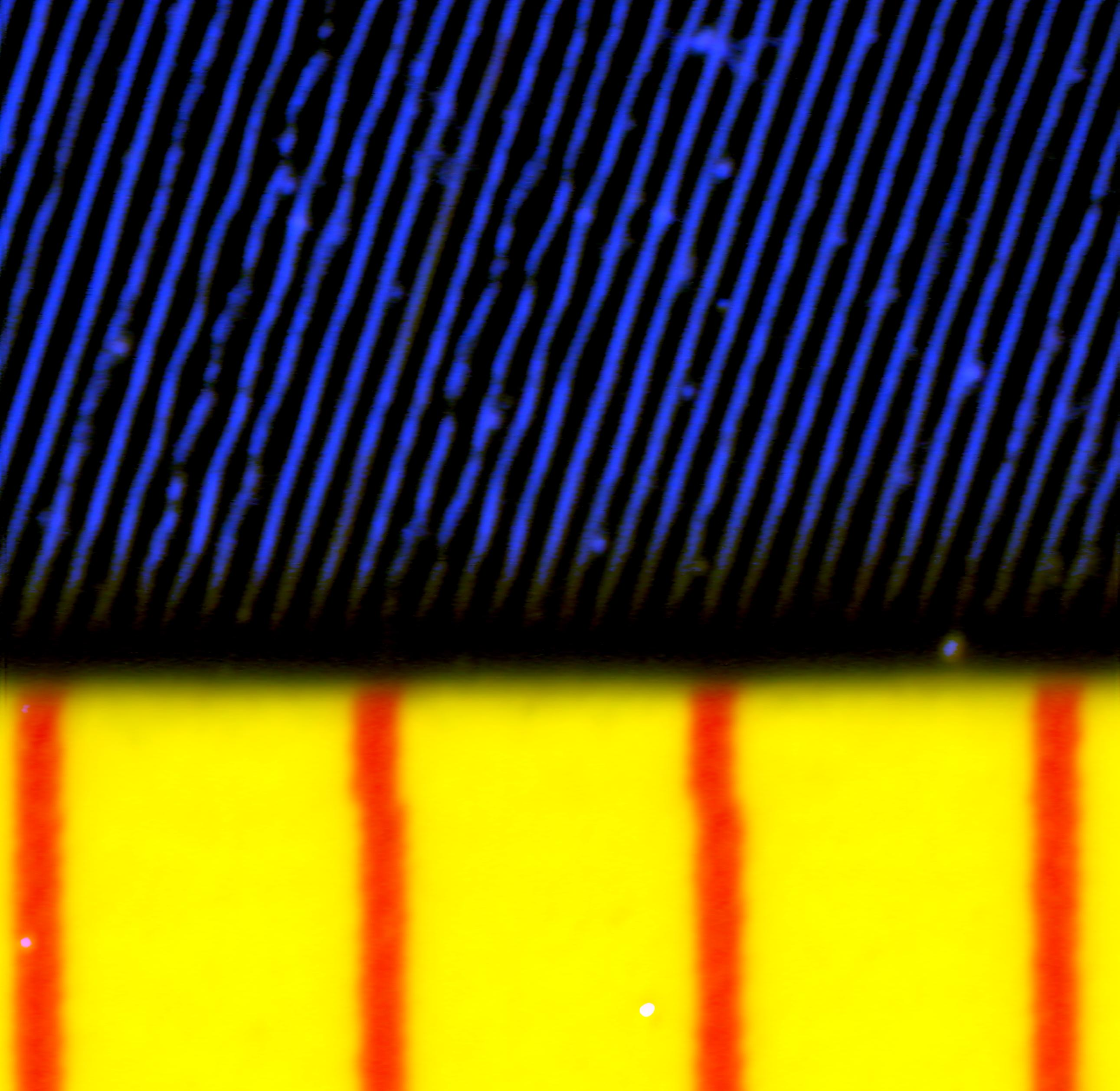
Surco ampliado, donde se puede ver el polvo. Las líneas rojas marcan un milímetro.

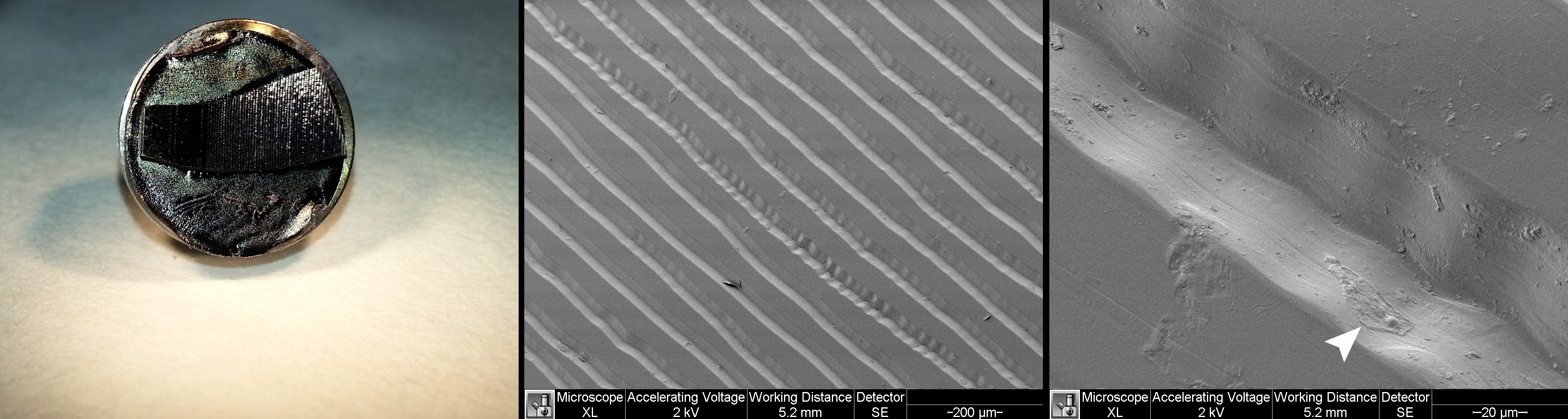
Micrografía de los surcos de un vinilo

Hacia el centro, al final del surco, hay otra sección con las vueltas de la espiral más separadas, conocida como «salida». Al final de esta sección, el surco se une para formar una circunferencia completa, llamada surco de cierre; cuando la aguja llega a este punto, gira repetidamente hasta que se levanta del disco. En algunas grabaciones (por ejemplo, Sgt. Pepper's Lonely Hearts Club Band de The Beatles, Super Trouper de ABBA y Atom Heart Mother de Pink Floyd), el sonido continúa en el surco de cierre, lo que da un extraño efecto de repetición. Los tocadiscos automáticos se basan en la posición o velocidad angular del brazo, de forma que al alcanzarse el espacio más amplio en el surco, se activa un mecanismo que levanta el brazo del disco. Precisamente debido a este mecanismo, la mayoría de los tocadiscos automáticos son incapaces de reproducir audio en el surco de salida, ya que el brazo se levanta antes de llegar hasta ahí.
El número de catálogo y la identificación del sello discográfico están escritos o estampados en el espacio del surco de salida del disco maestro, lo que resulta en una inscripción visible en la versión final del disco. A veces, el ingeniero de grabación puede agregar comentarios escritos a mano o su firma, si está particularmente satisfecho con la calidad del trabajo. Estas anotaciones se denominan generalmente como inscripciones al margen (run-out etchings en inglés).
Cuando los tocadiscos con cambia discos eran algo común, los discos se prensaban normalmente con un borde exterior elevado (o estriado) y un área de la etiqueta más gruesa, lo que permitía que los discos se pudieran apilar sin que los delicados surcos entraran en contacto entre sí, reduciendo el riesgo de que se dañaran. Los cambiadores automáticos incluían un mecanismo para soportar una pila de varios discos encima del tocadiscos, depositándolos de uno en uno cada vez que el disco anterior llegaba a su fin para reproducirlos en orden. Muchas grabaciones de sonido más largas, como óperas completas, se volcaban en varios discos de 10 o 12 pulgadas para su uso con mecanismos de cambio automático, de modo que el primer disco de una grabación de tres discos llevaría las caras 1 y 6 del programa, mientras que el segundo disco llevaría las caras 2 y 5, y el tercero, las caras 3 y 4, permitiendo que los lados 1, 2 y 3 se reprojeran seguidos automáticamente. A continuación, toda la pila se invertía para hacer sonar los lados 4, 5 y 6.

### Calidad del vinilo
La calidad del sonido y la durabilidad de los discos de vinilo dependen en gran medida de la calidad del propio vinilo con el que están fabricados. A principios de la década de 1970, como medida de reducción de costos, gran parte de la industria comenzó a reducir el grosor y la calidad del vinilo utilizado en la fabricación para el mercado masivo. La técnica fue comercializada por RCA Records como el proceso Dynaflex (125 g), pero fue considerada inferior por la mayoría de los coleccionistas de discos. La mayoría de los discos de vinilo se prensan a partir de una mezcla de 70% de vinilo virgen y 30% de vinilo reciclado.
El vinilo nuevo o «virgen» pesado (180-220 g) se usa comúnmente para los lanzamientos de vinilos de audiófilos modernos en todos los géneros. Muchos coleccionistas prefieren tener álbumes de vinilo «pesados», que se dice que tienen un mejor sonido que el vinilo normal debido a su mayor resistencia a la deformación causada por la reproducción normal. Un disco de ciento ochenta gramos es más caro de producir sencillamente porque requiere emplear más vinilo. Los procesos de fabricación son idénticos independientemente del peso. De hecho, imprimir discos ligeros requiere un mayor cuidado. Una excepción es la tendencia de los moldes de 200 g a ser ligeramente más propensos a no llenarse por completo, como cuando la galleta de vinilo no rellena suficientemente un surco profundo durante el prensado (los cambios de percusión o amplitud vocal son las ubicaciones habituales de estos problemas). Este defecto provoca un sonido de chirrido o raspado en el punto donde no se ha llenado perfectamente el molde.
Dado que la mayoría de los discos de vinilo contienen hasta un 30 % de vinilo reciclado, las impurezas pueden acumularse en el disco y hacer que incluso un disco nuevo tenga defectos de audio como clics y estallidos. El vinilo virgen significa que el álbum no es de plástico reciclado, y en teoría, no debería tener estas impurezas. En la práctica, esto depende del control de calidad del fabricante.
El efecto «piel de naranja» en los discos de vinilo es causado por los moldes desgastados. En lugar de tener el acabado similar al de un espejo, la superficie del disco tendrá una textura similar a la de una cáscara de naranja. Este fenómeno introduce ruido en el disco, particularmente en el rango de frecuencia más bajo. Con el sistema de masterizado directo en metal (DMM), el disco maestro se registra en un soporte recubierto de cobre, que también puede tener un efecto menor de «piel de naranja» en el propio disco. Como esta «piel de naranja» se origina en el máster en lugar de introducirse en la etapa de prensado, no hay ningún efecto negativo, ya que no hay distorsión física del surco.
Los discos maestros originales se crean utilizando un torno con el que se graba un surco modulado sobre un registro en blanco, que solía ser preparado por el ingeniero de grabación según su experiencia, utilizando lo que Robert K. Morrison describe como un «jabón metálico» conteniendo litargirio de plomo, ozoquerita, sulfato de bario, cera de Montana, o estearina y parafina, entre otros ingredientes. Los discos de sonido con el surco inscrito sobre la capa de «cera», se colocan en una cámara de vacío y se pulverizaban con oro para hacerlos conductores de la electricidad, con el fin de ser usados como mandriles en un baño de electroformado, donde se fabricaban las piezas metálicas que se utilizaban en las estampadoras a presión. Más adelante, la empresa francesa Pyral inventó un disco en blanco listo para usarse con un revestimiento delgado de laca y nitrato de celulosa (aproximadamente de 7 milésimas de pulgada de espesor en ambos lados) que se aplicaba sobre un sustrato de aluminio. Los surcos registrados sobre la laca dan como resultado un registro maestro inmediatamente reproducible o procesable. Si se desean prensados de vinilo, el disco de sonido aún sin reproducir se utiliza como matriz para los discos electroformados con níquel que se emplean para fabricar los moldes de estampación utilizados en el prensado. Los discos de níquel electroformado se separan mecánicamente de sus respectivas matrices. Esto se hace con relativa facilidad porque no se produce un «plateado» real de la matriz en el tipo de electrodeposición conocida como electroformado, a diferencia del electrochapado, en el que la adhesión de la nueva fase del metal es química y relativamente permanente. La capa de plata de una molécula de espesor (rociada sobre el disco de sonido de laca procesada para hacer que su superficie sea conductora de electricidad) permite generar las placas del disco de níquel con el relieve invertido. Este disco de impresión negativo (que tiene crestas en lugar de hendiduras) se conoce como maestro de níquel, «matriz» o «padre». El «padre», una vez tratado para facilitar su separación, se utiliza luego como base para electroformar un disco positivo conocido como «madre». A partir de un solo «padre» es posible electroformar muchas «madres», antes de que las crestas se deterioren más allá de su uso efectivo. Las «madres», tras ser tratadas para permitir la separación del material depositado, a su vez se utilizan como mandriles para electroformar más discos negativos, conocidos como «hijos». Cada «madre» puede usarse para engendrar muchos «hijos» antes de deteriorarse. Los «hijos» luego se convierten en «estampadores», perforando en el centro el orificio del eje (perdido en el disco de sonido de laca durante el electroformado inicial del «padre»).
Una vez troquelada la información que va a permitir identificar el disco, se procede al desbaste de la parte central para facilitar la colocación de la etiqueta, que se adhiere al vinilo prensado sin pegamento. De esta forma, se pueden producir varios millones de discos de vinilo a partir de un solo disco de sonido lacado. Cuando solo se requieren unos pocos cientos de discos, en lugar de electroformar un «hijo» (para cada lado), al «padre» se le quita la plata y se convierte en un estampador. La producción por este último método, conocido como el «proceso de 2 pasos» (ya que no implica la creación de «hijos», pero sí implica la creación de «madres», que se utilizan para reproducciones de prueba y se guardan como copias de «seguridad» para el futuro electroformado de «hijos») se limita a unos cientos de copias de vinilo. El recuento de prensado puede aumentar si el estampador aguanta y la calidad del vinilo es alta. Los «hijos» fabricados mediante un electroformado de «3 pasos» permiten realizar mejores estampaciones, ya que no requieren retirar la capa de plata (lo que reduce algo la fidelidad del registro debido a la pérdida de parte de las modulaciones de surco más pequeñas) y también porque tienen una estructura metálica más fuerte que los «padres».

## Limitaciones

### Goma laca

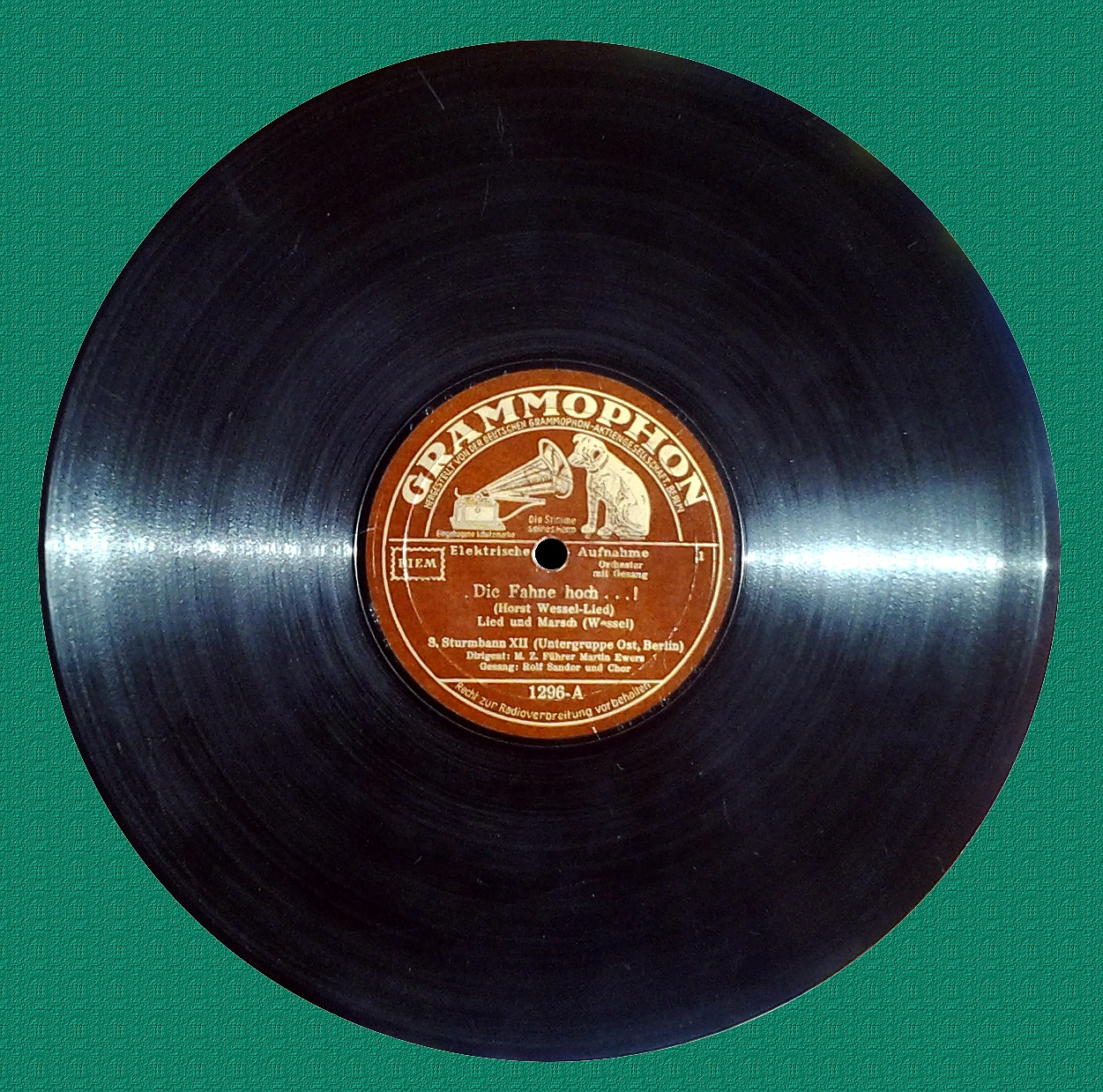
Disco de goma laca HMV, editado en Alemania.

Los discos de goma laca de 78 rpm son frágiles y deben manipularse con cuidado. En el caso de que se rompan, las piezas pueden permanecer conectadas todavía por la etiqueta y aún ser reproducibles si se mantienen juntas, aunque producirá un fuerte estallido con cada pasada sobre la grieta y es probable que se rompa la aguja.
La rotura era muy común en la era de la goma laca. En la novela de John O'Hara de 1934, Cita en Samarra, el protagonista «rompió uno de sus discos favoritos, La dama de la noche de Whiteman ... Quería llorar, pero no podía». Se produce un momento conmovedor en la novela de 1951 de J. D. Salinger, El guardián en el centeno, después de que el protagonista adolescente compra un disco para su hermana menor, pero lo deja caer y «se rompió en pedazos ... casi lloré, me hizo sentir terriblemente». Una secuencia en la que un grupo de estudiantes rebeldes rompe la colección de discos de 78 rpm de jazz de un maestro de escuela es un momento clave en la película Semilla de maldad. Es también claro que había un tiempo muy limitado de duración, mínimo 3:30 en los disocs de 12 pulgadas y 2:40 en los de 10 pulgadas.
Otro problema con la goma laca era que el tamaño de los discos tendía a ser más grande porque se limitaba a entre 80 y 100 surcos por pulgada para evitar que el riesgo de colapso de los surcos fuera demasiado alto, mientras que el vinilo podía tener hasta 260 surcos por pulgada.
Cuando comenzó la Segunda Guerra Mundial, las principales discográficas estaban experimentando con discos laminados. Como se indicó anteriormente, y en varios anuncios discográficos de la época, los materiales que proporcionan una superficie silenciosa (como la goma laca) son notoriamente débiles y frágiles. Por el contrario, los materiales que hacen un disco fuerte (cartón y otros productos de fibra) no permiten obtener superficies aptas para grabar surcos sin ruido asociado.

### Vinilo
Aunque los discos de vinilo son fuertes y no se rompen fácilmente, se rayan debido a su material blando, lo que a veces da como resultado la ruina del disco. Además, adquiere fácilmente carga estática, atrayendo polvo que es difícil de eliminar por completo. El polvo y los rayones provocan chasquidos y estallidos cuando se reproducen. En casos extremos, pueden hacer que la aguja salte sobre una serie de surcos, o peor aún, hacer que la aguja salte hacia atrás, creando un «surco bloqueado» que se repite una y otra vez. Este es el origen de la frase «como un disco rayado», que a menudo se utiliza para describir una persona o cosa que se repite continuamente de forma obsesiva. Su negación puede considerarse un elogio, como la observación de un cliente acerca de una empresa afirmando que No suena como un disco rayado. Los surcos bloqueados no son infrecuentes, e incluso se escuchaban ocasionalmente en las transmisiones de radio.

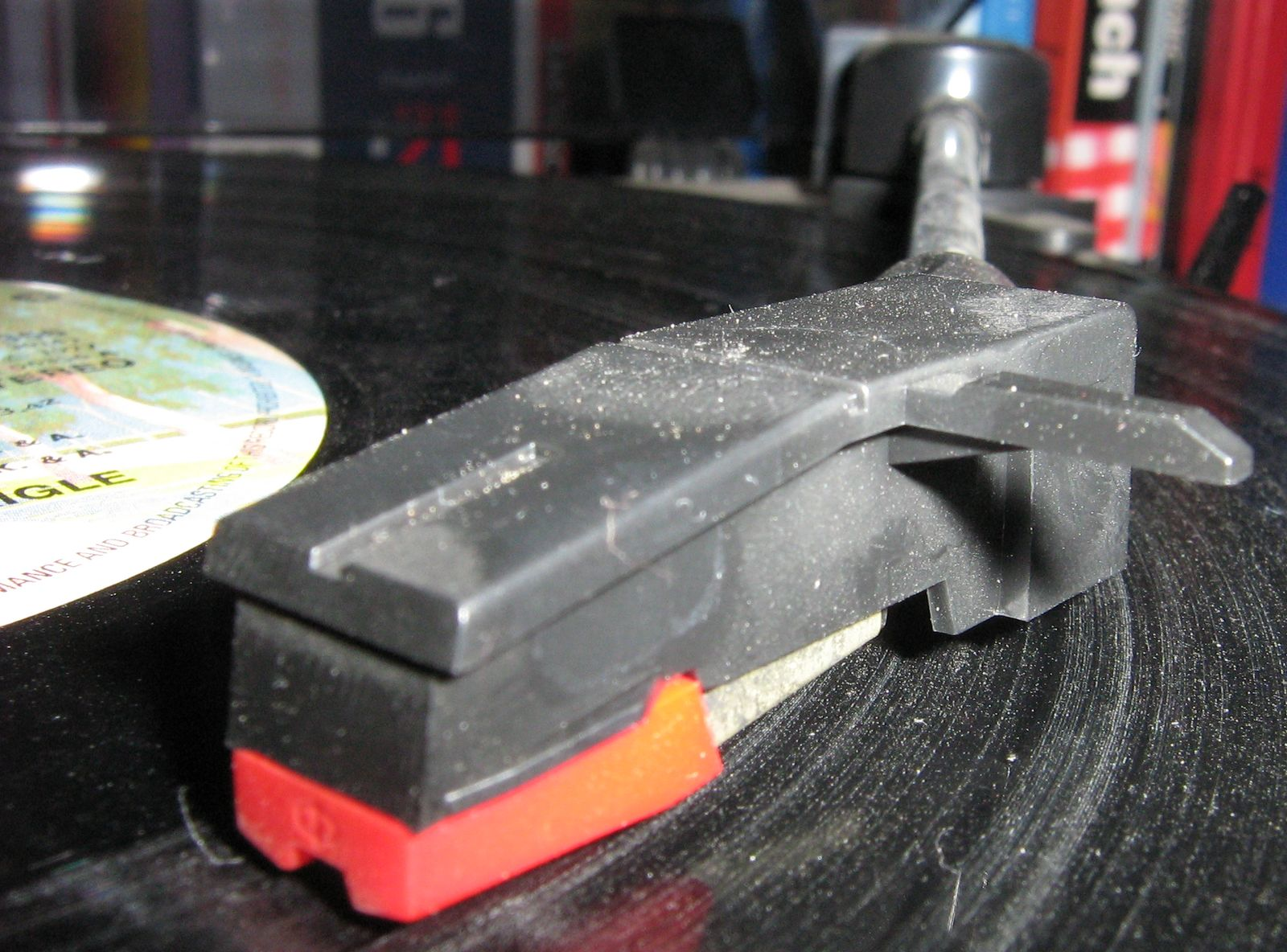
Reproducción de un disco de vinilo con polvo y rayado. El polvo se asienta en los surcos.

Los discos de vinilo pueden deformarse por el calor, almacenamiento inadecuado, exposición a la luz solar o defectos de fabricación, así como por una envoltura de plástico excesivamente apretada sobre la portada del álbum. Un pequeño grado de deformación era común, y compersarlo era parte del arte del diseño de tocadiscos y brazos. El efecto denominado «lloro» (variación de volumen una vez en cada revolución) podía ser el resultado de una deformación o de un orificio del eje que no estaba centrado con precisión. La práctica estándar para los LP era colocarlos en una cubierta interior de papel o plástico, que si se colocaba dentro de la cubierta exterior de cartón de modo que la abertura quedase completamente dentro de la cubierta exterior, se dice que reducía la entrada de polvo a la superficie del disco. Los sencillos, con raras excepciones, tenían cubiertas de papel simples, sin cubierta interior.
Una limitación adicional de los discos fonográficos es que la fidelidad disminuye a medida que avanza la reproducción, dado que hay más vinilo por segundo disponible para la reproducción fina de altas frecuencias en el comienzo del surco (donde el diámetro es mayor) que cerca del final del surco (donde el diámetro es más pequeño). Al comienzo del surco en un LP, hay 510 mm de vinilo por segundo que pasan bajo la aguja, mientras que el final del surco pasan 200-210 mm de vinilo por segundo, menos de la mitad de la resolución lineal. La distorsión hacia el final del surco se vuelva más evidente a medida que aumenta el desgaste del disco.
Otro problema surge debido a la geometría del brazo. Las grabaciones maestras se cortan en un torno de grabación donde una aguja de zafiro o diamante se mueve radialmente a través de la pieza en bruto, suspendida en una pista recta y accionada por un tornillo de avance. La mayoría de los tocadiscos utilizan un brazo giratorio que pivota sobre un punto, lo que introduce fuerzas laterales y errores de alineación y acimut y, por lo tanto, distorsión en la señal de reproducción. Se idearon varios mecanismos para intentar compensar, como los tocadiscos tangenciales, con distintos grados de éxito (véase tocadiscos).
Existe controversia sobre la calidad relativa del sonido del CD y del LP cuando este último se escucha en las mejores condiciones (consúltese grabación analógica frente a grabación digital). Sin embargo, es notable que una ventaja técnica del vinilo en comparación con el CD óptico es que, si se maneja y almacena correctamente, el disco de vinilo se podrá reproducir durante décadas y posiblemente siglos, un período de tiempo más largo que la vida útil de algunas versiones del CD óptico. Para que los discos de vinilo puedan reproducirse durante años, deben manipularse con cuidado y almacenarse correctamente. Las pautas para el almacenamiento adecuado del vinilo incluyen no apilar discos uno encima del otro, evitar el calor o la luz solar directa y colocarlos en un área con temperatura controlada que ayudará a evitar que los discos de vinilo se deformen y rayen. Los coleccionistas almacenan sus discos en una gran variedad de cajas, cubos y estantes.

### Respuesta de frecuencia y ruido
En 1925, la grabación eléctrica amplió el rango de frecuencias registradas con la grabación acústica (168-2000 Hz) en 2 1⁄2 octavas, hasta alcanzar desde los 100 hasta los 5000 Hz. Aun así, estos primeros registros grabados eléctricamente se reproducían en fonógrafos de bocina exponencial (véase Orthophonic Victrola).
Los LP CD-4 contienen dos ondas subportadoras, una registrada en la pared izquierda del surco y la otra en la pared derecha. Estas ondas subportadoras utilizan un sistema de modulación especial denominado FM-PM-SSBFM (Modulación de frecuencia-Modulación de fase-Modulación de frecuencia de banda lateral única) y tienen frecuencias de señal que se extienden a 45 kHz. Las ondas subportadoras de CD-4 se pueden reproducir con cualquier tipo de aguja siempre que la cápsula lectora tuviera una respuesta de frecuencia CD-4. La aguja recomendada para el CD-4, así como para discos estéreo normales, era un contacto de línea o tipo Shibata.
El tocadiscos produce un sonido retumbante, que es un ruido mecánico de baja frecuencia (por debajo de unos 30 Hz) generado por el rodamiento del motor y captado por la aguja. Los equipos de poca calidad no se ven prácticamente afectados por estos problemas, ya que el amplificador y el altavoz no suelen reproducir frecuencias tan bajas, pero los equipos de tocadiscos de alta fidelidad necesitan un diseño cuidadoso para minimizar el ruido audible.
Las vibraciones ambientales también se detectarán si las conexiones desde el pedestal hacia y desde la plataforma giratoria hasta el brazo no están bien aisladas.
La aguja también capta las fuerzas de deslizamiento del brazo y otras perturbaciones. Esta es una forma de multiplexación de frecuencias, ya que la señal de control (fuerza de restauración) que se usa para mantener la aguja en el surco es transmitida por el mismo mecanismo que el propio sonido. Las frecuencias subsónicas por debajo de aproximadamente 20 Hz en la señal de audio están dominadas por los efectos de seguimiento, que se presentan en forma de zumbido («ruido de seguimiento») y que se fusiona con frecuencias audibles en el rango de los graves profundos hasta aproximadamente 100 Hz. Un equipo de sonido de alta fidelidad puede reproducir el ruido de seguimiento y retumbar. Durante un pasaje silencioso, a veces se puede apreciar cómo los conos de los altavoces (woofer) vibran con el seguimiento subsónico de la aguja, a frecuencias tan bajas como por encima de 0.5 Hz (la frecuencia a la que un disco de 33 1⁄3 rpm enciende el tocadiscos; 5⁄9 Hz exactamente en un tocadiscos ideal). Otra razón para la presencia de ruido de muy baja frecuencia puede ser un disco deformado: sus ondulaciones producen frecuencias de solo unos pocos hercios y los amplificadores actuales disponen de grandes anchos de banda. Por esta razón, muchos receptores estéreo contienen un filtro subsónico conmutable. Algunos contenidos subsónicos están directamente desfasados en cada canal. Si se reproducen en un sistema de subwoofer monoaural, el ruido se cancelará, reduciendo significativamente la cantidad de ruido que se reproduce.
El siseo de alta frecuencia se genera cuando la aguja roza el vinilo, y la suciedad y el polvo en los surcos producen sonidos de chasquido o similares al de un reloj mecánico. Este último ruido se puede reducir un poco limpiando el disco antes de la reproducción.

### Ecualización
Debido a las limitaciones de fabricación y masterización de la grabación, se utilizaron varios procedimientos para eliminar las frecuencias altas y bajas de las primeras señales grabadas. Con bajas frecuencias, la aguja debe oscilar mucho de lado a lado, lo que requiere que el surco sea ancho, ocupando más espacio y limitando el tiempo de reproducción del disco. A altas frecuencias, los silbidos, los chasquidos y el golpeteo son significativos. Estos problemas se pueden reducir utilizando la ecualización según un estándar acordado. Durante la grabación, la amplitud de las bajas frecuencias se reduce, reduciendo así el ancho de surco requerido y se incrementa la amplitud en las altas frecuencias. El equipo de reproducción aumenta los graves y corta los agudos para restaurar el equilibrio tonal en la señal original; esto también reduce el ruido de alta frecuencia. Por lo tanto, cabe más música en el disco y se reduce el ruido.
El estándar actual se llama ecualización RIAA. Se acordó en 1952 y se instauró en los Estados Unidos en 1955; no se utilizó mucho en otros países hasta la década de 1970. Con anterioridad, especialmente a partir de 1940, los fabricantes de discos llegaron a utilizar unas 100 fórmulas diferentes.

#### Historia de la ecualización
En 1926, Joseph P. Maxwell y Henry C. Harrison, de los Bell Telephone Laboratories, revelaron que el patrón del sistema magnético de «línea de goma» de Western Electric diseñado para grabar discos tenía una característica de velocidad constante. Esto significaba que a medida que aumentaba la frecuencia en los agudos, la amplitud de grabación disminuía. Por el contrario, en los graves, a medida que disminuía la frecuencia, aumentaba la amplitud de grabación. Por lo tanto, era necesario atenuar las frecuencias graves por debajo de aproximadamente 250 Hz (el punto de corte de los graves) en la señal del micrófono amplificado con el que se alimentaba el cabezal de grabación. De lo contrario, la modulación de graves pasaba a ser excesiva y se producía un corte excesivo en el siguiente ritmo de grabación. Cuando se reproduce eléctricamente con una cápsula magnética que tiene una respuesta suave en la región de los graves, era necesario un aumento complementario en la amplitud en el punto de corte de los graves. En 1934, G. H. Miller informó de que cuando se usaba un impulso complementario en el punto de corte durante las transmisiones radiofónicas de discos, la reproducción era más realista y muchos de los instrumentos musicales se destacaban en su verdadera forma.
West en 1930 y posteriormente P. G. A. H. Voigt (1940) demostraron que los primeros micrófonos de condensador del tipo Wente contribuían a producir un refuerzo del rango medio o pre-énfasis de 4 a 6 dB en la cadena de grabación. Esto significaba que las características de grabación eléctrica de los licenciatarios de Western Electric, como Columbia Records y Victor Talking Machine Company en la época de 1925 tenían una mayor amplitud en la región de rango medio. Un refuerzo como este compensaba la falta de énfasis en muchas de las primeras cápsulas magnéticas, que tenían una respuesta mermada en tonos agudos y medios. Como resultado, esta práctica fue el comienzo empírico del uso del énfasis previo por encima de 1000 Hz en registros de 78 rpm y 33 1⁄3 rpm.
En los años siguientes, surgió una gran variedad de prácticas de ecualización de registros, y no existía un estándar de la industria. Por ejemplo, en Europa las grabaciones durante años requirieron reproducción con un ajuste de volumen de graves de 250-300 Hz y un corte de agudos a 10 000 Hz que alcanzaba de 0 a −5 dB o más. En los Estados Unidos se adoptaron prácticas más variadas y una tendencia a usar frecuencias de corte de graves más altas, como 500 Hz, así como una mayor atenuación de agudos, como −8,5 dB e incluso más, con el fin de registrar niveles de modulación generalmente más altos durante la grabación.
La evidencia de la literatura técnica temprana sobre la grabación eléctrica sugiere que no fue hasta el período 1942-1949 cuando se realizaron esfuerzos serios para estandarizar las características de grabación dentro de la industria. Hasta entonces, la tecnología de grabación eléctrica de una empresa a otra se consideraba un procedimiento patentado a partir del método con licencia de Western Electric de 1925, utilizado por Columbia y Victor. Otros sellos, como Brunswick-Balke-Collender (Brunswick Corporation) utilizaron prácticas distintas a las de Victor.
Las emisoras de radio se enfrentaban a la necesidad de adaptarse a diario a las variadas características de grabación de muchas fuentes distintas: varios fabricantes de «grabaciones caseras» fácilmente disponibles para el público, grabaciones europeas, transcripciones laterales y transcripciones verticales. Los esfuerzos por solucionar este problema se iniciaron en 1942 por iniciativa de la Asociación Nacional de Locutores (NAB), más tarde conocida como la Asociación Nacional de Locutores de Radio y Televisión (NARTB). La NAB, entre otras disposiciones, emitió normas de grabación en 1949 para registros grabados lateralmente o verticalmente, principalmente transcripciones. Varios productores de discos de 78 rpm, así como los primeros fabricantes de LP, también adaptaron sus discos al estándar NAB/NARTB.
La curva NAB de corte lateral era notablemente similar a la curva NBC Orthacoustic que evolucionó a partir de las prácticas dentro de la National Broadcasting Company desde mediados de la década de 1930. Empíricamente, y no mediante ninguna fórmula, se descubrió que el extremo de graves del espectro de audio por debajo de 100 Hz podría aumentarse un poco para anular el zumbido del sistema y los ruidos retumbantes del tocadiscos. Del mismo modo, en el extremo de los agudos a partir de 1000 Hz, si las frecuencias de audio eran aumentadas en 16 dB a 10 000 Hz, los delicados sonidos silbantes del habla y los agudos armónicos de los instrumentos musicales podían distinguirse sobre el nivel de ruido del acetato de celulosa, del aluminio lacado de los másteres y de los discos de vinilo. Cuando se reproducía un disco utilizando una curva inversa complementaria, se mejoraba la relación señal-ruido y la programación sonaba más realista.
Cuando Columbia lanzó el LP en junio de 1948, los desarrolladores publicaron posteriormente información técnica sobre el disco de larga duración con microsurco a 33 1⁄3 rpm. La curva característica de grabación era como la curva NAB en los agudos, pero tenía más refuerzo de graves o pre-énfasis por debajo de 200 Hz. Los autores analizaron las características de la red eléctrica y su relación con la curva del LP de Columbia. Esta fue la primera curva de este tipo basada en fórmulas.
En 1951, al comienzo de la popularidad de la alta fidelidad (hi-fi) posterior a la Segunda Guerra Mundial, la Audio Engineering Society (AES) desarrolló una curva de reproducción estándar, diseñada para ser utilizada por fabricantes de amplificadores de alta fidelidad. Si los discos estuvieran diseñados para sonar bien en amplificadores de alta fidelidad utilizando la curva AES, este sería un objetivo digno de estandarización. Esta curva se definió mediante las constantes de tiempo de los filtros de audio y tenía un corte de graves de 400 Hz y una reducción de 10 000 Hz de −12 dB.
RCA Victor y Columbia estaban en una guerra de mercado sobre qué formato de grabación se iba a imponer en el mercado: el LP de Columbia o el disco a 45 rpm de RCA Victor (lanzado en febrero de 1949). Además de ser una batalla entre el tamaño del disco y la velocidad de grabación, hubo una diferencia técnica en las características de grabación. RCA Victor estaba usando la «nueva curva ortofónica», mientras que Columbia estaba usando la curva LP.
Finalmente, la nueva curva ortofónica se dio a conocer en una publicación de R.C. Moyer de RCA Victor en 1953. Rastreó las características de RCA Victor desde la grabadora de Western Electric «rubber line» en 1925 hasta principios de la década de 1950, afirmando prácticas de grabación de larga tradición y razones de cambios importantes en los años intermedios. La curva RCA Victor «New Orthophonic» estaba dentro de las tolerancias de las curvas NAB/NARTB, Columbia LP y AES. Finalmente se convirtió en el precedente técnico de la curva RIAA.
Como la curva RIAA era esencialmente un estándar estadounidense, tuvo poco impacto fuera de los Estados Unidos hasta finales de la década de 1970, cuando las discográficas europeas comenzaron a adoptar la ecualización RIAA. Fue incluso más tarde cuando algunos sellos discográficos asiáticos adoptaron el estándar RIAA. En 1989, muchos sellos discográficos de Europa del Este y sellos discográficos rusos como Melodiya todavía usaban su propia ecualización CCIR. Por lo tanto, la curva RIAA no se convirtió realmente en un estándar mundial hasta finales de la década de 1980.
Además, incluso después de aceptar oficialmente utilizar la curva de ecualización RIAA, muchos sellos discográficos continuaron usando su propia ecualización patentada incluso hasta bien entrada la década de 1970. Columbia es uno de esos ejemplos destacados en los Estados Unidos, al igual que Decca, Teldec y Deutsche Grammophon en Europa.

### Fidelidad del sonido

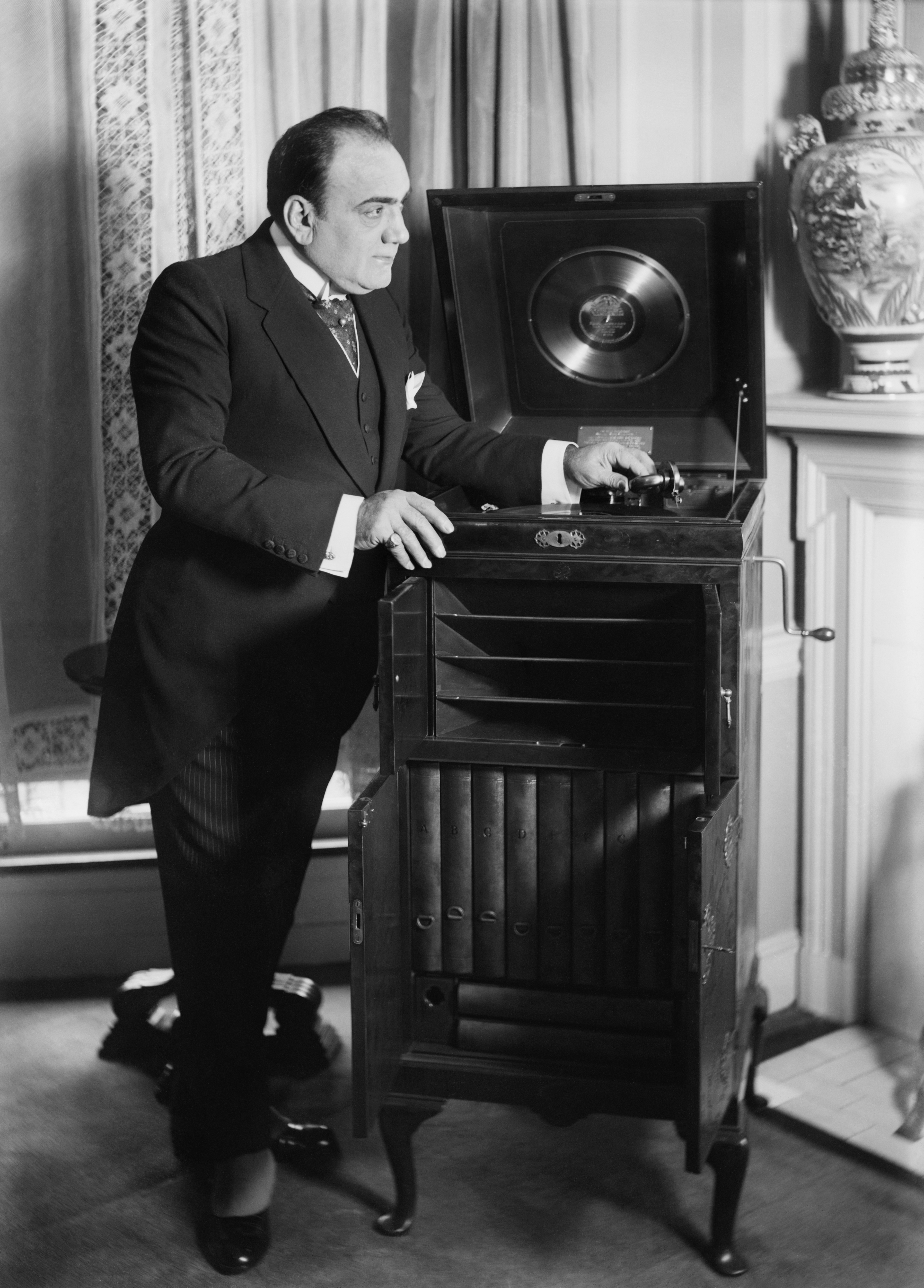
Enrico Caruso con un fonógrafo (hacia 1910)

La fidelidad general del sonido de los discos producidos acústicamente utilizando bocinas en lugar de micrófonos tenía una calidad de tono distante y hueco. Algunas voces e instrumentos se grabaron mejor que otros; Enrico Caruso, un tenor famoso, fue un artista de grabación popular de la era acústica cuya voz coincidía bien con las características de las bocinas de grabación. Se ha llegado a preguntar: «¿Caruso hizo al fonógrafo o el fonógrafo hizo a Caruso?»
Los sonidos delicados y los matices finos se perdieron en su mayoría, porque se necesitaba mucha energía sonora para hacer vibrar el diafragma de la bocina de grabación y el mecanismo de corte. Se presentaban considerables limitaciones acústicas, debidas a resonancias mecánicas tanto en el sistema de grabación como en el de reproducción. Algunas imágenes de sesiones de grabación acústica muestran bocinas envueltas con cinta para ayudar a silenciar estas resonancias. Incluso una grabación acústica reproducida eléctricamente en un equipo moderno suena como si se hubiera grabado a través de una bocina, a pesar de la reducción de las distorsiones debida a la reproducción moderna. Hacia el final de la era acústica, se conservan muchos buenos ejemplos de grabaciones todavía realizadas con bocinas.
La grabación eléctrica que se desarrolló durante la época en que la radio se estaba popularizando (1925), se benefició de los micrófonos y amplificadores utilizados en los estudios de radio. Las primeras grabaciones eléctricas recordaban tonalmente a las grabaciones acústicas, excepto en que había más graves y agudos grabados, así como sonidos delicados y sobretonos cortados en los discos. Esto sucedía a pesar de que se utilizaron algunos micrófonos de carbono, que tenían resonancias que daban color al tono grabado. El micrófono de carbono de doble botón con diafragma estirado supuso una mejora notable. Alternativamente, el micrófono de condensador de estilo Wente utilizado con el método de grabación con licencia de Western Electric, tenía un rango medio brillante y era propenso a sobrecargarse por sonidos sibilantes en el habla, pero en general daba una reproducción más precisa que los micrófonos de carbono.
No era inusual que las grabaciones eléctricas se reprodujeran en fonógrafos acústicos. El fonógrafo Victor Orthophonic fue un excelente ejemplo en el que se daba tal reproducción. En el Orthophonic, que se benefició de la investigación del teléfono, el cabezal de lectura mecánica se rediseñó con una resonancia más baja que el tipo de mica tradicional. Además, se construyó una bocina doblada con un cono exponencial dentro del bastidor para proporcionar una mejor adaptación de impedancia al aire. Como resultado, la reproducción de un disco ortofónico sonaba como si viniera de una radio.
Finalmente, cuando era más común que las grabaciones eléctricas se reprodujeran eléctricamente en las décadas de 1930 y 1940, el tono general se parecía mucho a escuchar una radio de la época. Las cápsulas magnéticas se hicieron más comunes y se diseñaron mejor con el paso del tiempo, lo que permitió mejorar la amortiguación de las resonancias espurias. Las cápsulas de cristal piezoeléctrico también se introdujeron como alternativas de menor costo. El micrófono dinámico o de bobina móvil se introdujo alrededor de 1930 y el micrófono de velocidad o de cinta en 1932. Ambos micrófonos de alta calidad se generalizaron en aplicaciones de cine, radio, grabación y megafonía.
Con el tiempo, los niveles de fidelidad, dinámica y ruido mejoraron hasta el punto de que era más difícil diferenciar entre una actuación en directo en un estudio y la versión grabada. Esto fue especialmente cierto después de la invención del cartucho de captación magnética de reluctancia variable por General Electric en la década de 1940, cuando se reproducían cortes de alta calidad en sistemas de audio bien diseñados. Las radios/tocadiscos Capehart de la época, equipadas con altavoces electrodinámicos de gran diámetro, aunque no eran ideales, demostraron esto bastante bien, popularizándose las «grabaciones caseras» disponibles en las tiendas de música para que el público las comprara.
Se produjeron importantes avances en la calidad de las grabaciones realizadas específicamente para la radiodifusión. A principios de la década de 1930, Bell Telephone Laboratories y Western Electric anunciaron la reinvención total de la grabación de discos, con la aparición del Western Electric Wide Range System, «La nueva voz de acción». La intención del nuevo sistema de Western Electric era mejorar la calidad general de grabación y reproducción de discos. La velocidad de grabación era de 33 1⁄3 rpm, originalmente empleada en el sistema de discos de audio de las películas de Western Electric/ERPI, utilizado en los primeras películas habladas Vitaphone de Warner Brothers de 1927.
La bobina móvil o el micrófono dinámico de Western Electric recientemente inventado formaban parte del sistema de amplio rango. Tenía una respuesta de audio más plana que el tipo de condensador Wente de estilo antiguo, y no requería que se instalaran componentes electrónicos en la carcasa del micrófono. Las señales enviadas al cabezal de grabación se enfatizaron previamente en la región de agudos para ayudar a anular el ruido en la reproducción. Se emplearon cortes de surco en el plano vertical en lugar de los cortes laterales habituales. La principal ventaja anunciada era que había más surcos por pulgada que podían agruparse, lo que resultaba en un tiempo de reproducción más largo. Además, el problema de la distorsión del surco interior, que afectaba a los cortes laterales, podría evitarse con el sistema de corte vertical. Los discos maestros de cera se preparaban haciendo fluir cera caliente sobre un disco de metal caliente, evitando así las irregularidades microscópicas de los bloques de cera fundidos y la necesidad de cepillar y pulir.
Los prensados de vinilo se realizaron con estampadores de corte maestros que fueron galvanizados «al vacío» mediante pulverización de oro. Se alcanzó la respuesta de audio a 8000 Hz y luego a 13 000 Hz usando cápsulas ligeras que empleaban agujas con puntas de zafiro o diamante. Se emplearon amplificadores que usaban retroalimentación negativa, mejorando así el rango de frecuencias de corte y reduciendo los niveles de distorsión. Los productores de transcripciones de radio como World Broadcasting System y Associated Music Publishers (AMP) eran los licenciatarios dominantes del sistema de amplio rango de Western Electric, y hacia finales de la década de 1930, eran responsables de dos tercios del negocio total de transcripciones de radio. Estas grabaciones utilizaban un corte de graves de 300 Hz y una reducción de 10 000 Hz de −8,5 dB.
Desde el punto de vista del desarrollo, gran parte de la tecnología del disco de larga duración, lanzado con éxito por Columbia en 1948, provino de prácticas de transcripción de radio de amplio espectro. El uso de impresiones de vinilo, la mayor duración de la reproducción y la mejora general de la calidad del audio respecto a los discos de 78 rpm fueron los principales puntos fuertes de venta.
La divulgación técnica completa del LP de Columbia por Peter C. Goldmark, Rene 'Snepvangers y William S. Bachman en 1949 hizo posible que una gran variedad de compañías discográficas entraran en el negocio de fabricar discos de larga duración. El negocio creció rápidamente y se extendió el interés por el sonido de alta fidelidad y el mercado de bricolaje para cápsulas fonocaptoras, tocadiscos, kits de amplificadores, planos de cajas de altavoces, o sintonizadores de radio AM/FM. El disco LP para los trabajos más largos, el de 45 rpm para música pop, y la popularización de la radio FM, se convirtieron en fuentes de programas de alta fidelidad cada vez más demandados. Los oyentes de la radio escuchaban las transmisiones de las grabaciones, lo que a su vez generaba más ventas de discos. La industria floreció.

#### Desarrollo

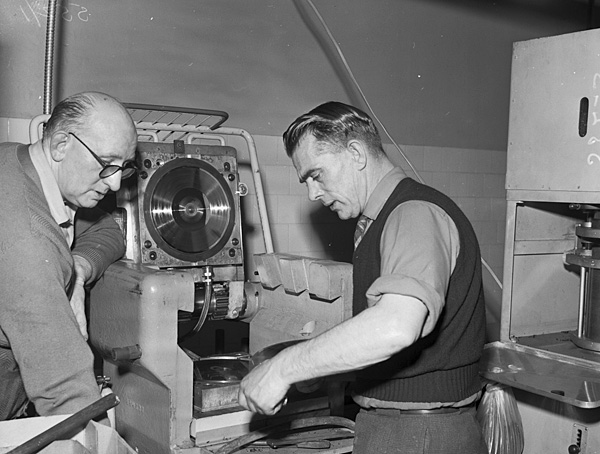
Fabricación de discos de vinilo en 1959

La tecnología utilizada para hacer grabaciones también se desarrolló y prosperó. Hubo diez pasos evolutivos principales que mejoraron la producción y la calidad de los discos durante un período de aproximadamente cuarenta años, culminada con la aparición del LP.
1. Las transcripciones eléctricas y los discos de 78 rpm se utilizaron por primera vez como fuentes para producir los moldes de aluminio lacado para fabricar LPs en 1948. Esto fue antes de que la cinta magnética se empleara comúnmente para la masterización. El espaciado de surcos variable con el tono contribuyó a permitir mayores niveles dinámicos de registro. La aguja calentada mejoró el corte de altas frecuencias. La pulverización de oro al vacío de las grabaciones originales se utilizó cada vez más para producir las matrices de alta calidad utilizadas para prensar los discos de vinilo.
2. Decca en Gran Bretaña utilizó micrófonos de condensador de amplio rango y alta calidad para el sistema de grabación de rango de frecuencia completo (FFRR) hacia 1949. Se empleó la masterización en cera para producir los LPs de Decca/London. Este procedimiento generó un interés considerable en los Estados Unidos y sirvió para aumentar las expectativas generales del cliente sobre la calidad del registro de microsurcos.
3. La grabación en cinta con micrófonos de condensador se convirtió en un procedimiento operativo estándar utilizado durante mucho tiempo para mecanizar las grabaciones sobre aluminio lacado. Esto mejoró la captación general de sonido de alta calidad y permitió la edición de cintas. En años posteriores, se produjeron variaciones en los tipos de grabadoras utilizadas, como en el ancho y el número de pistas empleadas, incluida la tecnología de cinta magnética de 35 mm.
4. La producción de másteres de cinta estéreo y el LP estéreo en 1958 trajo mejoras significativas en la tecnología de grabación.
5. Las limitaciones en la parte del proceso de grabación del disco generaron más tarde la idea de que la masterización a la mitad de la velocidad mejoraría la calidad (en la que la cinta de origen se reproducía a la mitad de velocidad y el disco de aluminio lacado se grababa a 16 2⁄3 rpm en lugar de a 33 1⁄3 rpm).
6. Algunos LP de 12 pulgadas se grabaron a 45 rpm para obtener un sonido de mejor calidad, pero esta práctica duró poco.
7. En la década de 1970 se hicieron esfuerzos para grabar hasta cuatro señales de audio en un LP (sonido cuadrafónico) mediante métodos de matriz y onda portadora modulada. Este desarrollo no llegó a ser un éxito generalizado ni duradero.
8. También se hicieron esfuerzos para simplificar la cadena de equipos en el proceso de grabación, y regresar a la grabación en vivo directamente al disco maestro.
9. Los sistemas de reducción de ruido también se utilizaron en la masterización de cintas de algunos LP, así como en el propio LP.
10. A medida que la tecnología de las grabadoras de vídeo mejoró, fue posible modificarlas y utilizar convertidores de analógico a digital (códecs) para la grabación de sonido digital. Esto trajo un mayor rango dinámico a la masterización de las cintas, combinado con un bajo nivel de ruido y distorsión, y sin interrupciones, evitando el efecto del eco por transferencia propio de las cintas analógicas. La reproducción del soporte digital proporcionaba una señal analógica de alta calidad muy adecuada para grabar el máster de aluminio lacado.

#### Deficiencias
En el momento de la introducción del disco compacto (CD) en 1982, el LP estéreo prensado en vinilo estaba en el punto álgido de su desarrollo, aunque continuó adoleciendo de diversas limitaciones:
- El sonido estereofónico de los canales izquierdo y derecho no estaba totalmente separado; de forma que la señal generada por la cápsula fonocaptora contenía en cada canal una pequeña cantidad de la señal del contrario, con mayor diafonía a frecuencias más altas. El equipo de grabación de discos de alta calidad era capaz de producir un disco maestro con del orden de 30-40 dB de separación estéreo a 1000 Hz, pero las cápsulas de los tocadiscos tenían un rendimiento menor, de aproximadamente 20 a 30 dB de separación a 1000 Hz, con la separación disminuyendo a medida que aumentaba la frecuencia, de modo que a 12 kHz la separación era de aproximadamente 10-15 dB.[83] Una visión moderna común es que la separación entre canales debe ser mayor para lograr un adecuado escenario de sonido estéreo. Sin embargo, en la década de 1950, la BBC determinó en una serie de pruebas que solo se requieren entre 20 y 25 dB para obtener la impresión de una separación estéreo completa.[84]
- Los surcos en espiral delgados y poco espaciados que permiten un mayor tiempo de reproducción en un LP microsurco de 33 1⁄3 rpm son propensos a generar un eco causado por la presencia de un surco contiguo posterior en el que se reproducen sonidos fuertes. La aguja grabadora transfiere inevitablemente parte del impulso de la señal a la pared que separa el surco posterior del anterior, dejando una leve impronta audible en este último. Algunos oyentes pueden percibir este eco inducido en ciertas grabaciones, pero un pasaje silencioso seguido de un sonido fuerte permitirá que cualquiera escuche un débil eco previo del sonido fuerte que se produce 1,8 segundos antes de tiempo.[85] Este problema también puede aparecer como un eco posterior, en la forma de un pequeño sonido fantasma que llega 1,8 segundos después del impulso principal.
- Los problemas de fabricación que implican un flujo incompleto del vinilo caliente dentro del molde de estampación, pueden impedir que se recree con precisión una pequeña sección de un lado del surco, un problema conocido como relleno en falso. Por lo general, aparece al reproducir el disco como un sonido de rasgado, rechinamiento o desgarro.
- Una carga eléctrica estática puede acumularse en la superficie del disco en rotación y descargarse en la aguja, produciendo un fuerte estallido. En climas muy secos, esto puede suceder varias veces por minuto. Las reproducciones posteriores del mismo disco no tienen estallidos en los mismos lugares de la música, ya que la acumulación de estática no está vinculada a variaciones en el ritmo de la pieza sonora.
- Un estampado descentrado añadirá a la reproducción una oscilación lenta modulada a 0,56 Hz, lo que afectará al tono debido a la velocidad de modulación con la que se reproduce el surco debajo de la aguja. El efecto se vuelve gradualmente más agudo a medida que la reproducción se acerca al centro del registro. También afecta la tonalidad, porque el desdentrado hace que la aguja se presione alternativamente contra una pared del surco y luego contra la otra, haciendo que la respuesta de frecuencia cambie en cada canal. Este efecto se conoce como «lloro», aunque el funcionamiento de la plataforma giratoria y del motor también pueden causar un problema similar que afecta al tono del sonido.
- La fuerza de seguimiento de la aguja no es siempre la misma desde el principio hasta el final del surco. El balance estereofónico puede cambiar a medida que avanza la reproducción.
- La cápsula magnética puede amplificar interferencias eléctricas externas. Los atenuadores SCR de placa de pared comunes para el hogar que comparten líneas de CA pueden generar ruido en la reproducción, al igual que los dispositivos electrónicos mal blindados y los transmisores de radio potentes.
- Los sonidos fuertes en el entorno pueden transmitirse mecánicamente a través del tocadiscos hasta la aguja. Incluso las pisadas fuertes pueden hacer que la aguja rebote y se salga del surco.
- Debido a una ligera pendiente en la entrada del surco, es posible que la aguja salte varios surcos hacia adelante cuando se coloca en su posición al comienzo de la reproducción.
- El LP es delicado. Cualquier roce brusco accidental con la aguja o dejar caer el disco sobre un elemento aguzado puede rayar su superficie de forma permanente, creando una serie de «tics» o «chasquidos» que se escuchan en cada reproducción posterior. Los percances más graves pueden hacer que la aguja rompa la pared del surco durante la reproducción, creando un salto permanente que hará que la aguja avance a la vuelta siguiente del surco, o retroceda a la anterior. Un salto que va a la vuelta anterior se denomina «disco rayado», de forma que la misma sección de 1,8 segundos del LP (1.3 s de 45 rpm) se repetirá una y otra vez hasta que la aguja se levante del disco. En el caso de un salto hacia adelante, es posible ejercer una ligera presión sobre el cabezal, haciendo que la aguja recorra la vuelta del surco «perdida», sin que se produzca un salto en la reproducción. Esto requiere cierta habilidad, pero es de gran utilidad cuando, por ejemplo, se digitaliza una grabación, ya que no se omite ninguna información del disco original.

### LP frente a CD
Los audiófilos han diferido sobre los méritos relativos del LP frente al CD desde que se introdujo el disco digital. Los discos de vinilo todavía cuentan con algunos adeptos de las grabaciones analógicas, a pesar de que los discos digitales son más precisos para reproducir una grabación tanto analógica como digital. Los inconvenientes del LP, sin embargo, incluyen ruido de superficie, menor resolución debido a una menor relación señal/ruido y rango dinámico, diafonía estéreo, error de seguimiento, variaciones de tono y mayor susceptibilidad a sufrir daños por el uso. Los modernos filtros antidistorsión y los sistemas de sobremuestreo utilizados en las grabaciones digitales han eliminado los problemas observados en los primeros reproductores de CD.
Existe la teoría de que los discos de vinilo pueden representar de forma audible frecuencias más altas que los discos compactos, aunque la mayor parte de este sonido es ruido y no es relevante para el oído humano. Según las especificaciones del Red Book, el disco compacto tiene una respuesta de frecuencia de 20 Hz hasta 22.050 Hz, y la mayoría de los reproductores de CD manejan niveles dentro de una fracción de decibelio entre al menos 0 Hz y 20 kHz. Debido a la separación requerida entre los surcos, no es posible que un LP reproduzca frecuencias tan bajas como un CD. Además, el retumbar del tocadiscos y la retroalimentación acústica oscurecen el límite inferior del vinilo, pero el extremo superior puede ser, como con algunas cápsulas fonocaptoras, razonablemente plano desde unos pocos decibelios a 30 kHz, con una suave caída. Las señales portadoras de los LP Quad populares en la década de 1970 utilizaban ondas portadoras a 30 kHz para que quedaran fuera del alcance del oído humano. El sistema auditivo humano promedio es sensible a frecuencias desde 20 Hz hasta un máximo de alrededor de 20 000 Hz. Los límites de frecuencia superior e inferior de la audición humana varían según la persona. Además, la sensibilidad a las altas frecuencias disminuye a medida que una persona envejece, un proceso llamado presbiacusia. Por el contrario, el daño auditivo causado por la exposición a ruidos fuertes generalmente hace que sea más difícil escuchar frecuencias más bajas, como las comprendidas entre tres y 6 kHz.

## Producción

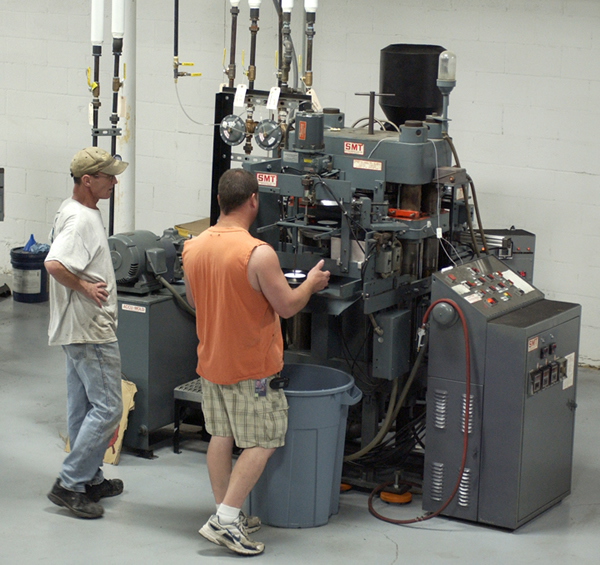
Prensa de vinilos

Durante las primeras décadas de la fabricación de discos, el sonido se grababa directamente en el «disco maestro» del estudio de grabación. Aproximadamente desde 1950 en adelante (antes para algunas grandes empresas discográficas, más adelante para algunas pequeñas) se hizo habitual tener la interpretación primero grabada en un magnetófono, que luego podía ser procesada o editada, y posteriormente doblada en un disco maestro, donde se grababa. Las primeras versiones de estos discos maestros eran de cera, aunque más adelante se pasó a utilizar un material más duro como la laca. El proceso de masterización fue originalmente una especie de arte, ya que el operador tenía que ajustar manualmente la amplitud del espaciado entre los surcos de acuerdo con los cambios en el sonido.
A partir de la década de 1960 y hasta la década de 1990, la aparición del microsurco, de la estereofonía, del disco de vinilo y de aparatos reproductores cada vez más asequibles, hicieron que la fabricación de discos se convirtiera en una potente industria basada en la comercialización de música grabada, que pasó a ser un artículo cada vez más presente en la cultura popular de masas. Este hecho supuso que los lanzamientos de los vinilos de los grupos más conocidos implicasen la venta de millones de copias en períodos de tiempo muy cortos, propiciando la creación de grandes factorías capaces de abordar este tipo de trabajos.

## Conservación

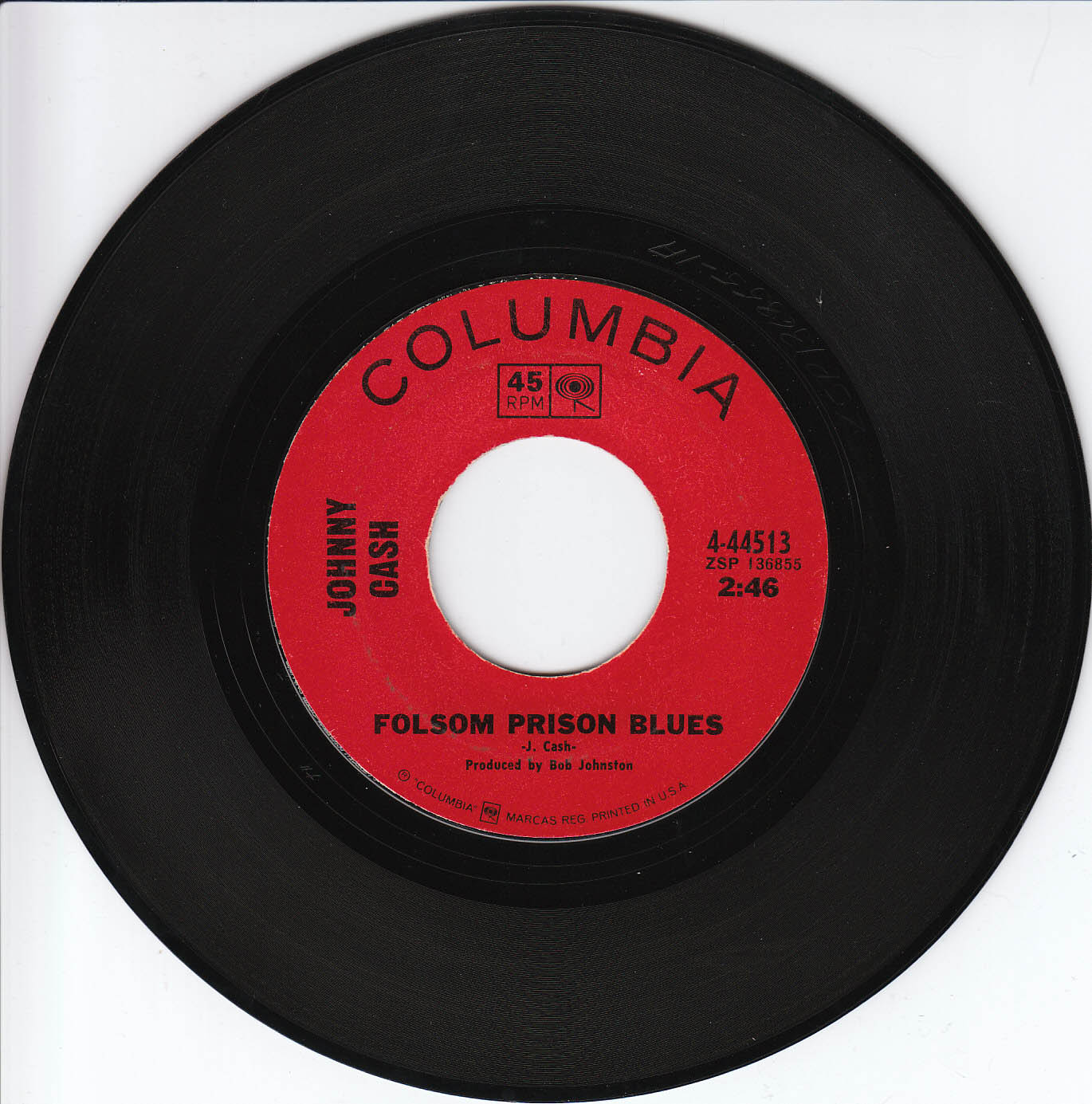
Sencillo de 1955. Estos discos usualmente tenían un tema principal en la cara A para su promoción en la radio como un posible éxito, con una cara B interpretada por el mismo artista, aunque algunos discos se editaron con dos caras A.

Como la reproducción de discos fonográficos provoca una degradación progresiva de la grabación, se conservan mejor transfiriéndolos a otros medios y reproduciendo los discos con la menor frecuencia posible. Deben almacenarse verticalmente sobre un borde, y funcionan mejor en condiciones ambientales que la mayoría de las personas encontrarían cómodas. El equipo para la reproducción de ciertos formatos (como por ejemplo, 16 2⁄3 y 78 rpm) se fabrica solo en pequeñas cantidades, lo que aumenta la dificultad de encontrar aparatos para reproducir estas grabaciones.
Cuando se considera que las grabaciones de discos antiguos son de interés artístico o histórico, anteriores a la era de la cinta o donde no existe un máster de cinta magnética, los archiveros reproducen el disco en un equipo adecuado y registran el resultado, normalmente en un formato digital, que se puede copiar y manipularse para eliminar fallos analógicos sin ningún daño adicional a la grabación original. Por ejemplo, Nimbus Records utiliza un tocadiscos de bocina especialmente construido para transferir discos de 78 rpm. Es un proceso al alcance de cualquiera, usando un tocadiscos estándar con una cápsula adecuada, un preamplificador de audio (phono) y un ordenador personal. Sin embargo, para una transferencia precisa, los archiveros profesionales eligen cuidadosamente la forma y el diámetro correctos de la aguja, el peso de seguimiento, la curva de ecualización y otros parámetros de reproducción, y utilizan convertidores de analógico a digital de alta calidad.
Como alternativa a la reproducción con una aguja, una grabación puede leerse ópticamente, procesarse con un programa que calcula la velocidad a la que la aguja se movería en las ranuras escaneadas y convertir la señal a un formato de grabación digital de sonido. Este sistema evita dañar más el disco, y generalmente produce un sonido mejor que la reproducción normal. También tiene el potencial de permitir la reconstrucción de discos rotos o dañados.

## Recuperación del vinilo

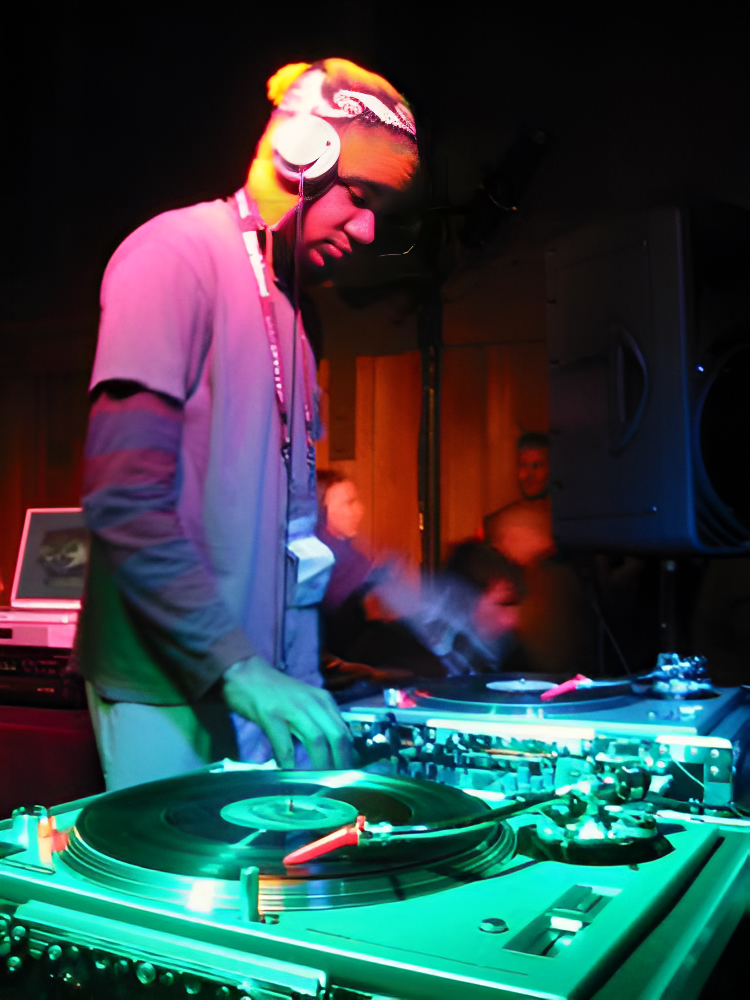
Un disc-jockey manejando un mezclador de música grabada en vinilos durante el Festival de Cine de Sundance (2003)

Las grabaciones fonográficas que utilizan surcos, ideadas por primera vez en el último cuarto del siglo XIX, mantuvieron una posición predominante durante casi un siglo, resistiendo la competencia del magnetófono de bobina abierta, del cartucho de 8 pistas y del casete. La gran popularidad del Walkman de Sony fue un factor que contribuyó a la disminución del uso del vinilo en la década de 1980. Hubo que esperar hasta 1988 para que el disco compacto superara en ventas unitarias a los discos de vinilo, que habían experimentado una pronunciada caída de su popularidad entre 1988 y 1991, cuando los principales distribuidores de sellos discográficos restringieron sus políticas de devolución, de las que los minoristas habían dependido para mantener e intercambiar existencias de títulos relativamente impopulares. Primero, los distribuidores comenzaron a cobrar más a los minoristas por un producto nuevo si devolvían vinilo sin vender, y luego dejaron de otorgar crédito por las devoluciones. Los minoristas, por temor a quedarse atrapados con cualquier cosa que pidieran, solo solicitaban títulos populares y probados que sabían que se venderían, y dedicaron más espacio en los estantes a los CD y casetes. Las compañías discográficas también eliminaron muchos títulos en vinilo de la producción y distribución, lo que socavó aún más la disponibilidad del formato y provocó el cierre de plantas de prensado. Este rápido recorte en la disponibilidad de discos aceleró el declive de la popularidad del formato, lo que algunos vieron como una estratagema deliberada para hacer que los consumidores se cambiasen a los CD, que a diferencia de hoy, eran más rentables para las compañías discográficas.
A pesar de sus defectos, como la falta de portabilidad, los discos aún cuentan con seguidores entusiastas. Los discos de vinilo continúan siendo fabricados y vendidos, especialmente por bandas de rock y sellos independientes, aunque sus ventas se consideran un nicho de mercado compuesto por audiófilos, coleccionistas y pinchadiscos. En particular, los coleccionistas de todo el mundo demandan mucho los discos antiguos y las grabaciones agotadas (véase coleccionismo de discos). Muchos álbumes nuevos populares reciben lanzamientos en discos de vinilo y los álbumes más antiguos también se reeditan, a veces en vinilo de calidad de audiófilo.
En el Reino Unido, la popularidad del indie rock hizo que las ventas de discos de vinilo nuevos (en particular, los sencillos de 7 pulgadas) aumentaran significativamente en 2006, revirtiéndose brevemente la tendencia a la baja observada durante la década de 1990.
En Estados Unidos, las ventas anuales de vinilo aumentaron un 85,8 % entre 2006 y 2007, aunque partiendo de una base baja, y un 89 % entre 2007 y 2008. Sin embargo, los aumentos de ventas se han moderado en los últimos años cayendo a menos del 10 % durante 2017.
Muchos lanzamientos de hip hop y de música de baile electrónica todavía se prefieren en vinilo; sin embargo, las copias digitales siguen estando ampliamente disponibles. Esto se debe a que para los disc-jockeys («DJ»), el vinilo tiene una ventaja sobre el CD: la manipulación directa del medio. Las técnicas de DJ, como el slip-cueing, el beatmatching y el scratching se originaron en tocadiscos. Con los CD o casetes, normalmente solo se tienen opciones de manipulación indirecta, por ejemplo, los botones de reproducción, parada y pausa. Con un disco de vinilo, se puede colocar la aguja unas cuantos surcos más hacia adentro o hacia afuera, acelerar o desacelerar el plato giratorio, o incluso invertir su dirección, siempre que la aguja, el tocadiscos, y el propio disco estén construidos para soportarlo. Sin embargo, muchos avances en el mundo de los pinchadiscos como los CDJ (reproductores de CD especiales, capaces de simular la manipulación de un disco sobre un giradiscos), el software para disc-jockeys y la emulación de vinilos, tienen estas capacidades y cada vez un mayor número de posibilidades.
Las cifras publicadas en los Estados Unidos a principios de 2009 mostraron que las ventas de álbumes de vinilo casi se duplicaron en 2008, con 1,88 millones vendidos, frente a poco menos de 1 millón en 2007. En 2009, se totalizaron 3,5 millones de unidades vendidas en los Estados Unidos, incluidos 3,2 millones álbumes, el número más alto desde 1998.
Las ventas han seguido aumentando en la década de 2010, con alrededor de 2,8 millones de unidades vendidas en 2010, que es la mayor cantidad de ventas desde 1991, cuando el vinilo había sido eclipsado por los casetes y los CDs.
En 2014, el artista Jack White vendió 40 000 copias en vinilo de su segundo lanzamiento en solitario, Lazaretto. Las ventas del disco superaron las mayores ventas en una semana de un vinilo desde 1991. El récord de ventas lo tenía anteriormente Vitalogy de Pearl Jam, que vendió 34 000 copias en una semana en 1994. En 2014, la venta de discos de vinilo fue el único medio de música física con ventas crecientes con relación al año anterior. Las ventas de otros medios, incluidas las pistas digitales individuales, los álbumes digitales y los discos compactos, han caído, siendo este último el que tiene la mayor tasa de caída en las ventas.
En 2011, la Entertainment Retailers Association del Reino Unido descubrió que los consumidores estaban dispuestos a pagar un promedio de 16,30 libras (19,37 €, 25,81 $) por un solo disco de vinilo, en contraposición a 7,82 libras (9,30 €, 12,38 $) por un CD, y 6,80 libras (8,09 €, 10,76 $) por una descarga digital. En los Estados Unidos, los nuevos lanzamientos de vinilo a menudo tienen un margen de beneficio mayor (por artículo individual) que los lanzamientos en CD o las descargas digitales (en muchos casos), debido a la bajada de precio de los soportes digitales.
En 2015, las ventas de discos de vinilo aumentaron un 32%, hasta alcanzar un importe de 416 millones de dólares, su nivel más alto desde 1988. Se vendieron 31,5 millones de discos de vinilo en 2015, y el número ha aumentado anualmente desde 2006. Las ventas de vinilo siguieron creciendo en 2017, y comprende el 14 % de todas las ventas de álbumes físicos. El LP de vinilo número uno vendido fue el relanzamiento de Sgt. Pepper's Lonely Hearts Club Band de Los Beatles.
El crecimiento sostenido de la difusión del vinilo y el desplome del CD, propiciado por el auge cada vez mayor de las descargas por internet, propició que ya en el primer semestre de 2020 las ventas de vinilos superaron a las de CDs en los Estados Unidos por primera vez desde la década de 1980.
| Ventas Totales Mundiales (SP & LP) | $55M      | $55M    | $66M      | $66M      | $73M      | $73M      | $89M               | $89M               | $116M              | $116M              |                  |                  |
| Australia (SP & LP) | 10 000    | 17 996  | 10 000    | 19 608    | 10 000    | 53 766    | 13 677             | 39 644             | 13 637             | 44 876             | 21 623           | 77 934           |
| Alemania · (SP & LP) | 400 000   | 400 000 | 700 000   | 700 000   | 1 200 000 | 1 200 000 | 635 000 (LPs solo) | 635 000 (LPs solo) | 700 000 (LPs solo) | 700 000 (LPs solo) | 1 000 (LPs solo) | 1 000 (LPs solo) |
| Finlandia · (SP & LP) | 10 301    | 10 301  | 13 688    | 13 688    | 15 747    | 15 747    | 27 515             | 27 515             | 54 970             | 54 970             | 47 811           | 47 811           |
| Hungría · (LP) | 2974      | 2974    | 2923      | 2923      | 3763      | 3763      | 1879               | 1879               | 8873               | 8873               | 9819             | 9819             |
| Hungría · (SP & LP) | —         | —       | —         | —         | 103 000   | 103 000   | 105 000            | 105 000            | —                  | —                  |                  |                  |
| Países Bajos · (LP) | —         | —       | —         | —         | 51 000    | 51 000    | 60 400             | 60 400             | 81 000             | 81 000             |                  |                  |
| España · (LP) | —         | —       | 40 000    | 40 000    | 106 000   | 106 000   | 97 000             | 97 000             | 141 000            | 141 000            | 135 000          | 135 000          |
| Suecia · (LP) | 11 000    | 11 000  | 22 000    | 22 000    | 36 000    | 36 000    | 70 671             | 70 671             | 108 883            | 108 883            | 173 124          | 173 124          |
| Reino Unido (SP & LP) | 1 843 000 | 205 000 | 740 000   | 209 000   | 332 000   | 219 000   | 219 000            | 234 000            | 186 000            | 337 000            | —                | 389 000          |
| Estados Unidos (LP) | 988 000   | 988 000 | 1 880 000 | 1 880 000 | 2 500 000 | 2 500 000 | 2 800 000          | 2 800 000          | 3 900 000          | 3 900 000          | 4 600 000        | 4 600 000        |
| - Las cifras de sencillos de Australia para 2007, 2008 y 2009 son estimadas. - En realidad, las cifras alemanas se consideran «mucho más altas» debido a que las tiendas más pequeñas y las comunidades en línea en Alemania no utilizan cajas registradoras con escáner. Una empresa alemana de impresión de discos declaró que produce 2 millones de LPs cada año. - En realidad, las cifras estadounidenses se consideran mucho más altas, con un propietario de una tienda de discos, en un artículo de The New York Times, estimando que Nielsen SoundScan solamente rastrea «alrededor del 15 %» de las ventas totales debido a los códigos de barras, concluyendo que las ventas ahora podrían ser tan altas como 20 millones - En Suecia, las ventas de vinilo en 2010 aumentaron un 92% con respecto a las cifras de 2009, y en 2011 un 52% más con respecto a las cifras de 2010. En 2012, las ventas de vinilo aumentaron un 59% con respecto a las cifras de 2011. - En Nueva Zelanda, las tiendas de discos independientes en Auckland reportaron un aumento de cinco veces en las ventas de vinilos de 2007 a 2011. - En Francia, el SNEP publicó que las ventas de LPs fueron de 200 000 unidades en 2008. Sin embargo, sellos discográficos independientes estiman que las ventas totales fueron probablemente de 1 millón. - En Estados Unidos, el 67 % de todas las ventas de álbumes de vinilo en 2012 se realizaron en tiendas de música independientes. - Los ingresos por vinilo se ubicaron en el punto más bajo de su historia en 2006, con un valor comercial total de 36 millones de dólares. La cifra de 2011 de 116 millones es mayor que la cifra de 2000 de 109 millones, pero todavía es menor que las cifras de 1997, 1998 y 1999, todas entre 150 y 170 millones de dólares. |           |         |           |           |           |           |                    |                    |                    |                    |                  |                  |

### Listas de LPs de vinilo más vendidos (2012)
| #   | US Top 10             | US Top 10      | UK Top 10       | UK Top 10         |
| --- | --------------------- | -------------- | --------------- | ----------------- |
| N.º | Álbum                 | Artista        | Álbum           | Artista           |
| 1   | Blunderbuss           | Jack White     | Coexist         | The xx            |
| 2   | Abbey Road (álbum)    | The Beatles    | Ziggy Stardust  | David Bowie       |
| 3   | Babel                 | Mumford & Sons | Blunderbuss     | Jack White        |
| 4   | El Camino             | The Black Keys | 21              | Adele             |
| 5   | Sigh No More          | Mumford & Sons | Lonerism        | Tame Impala       |
| 6   | Bloom                 | Beach House    | Tempest         | Bob Dylan         |
| 7   | For Emma, Forever Ago | Bon Iver       | Bloom           | Beach House       |
| 8   | Boys & Girls          | Alabama Shakes | An Awesome Wave | Alt-J             |
| 9   | 21                    | Adele          | Go-Go Boots     | Drive-By Truckers |
| 10  | Bon Iver              | Bon Iver       | The Wall        | Pink Floyd        |

## Formatos de grabación menos comunes

### CX
En 1981, CBS lanzó el formato CX, compatible con versiones anteriores para un rango dinámico más alto y reducción de ruido.

### VinylVideo
VinylVideo era un formato sobre discos de vinilo de 45 rpm, capaz de almacenar un video de baja resolución en blanco y negro.

## En el lenguaje común
- La expresión disco rayado se refiere a un mal funcionamiento[164] debido al que la aguja salta y vuelve al surco anterior, reproduciendo la misma sección una y otra vez de forma indefinida,[165][166][167] de ahí la frase "parecer disco rayado" cuando alguien repite una misma expresión una y otra vez de manera molesta e insistente.

## Lecturas relacionadas
- From Tin Foil to Stereo: Evolution of the Phonograph by Oliver Read and Walter L. Welch
- The Fabulous Phonograph by Roland Gelatt, published by Cassell & Company, 1954 rev. 1977 ISBN 0-304-29904-9
- Where Have All the Good Times Gone?: The Rise and Fall of the Record Industry Louis Barfe.
- Pressing the LP Record by Ellingham, Niel, published at 1 Bruach Lane, PH16 5DG, Scotland.
- Sound Recordings by Peter Copeland published 1991 by the British Library ISBN 0-7123-0225-5.
- Vinyl: A History of the Analogue Record by Richard Osborne. Ashgate, 2012. ISBN 978-1-4094-4027-7.
- "A Record Changer and Record of Complementary Design" by B. H. Carson, A. D. Burt, and H. I. Reiskind, RCA Review, June 1949
- "Recording Technology History: notes revised July 6, 2005, by Steven Schoenherr", San Diego University (archived 2010)
- Avery, Kim (April 22, 2017) Let's Get Physical: The Vinyl Resurrection (enlace roto disponible en Internet Archive; véase el historial, la primera versión y la última).